# Personaggi di The Originals
Questa voce contiene un elenco dei personaggi presenti nella serie televisiva The Originals, spin-off della serie The Vampire Diaries.

## Personaggi principali

### Klaus Mikaelson
Niklaus "Klaus" Mikaelson, interpretato da Joseph Morgan e doppiato da Emiliano Coltorti, è il protagonista della serie televisiva. È un vampiro originale, fratellastro minore di Freya, Finn ed Elijah, e maggiore di Kol, Rebekah e Henrik. Il padre Ansel appartiene a una famiglia di licantropi, il che lo rende l'ibrido originale delle due specie. Arriva a New Orleans con l’intento di riconquistare la città che ha contribuito a costruire e di affrontare le fazioni che cospirano contro di lui.

### Elijah Mikaelson
Elijah Mikaelson, interpretato da Daniel Gillies e doppiato da Guido Di Naccio, è un vampiro Originale, terzogenito di Mikael ed Esther, fratellastro maggiore di Klaus. Insieme a Rebekah, è considerato il "fratello preferito" di Klaus, grazie alla sua lealtà e al fatto che, sin da umani, lui e Rebekah erano le persone più vicine a Klaus quando veniva picchiato dal padre. Appare per la prima volta in The Vampire Diaries alla ricerca della pietra di luna con l’intento di uccidere Klaus, per poi cambiare idea. In seguito, raggiunge il fratello a New Orleans e scopre che sta per nascere una nipote, figlia di Klaus.
Elijah è un uomo d'onore, elegante e contrario alla violenza, ma diventa letale se qualcuno minaccia la sicurezza della sua famiglia. Il suo obiettivo è sempre quello di redimere il fratello minore. Elijah possiede doti da negoziatore e un’espressione che può passare facilmente da gentile e disponibile a glaciale e pericolosa in un istante. Scopre che, a causa di un incantesimo lanciato da sua madre, per mille anni ha relegato in un angolo remoto della mente la percezione e il ricordo delle vite innocenti spezzate e degli atti ignobili da lui commessi; tale rivelazione fa emergere il suo lato di vampiro sanguinario. Quando decide di uccidere, Elijah predilige l’estrazione del cuore, colpisce spesso con freddezza e rapidità, ma sa anche minacciare e torturare se lo ritiene necessario per ottenere ciò che vuole, senza mai trarne piacere personale.

### Rebekah Mikaelson
Rebekah Mikaelson, interpretata da Claire Holt e doppiata da Valentina Favazza, è la sesta figlia di Esther e la quinta di Mikael, sorella minore di Freya, Finn, Elijah, Klaus e Kol. Si reca a New Orleans per aiutare i fratelli a riprendere il controllo della città e si ricongiunge con Marcel, che un tempo ha amato. Capisce di amarlo ancora e decide di tramare contro Klaus, ma quando il suo tradimento del 1919 viene alla luce, Klaus arriva quasi a ucciderla, rivelandole poi di aver solo voluto farle provare un briciolo del terrore che provava lui ogni volta che Mikael gli si avvicinava.

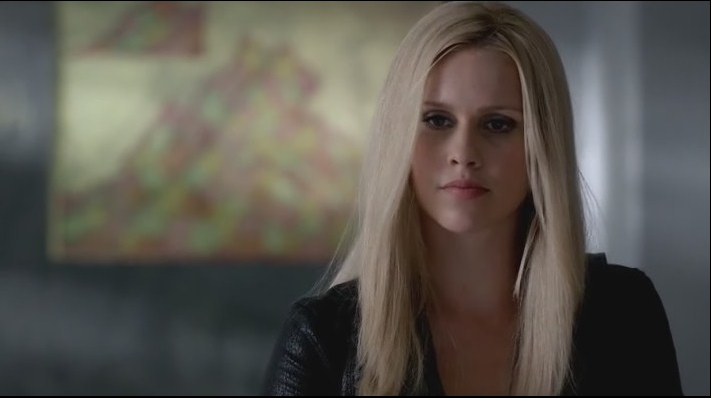
Rebekah Mikaelson (Claire Holt).

Nella seconda stagione, con l’ausilio della magia della madre Esther, Rebekah entra nel corpo di una giovane strega di nome Eva Sinclair. Quest’ultima è stata rinchiusa tempo prima in un "manicomio per streghe", dal quale riesce a uscire con l’aiuto di sua sorella Freya. Rebekah decide di restare nel corpo di Eva finché non trova il modo di resuscitare Kol, ma la sua permanenza è messa momentaneamente in pericolo quando Klaus la costringe a tornare nel suo vero corpo per combattere contro Dahlia. Freya cura successivamente il corpo di Eva e le permette di ritornarvi. In seguito, Aya pugnala Rebekah con un oggetto oscuro al cuore che la tiene addormentata finché resta conficcato nel suo corpo, e Aurora fa gettare il suo corpo nell’oceano. Klaus, Elijah e Marcel riescono poi a scoprire dove è stato gettato e si apprestano a liberarla.
Dopo essere tornata libera, passa il Natale in famiglia, ma il paletto maledetto usato da Aya ha un effetto secondario che le conferisce una furia omicida indiscriminata. Per questo motivo Elijah è costretto a pugnalarla e a rinchiuderla in un luogo sicuro, finché non riescono a trovare un modo per estirpare la maledizione dal suo corpo. Alla fine, Rebekah, al risveglio e ancora sotto l’influsso della maledizione, scopre che Marcel ha avvelenato a morte la sua famiglia. Marcel cerca di portarla dalla sua parte e sembra che Rebekah si schieri con lui, anche perché corrotta dalla maledizione che amplifica i suoi istinti omicidi. In realtà, tutto fa parte del piano di Klaus, che mira a fomentare l’esercito di vampiri e lo stesso Marcel, convinto che la morte sarebbe una punizione troppo lieve per i suoi crimini, affinché lo tenga in vita ma sofferente, finché non sarà possibile trovare una cura per tutti.
Cinque anni dopo, Hayley trova un rimedio e cura Rebekah dal potere oscuro che la affligge, permettendole di risvegliarsi. Nonostante i dissapori iniziali con Marcel, i due tornano insieme, poiché si amano ancora profondamente. Rebekah, Klaus, Kol ed Elijah devono assimilare la magia del Vuoto che controlla Hope e sono costretti a separarsi per impedire che la loro vicinanza restituisca potere al Vuoto. Rebekah si trasferisce a New York con Marcel; successivamente, sette anni dopo, Hope libera lei e gli zii dal Vuoto. Infine, Rebekah accetta la proposta di matrimonio di Marcel e, avendo sempre desiderato tornare umana, Damon Salvatore si mostra disposto a consegnarle la cura per il vampirismo al momento opportuno.
Rebekah è molto volubile e si innamora con estrema facilità di chiunque le presti un po' di attenzione. Il rapporto con Klaus è secondo solo a quello che lui ha con Hope, ed è pari a quello con Elijah. Il legame tra Klaus e Rebekah affonda le sue radici in un episodio dell'infanzia, durante una notte di tempesta, in cui Klaus promise alla sorella che sarebbe rimasto sempre al suo fianco. Viene anche rivelato che Rebekah tentò di uccidere il padre nel sonno con una spada, stanca delle violenze fisiche e psicologiche che quest’ultimo infliggeva al fratello, ma Elijah la fermò, un gesto di cui si pente per i mille anni successivi. Rebekah ha più volte odiato Klaus nel corso della sua lunga vita ma, come fa notare la stessa Hayley, anche in quei momenti continua ad amarlo.

### Hayley Marshall
Hayley Marshall (nata Andréa Labonair), interpretata da Phoebe Tonkin, doppiata da Myriam Catania. È una ragazza licantropo rimasta incinta dopo aver trascorso una notte con Klaus. Arriva a New Orleans in cerca di informazioni sui suoi genitori biologici, uccisi quando era neonata dal nonno di Jackson Kenner, un licantropo nemico del suo branco. Il vampiro Marcel la trova nella culla poco dopo e la affida a Kieran O'Connell, un sacerdote di New Orleans che si occupa di trovarle una famiglia, e la giovane viene adottata. Crescendo, attiva il gene della licantropia provocando un incidente in barca mentre è ubriaca. Quando i suoi genitori adottivi lo scoprono, la cacciano di casa alla sua prima trasformazione.
Durante le sue ricerche viene protetta da Elijah, di cui si innamora. Scopre di essere una licantropa di sangue nobile appartenente al branco della Mezzaluna, uno dei sette branchi originali dei licantropi. Dopo aver partorito Hope, viene uccisa da Monique Deveraux e, avendo ancora il sangue della figlia in circolo, si risveglia in transizione per diventare un’ibrida. Bevendo poche gocce del sangue di Hope, completa la trasformazione.
In seguito, nonostante i sentimenti per Elijah, Hayley decide di sposare Jackson affinché il suo branco, grazie alla cerimonia di unificazione, acquisisca la caratteristica da lupo che deriva dal suo essere ibrida: il controllo della trasformazione. Con questo matrimonio, il branco della Mezzaluna ottiene la capacità di controllare la trasformazione, liberandosi dal vincolo della luna piena. Hayley finisce per nutrire un sincero amore per Jackson, pur essendo ancora innamorata di Elijah. Diventa vedova quando Jackson viene ucciso da Tristan. Lei ed Elijah iniziano una relazione che però ha vita breve, poiché Hayley, sebbene lo ami sinceramente, comprende di non riuscire a gestire il lato oscuro del suo amato.
Viene trasformata in un vampiro dalla strega al servizio di Greta e Roman, perdendo così il potere di licantropo. Greta tenta poi di ucciderla, ma Hayley le strappa il dito con l’anello solare e la trascina alla luce del sole. Hayley muore bruciata viva, essendo ormai diventata un vampiro, e Greta subisce la stessa sorte.
È una ragazza combattiva e decisa, oltre che molto orgogliosa. Ha un buon cuore e cerca sempre di essere un modello positivo per sua figlia, che ama più di ogni altra cosa. Se minacciata, può diventare pericolosa, arrivando a compiere anche azioni estreme, pur senza esserne orgogliosa. Col tempo si guadagna la stima della comunità di New Orleans.

### Marcel Gerard
Marcellus "Marcel" Gerard, interpretato da Charles Michael Davis, doppiato da Fabrizio Vidale. È un vampiro trasformato nel 1835 da Klaus. Figlio illegittimo del Governatore, lavora come schiavo, ma Klaus, colpito dal suo coraggio, si prende cura di lui come di un figlio. Marcel e Rebekah si innamorano. Quando suo padre lo ferisce mortalmente, Klaus lo trasforma in vampiro salvandogli la vita. Dopo la fuga dei fratelli Mikaelson nel 1919, causata dall’arrivo di Mikael, prende il controllo del quartiere francese. Al ritorno di Klaus, si oppone al suo volere e combatte costantemente per proteggere i suoi vampiri.
Lui e Rebekah capiscono di amarsi ancora e decidono di unire le forze per sconfiggere Klaus con un esercito di vampiri, ma quest’ultimo ne massacra molti, costringendo Marcel ad arrendersi e a riconsegnargli la città. Marcel è profondamente legato alla giovane strega Davina, che considera come una figlia. Klaus scopre che fu Marcel, nel 1919, a condurre Mikael a New Orleans nella speranza che lo uccidesse. Questo lo porta a odiarlo, ma lo perdona quando Marcel salva Hope dalle streghe che volevano ucciderla.
Alla fine della seconda stagione, Klaus gli riconsegna il "trono" di re della città e, nella terza, Marcel viene contattato da Tristan e Aya della Strige, interessati a offrirgli la possibilità di entrare nell'organizzazione. Marcel supera la loro prova, dimostrando anche un forte senso di moralità, e diventa un membro della Strige, il primo a non discendere da Elijah. In realtà, Marcel è infiltrato nell'organizzazione e, grazie a un’astuta recita orchestrata con Elijah, ottiene il comando della più antica e potente società di vampiri al mondo. Quando Davina muore uccisa da Kol, posseduto dagli Antenati, Marcel agisce per riportarla in vita, rivolgendosi a Freya. Freya però, costretta dall’attacco di Lucien contro Klaus, Hayley e Rebekah, interrompe l’incantesimo che protegge lo spirito di Davina dagli Antenati. In questo modo ottiene il potere di uccidere Lucien, ma abbandona Davina in balia degli Antenati, che distruggono il suo spirito, impedendole di tornare in vita.
Arrabbiato per gli eventi, Marcel si rivolta contro i Mikaelson, dichiarando di non considerarli più la sua famiglia e decidendo di volerli fuori dalla sua vita e dalla sua città. A questo scopo, Vincent si allea con lui e gli consegna il siero creato con la quercia bianca, il potere di Freya come strega Mikaelson, il proprio potere e il veleno di sette tipi diversi di licantropi, che può trasformare Marcel nella seconda Bestia. Marcel assume il siero e, dopo essere stato ucciso da Elijah, ritorna in vita come un vampiro invincibile, più potente degli stessi Mikaelson, con un morso capace di secernere un veleno in grado di uccidere un Originale e persino Hope Mikaelson.
Marcel richiama a New Orleans tutti i membri della discendenza, ormai spezzata, di Klaus affinché assistano alla morte dell’intera famiglia, eccetto Rebekah. Fa avvelenare mortalmente Freya, mentre morde Elijah e Kol. In seguito, invita i presenti a giudicare Klaus, simulando una sorta di processo per condannarlo per i suoi crimini. Al termine del discorso di difesa di Klaus, Marcel decide di punirlo, pugnalandolo con la lama di Papa Tunde, che provoca tormenti indicibili finché resta conficcata, e poi lo mura vivo, rimandando il giorno in cui lo ucciderà con il suo morso letale. In realtà, ignora di aver fatto esattamente ciò che Klaus sperava: restare in vita a ogni costo, affinché Freya possa usare la sua forza vitale per legare a lui, tramite l’incantesimo d’immortalità usato da Dahlia, le vite dell’intera famiglia, escluse Hayley e Hope. In questo modo si sacrifica per la sua famiglia, dando a Hayley il tempo di trovare una cura per tutti loro.
Cinque anni dopo, Hayley trova una cura al veleno di Marcel e i Mikaelson si risvegliano dal loro sonno, salvando Klaus, che Marcel teneva prigioniero. Marcel, tuttavia, è costretto a collaborare con i Mikaelson per sconfiggere il Vuoto e, col tempo, appiana le divergenze con loro. Marcel e Rebekah iniziano una relazione e, dopo sette anni, lui le chiede di sposarlo, ottenendo un sì come risposta. Marcel accetta di rinunciare al ruolo di Re di New Orleans e lascia la città con Rebekah, esortando anche gli altri vampiri ad abbandonare New Orleans.
Marcel è molto intelligente, sa suonare il pianoforte e conosce molto bene Shakespeare, che sia Klaus sia Elijah gli hanno fatto studiare. È un ottimo schermidore, anche grazie all’educazione ricevuta da Klaus con l’aiuto di Rebekah. È un abile stratega e un leader carismatico e diplomatico che, a differenza di Klaus, guadagna rispetto e lealtà trattando i suoi uomini come una famiglia, garantendosi così un esercito di centinaia di vampiri pronti a morire per lui, perché sanno che lui farebbe altrettanto per ciascuno di loro. Odia chi usa la violenza sui ragazzi e non farebbe mai del male a un ragazzino, a eccezione di Monique, che uccise per salvare Hope.

### Camille O'Connell
Camille O'Connell, interpretata da Leah Pipes, doppiata da Maria Letizia Scifoni. È una studentessa di psicologia e lavora come barista, nipote del sacerdote Kieran O'Connell. Suo fratello gemello Sean è stato maledetto dalla strega Agnes e si è suicidato nella chiesa di St. Anne. Camille arriva a New Orleans per indagare sulla morte di Sean e qui viene soggiogata da Klaus, che vuole avvicinarla a Marcel, il quale prova sentimenti per lei, per tenerlo d’occhio. Successivamente viene liberata da Davina e apprende dell’esistenza dei vampiri.
Si avvicina a Klaus e Marcel, affezionandosi a entrambi, ma spesso si arrabbia con loro per il male che provocano. Lei e Marcel sono stati amanti per un breve periodo.
Donna di buon cuore e compassionevole, riesce a vedere il lato buono di Klaus e, come afferma Elijah, lo aiuta a guardare le cose da un’altra prospettiva. Camille è pienamente consapevole che Klaus non è una persona sana ed equilibrata, ma il suo affetto per lui diventa così forte e profondo che, come ammette lei stessa, è diventato il motivo per cui resta in una città pericolosa come New Orleans, nonostante tra loro non ci sia mai stata una vera relazione romantica. Probabilmente anche grazie ai suoi studi, Camille comprende facilmente il comportamento e i pensieri di Klaus; infatti, l’ibrido sostiene che il suo modo di pensare lo affascina.
Klaus è iperprotettivo nei suoi confronti e ucciderebbe senza pietà chiunque le faccia del male, impazzendo se sa che non è al sicuro. Camille viene coinvolta più volte, in modo più o meno diretto, nelle lotte di potere della città e nelle battaglie della famiglia Mikaelson. A Natale, Klaus e Camille si abbandonano ai sentimenti reciproci, si baciano e dormono insieme, ma al risveglio Klaus trova Camille nel suo letto con la gola tagliata. Successivamente, Camille si risveglia in transizione dopo aver ingerito il sangue di Aurora, per poi suicidarsi sotto il suo controllo mentale. Nonostante l’iniziale riluttanza, decide di completare la trasformazione bevendo il sangue di Vincent; una volta diventata vampira, comincia a prendere le distanze da Klaus, poiché i pericoli in cui lui la coinvolge la fanno sentire insicura e poco protetta.
Lucien, divenuto una Bestia, la uccide avvelenandola con il suo morso; Camille muore tra le braccia di Klaus, ma non prima di avergli confessato il suo amore, ricambiato dall’Originale. Nella morte trova conforto nelle parole di Klaus, che le promette di custodire per sempre il suo ricordo nel cuore, permettendole così di vivere in lui. Riappare più volte nella mente di Klaus, rappresentando spesso la parte buona e razionale del suo animo.

### Davina Claire
Davina Claire', interpretata da Danielle Campbell, doppiata da Rossa Caputo. È una giovane strega piena di vita. Affronta diversi pericoli, lottando con determinazione per ottenere ciò che desidera. Lei e Marcel si vogliono molto bene, al punto da considerarsi una famiglia; inoltre, ha un rapporto di amicizia sincera anche con il vampiro Josh.
Marcel la nasconde dalle streghe, che vogliono sacrificarla per accrescere il loro potere, costringendola a vivere nell'attico della chiesa di St. Anne. Essendo l’unica tra le quattro ragazze del Raccolto a sopravvivere, assorbe il potere delle altre tre, acquisendo una magia smisurata, con la quale Marcel tiene in scacco le streghe del quartiere francese. Per impedire che la sua magia distrugga New Orleans, viene sacrificata come le altre tre streghe, per poi tornare in vita. Dopo la resurrezione, la ragazza torna a essere una strega dai poteri normali, riuscendo tuttavia a perfezionare le sue doti.
Col tempo sviluppa un profondo odio per Klaus e riporta in vita suo padre Mikael, sperando che possa uccidere l'ibrido, ma usa un incantesimo per controllare il vampiro a suo piacimento. Dopo aver perso il controllo su Mikael, stringe un’alleanza con Kol Mikaelson, del quale si innamora (ricambiata), con l’obiettivo di sconfiggere Klaus. Dopo la morte di Kol, dedica tutto il suo tempo alla ricerca di un incantesimo capace di resuscitarlo.
Alla fine della seconda stagione, con l’aiuto di Vincent Griffith, il quale si affeziona molto a lei, diventa la reggente a capo delle nove congreghe di streghe di New Orleans, ottenendo un potere magico smisurato. Viene spogliata di questo titolo dopo aver spinto Hayley a uccidere una strega della congrega. In seguito si unisce alla congrega di streghe guidata dalla Strige, un’antica organizzazione di vampiri, chiamata la Sorellanza, che pratica magie oscure, poiché Aya le offre l’incantesimo e il potere per resuscitare Kol in cambio del suo aiuto per spezzare le linee di sangue di Klaus ed Elijah. Davina riesce a spezzare il vincolo che unisce Klaus alla sua discendenza di sangue e riporta in vita Kol. Tre giorni dopo, quando Kol riprende conoscenza, Davina rimane sorpresa nel vederlo tornato come vampiro anziché come stregone, e si preoccupa, conoscendo la fama di Kol come vampiro assassino psicopatico.
Kol la rassicura e i due iniziano una relazione; la giovane strega perde la verginità con lui. In seguito, Davina scopre che Kol è stato maledetto dagli Antenati, i quali stanno corrompendo la sua psiche attraverso il sangue per spingerlo ad attaccarla, perciò si allea con Vincent per fermarli. Kol, in preda al loro controllo, aggredisce Davina nutrendosi di lei, dissanguandola fino a ucciderla. Gli Antenati poi la attaccano nel piano ancestrale per inciderle sulla fronte un simbolo con una pietra mistica, che distrugge il suo spirito, impedendole di tornare in vita e anche di trovare la pace. Per salvarla, Freya crea un cerchio in cui il suo spirito possa essere escluso dal raggio d’azione degli Antenati, preservandola. Tuttavia, per salvare Klaus, Hayley e Rebekah da Lucien, che sta combattendo con i due ibridi per ucciderli, Freya è costretta a spezzare il cerchio di protezione e a canalizzare Davina per sottrarre il potere degli Antenati e ribaltare l’incantesimo che ha trasformato Lucien nella Bestia; così facendo, però, gli Antenati riescono nuovamente ad attaccarla e questa volta la marchiano, uccidendola definitivamente.
Kol scopre che una parte dell’anima di Davina è ancora viva e si allea con Josh e Vincent per incontrarla nel piano ancestrale. Davina decide di spezzare il legame tra il piano ancestrale e il mondo terreno dall’interno, sradicando gli Antenati dal mondo dei vivi. Dopo cinque anni, quando Vincent ristabilisce tale legame, Davina diventa la nuova guardiana della magia ancestrale, almeno finché Inadu non la riporta in vita. Una volta resuscitata, fugge da New Orleans insieme al suo amato Kol e si sposa con lui.

### Sophie Deveraux
Sophie Deveraux, interpretata da Daniella Pineda, doppiata da Chiara Gioncardi. È una strega del quartiere francese. Otto mesi prima che Klaus torni a New Orleans, Sophie non è molto vicina alle streghe e, anche se il regolamento proibisce le relazioni tra vampiri e streghe, ha una relazione con Marcel. Cerca in tutti i modi di mantenere la promessa fatta a sua sorella Jane-Anne di resuscitare la nipote Monique, una delle tre ragazze sacrificate durante il Raccolto. Quando riesce ad accumulare abbastanza potere, dopo aver ucciso l’ultima ragazza ancora in vita (Davina Claire), compie il rito della Mietitura. La cerimonia riporta in vita tre streghe del passato che, insieme a Celeste DuBois, prendono il posto delle tre ragazze. Con la morte di una delle streghe, Papà Tunde, Sophie assiste alla resurrezione di sua nipote, la quale, totalmente devota agli Antenati, uccide la zia accusandola di non essere abbastanza forte per rimanere nella congrega.
Sophie è caratterizzata da una personalità forte, combattiva e fiera, e non esita a sfidare nessuno, nemmeno i vampiri originali. Prima della morte della nipote era una ragazza festaiola e distante dalla magia, ma in seguito matura, diventando più seria, e il suo obiettivo diventa salvare la nipote. È pronta a tutto per la sua famiglia, anche a manipolare Klaus e Elijah.

### Vincent Griffith
Vincent Griffith, interpretato da Yusuf Gatewood, doppiato da Christian Iansante. È uno stregone di New Orleans, gode di grande fama e rispetto nel quartiere francese grazie al suo carattere carismatico e al fatto di essere uno stregone molto potente ed esperto. Per buona parte della seconda stagione è posseduto dallo spirito di Finn Mikaelson.
Durante lo scontro tra Finn e Klaus, Freya estrae lo spirito di Finn per rinchiuderlo nel suo ciondolo magico, e Vincent, finalmente libero dalla possessione, viene imprigionato da Elijah. Lo stregone non ricorda nulla delle azioni commesse mentre era posseduto da Finn e, in cambio della sua libertà, aiuta i Mikaelson a eliminare lo spirito della moglie, la strega malvagia Eva Sinclair, nel cui corpo è contenuto lo spirito di Rebekah.
Dopo la morte di Josephine LaRue, Vincent viene scelto come nuovo reggente delle nove congreghe dalle streghe di New Orleans, ma, intenzionato a rifarsi una vita lontano dalla magia, rifiuta l'offerta e convince Davina ad accettare quel ruolo. La ragazza però viene cacciata dalla congrega, poiché ha abusato della sua autorità; così Vincent prende il suo posto diventando il nuovo reggente. Vincent afferma di non voler più permettere che le streghe, gli umani innocenti e la città siano vittime di persone pericolose come Tristan e la Strige.
Ha un buon rapporto di amicizia con Camille; infatti, quando lei entra in transizione per diventare vampira, è Vincent a darle il suo sangue per completare la trasformazione. Ha un rapporto altalenante con Marcel: i due spesso entrano in contrasto. Inoltre, Vincent disprezza i vampiri, ma ha ammesso che Marcel è l’unico della sua specie che rispetta, e entrambi tengono a Davina, cercando sempre di proteggerla.
La morte di Camille lo lascia distrutto, e quella di Davina ancora di più. Questo lo spinge a voler cacciare i Mikaelson dalla città di New Orleans; perciò si allea con Marcel e sottrae dal cuore di Aurora il siero in grado di trasformare una persona in una Bestia, offrendolo a Marcel per renderlo tanto potente da uccidere i Mikaelson e costringerli alla fuga.
Dopo cinque anni, Marcel e Vincent hanno riportato la pace a New Orleans, ma sono costretti a fare fronte comune con i Mikaelson per affrontare il Vuoto, un potere oscuro che in passato lo stesso Vincent aveva evocato e che ora ha preso possesso di Hope. Vincent libera Hope dal Vuoto con un incantesimo, trasferendolo nei corpi di Klaus, Kol, Elijah e Rebekah. Dopo sette anni, Vincent, ormai molto affezionato a Freya, accetta di aiutare lei e la moglie Keelin ad avere un bambino.

### Freya Mikaelson
Freya Mikaelson, interpretata da Riley Voelkel, doppiata da Joy Saltarelli. È la primogenita di Esther e Mikael, nata nel Regno di Norvegia intorno al 972 d.C.. All’età di cinque anni, la zia Dahlia la porta via dalla madre, poiché anni prima Esther le aveva promesso il primogenito di ogni generazione dei Mikaelson in cambio di un incantesimo della fertilità per aiutarla ad avere figli.
Creduta morta dal padre, Freya cresce insieme alla zia, lontana dalla sua famiglia, che nel frattempo si è trasferita nel Nuovo Mondo. Dahlia rende Freya una strega molto potente e, collegandosi a sua nipote, la rende sua schiava, canalizzando il suo potere per l’eternità. Grazie a un incantesimo di Dahlia, entrambe sopravvivono per più di mille anni, cadendo in un sonno profondo dal quale si risvegliano per un solo anno ogni cento.
Nel 1400, Freya si innamora e rimane incinta, ma lei e il fidanzato non intendono dare a Dahlia il loro bambino, quindi progettano di fuggire insieme. Dahlia, allora, uccide il fidanzato di Freya e lei tenta il suicidio, finendo invece per abortire.
Nel 1914, Freya riesce a sfuggire al controllo della zia e conosce i fratelli durante una festa della famiglia Mikaelson a New Orleans. Dopo aver assistito alla scena in cui Kol viene pubblicamente pugnalato da Klaus ed Elijah, decide di non rivelarsi e si rifugia in una bara di cristallo nel seminterrato della villa della vedova Fauline, un manicomio dove sono rinchiuse delle streghe, tra cui Eva Sinclair, posseduta dallo spirito di Rebekah.
Nel 2014, Freya si risveglia e rivela la sua identità alla sorella minore; dopo averla aiutata a fuggire dal manicomio, si ricongiunge ai suoi fratelli come ha sempre desiderato. Dahlia spezza il legame che la univa alla nipote, rendendola mortale, e tenta di unirsi a Hope, anch’essa primogenita dei Mikaelson, ma non ci riesce perché Freya aiuta i suoi fratelli a uccidere la zia.
È sempre stata molto legata a Finn, un sentimento ricambiato, anche se non approva sempre le sue scelte discutibili. Lei e Rebekah diventano subito amiche, ed Elijah non impiega molto a farla sentire parte della famiglia; va abbastanza d'accordo anche con Kol. Il rapporto più controverso è però quello con il suo fratellastro Klaus: inizialmente lui non si fida della sorella maggiore, mentre Freya lo considera solo un mostro e prova odio per lui quando uccide Mikael davanti ai suoi occhi — un padre che, nonostante la sua durezza, ha sempre continuato ad amare, al contrario di Esther, che ha sempre disprezzato per averla abbandonata. Klaus, dal canto suo, ha sempre invidiato l’amore incondizionato che Mikael nutriva per Freya, mentre per lui ha sempre provato soltanto disprezzo. Col tempo, però, i due imparano ad andare d'accordo: Klaus riesce ad accettarla come sorella, diventando persino protettivo nei suoi confronti.
Freya si prende sempre cura di Hope, sentendo che è suo dovere aiutarla a controllare i suoi poteri, poiché le primogenite della loro famiglia possiedono un potere magico straordinario e solo lei è in grado di insegnarle come gestirlo.
Freya è una ragazza gentile e compassionevole, ma diventa spietata quando si tratta di proteggere la sua famiglia. Ne è prova il fatto che abbia permesso agli Antenati di distruggere lo spirito di Davina, impedendole di tornare in vita per uccidere Lucien, che stava pericolosamente minacciando i suoi fratelli. Questo gesto provocherà il rancore di Kol, che amava profondamente Davina. Nonostante ciò, i fratelli si ricompattano quando Marcel, divenuto la seconda Bestia, tenta di ucciderli tutti e avvelena mortalmente Freya, Kol ed Elijah, mentre Rebekah è ancora sotto la maledizione del paletto della Strige, che la rende una pazza omicida. Grazie al piano di Klaus, che riesce a restare in vita pur soffrendo atrocemente a causa del pugnale di Papa Tunde, Freya riesce a canalizzare la sua forza vitale per mantenere in vita sé stessa, Kol ed Elijah. Integra inoltre nell’incantesimo una Chambre de Chasse che connette le loro menti — inclusa quella di Rebekah — permettendo loro di restare uniti spiritualmente in un sonno congiunto, finché non saranno guariti e potranno risvegliarsi.
Dopo cinque anni, Hayley trova una cura per il veleno che aveva colpito Freya, la quale si risveglia dal suo sonno insieme ai suoi fratelli e, con il loro aiuto, riesce a salvare Klaus, tenuto prigioniero da Marcel a New Orleans per anni. Freya si innamora di Keelin, con la quale si sposerà sette anni dopo. Grazie all'aiuto di Vincent, riesce ad avere un figlio che chiameranno Nik, in onore del fratello Niklaus.

### Hope Mikaelson
Hope Andrea Mikaelson, interpretata da Summer Fontana da bambina e da Danielle Rose Russell da adolescente, doppiata da Lucrezia Marricchi (stagione 5), è la figlia ibrida e strega di Klaus e Hayley. Essendo l'incrocio di tre specie diverse, è considerata un tribrido. È per metà licantropo, per un quarto vampira e per un quarto strega; inoltre, il suo sangue ha la capacità di trasformare i licantropi in ibridi.
Dopo la nascita, il suo sangue completa la transizione della madre in ibrida. Per proteggerla, Klaus affida la bambina a Rebekah, che la tiene in un luogo sicuro. Secondo Rebekah, somiglia alla madre, ma ha gli occhi del padre.
Hope rappresenta la speranza di redenzione per Klaus e di una riconciliazione definitiva della famiglia Mikaelson. È considerata una bambina miracolosa, poiché la sua nascita costituisce un evento magico di straordinaria potenza a causa della sua unicità. Hope è in grado di guarire autonomamente dalle ferite grazie al sangue di vampiro, possiede l’istinto di sopravvivenza tipico dei licantropi ed è capace di praticare la magia. La prima volta che la utilizza risale a poco più di sei mesi d’età, quando riesce a spegnere l’auto di Camille diretta verso la casa in cui lei e Elijah si trovano rifugiati; l’auto esplode durante lo scontro con Finn, salvando lei stessa e Camille.
Hope torna a vivere con i suoi genitori nella residenza dei Mikaelson a New Orleans, e Klaus e Hayley rivelano la sua esistenza al popolo dei licantropi, chiedendo loro di proteggerla ed educarla come un membro del loro branco. Hope, secondo le parole di Dahlia, essendo una primogenita Mikaelson, possiede un potere magico estremamente potente, impossibile da gestire senza la guida di qualcuno che ne conosca la vastità, ovvero un’altra primogenita Mikaelson. Inoltre, sempre secondo Dahlia, il potere di Hope è più instabile e amplificato a causa del suo sangue di vampiro, e sarà per lei molto più difficile da controllare crescendo, poiché la naturale aggressività dei licantropi la renderà meno lucida, aumentando il rischio di perdere il controllo della magia. Tuttavia, la zia Freya la istruisce per aiutarla a gestirla meglio.
Hope torna a vivere con la madre e Jackson nella casa accanto a quella dei Mikaelson. Hayley la riporta poi dal resto della famiglia dopo la morte di Jackson. È molto legata anche alla zia Rebekah, che l’ha cresciuta da sola nei primi sei mesi di vita, così come all’altra zia, Freya, che rappresenta per lei quasi una seconda madre; inoltre, stringe un buon rapporto affettivo anche con lo zio Kol. Hope e Hayley lasciano New Orleans per salvare gli zii e le zie, colpiti da un incantesimo dormiente che li preserva dalla morte per avvelenamento, mentre suo padre è condannato a soffrire atroci agonie senza fine finché la famiglia non sarà guarita e potrà tornare a salvarlo. Dopo cinque anni, Hayley trova un modo per guarire gli zii di Hope, che si risvegliano e salvano Klaus portandolo via da New Orleans.
Finalmente padre e figlia hanno modo di legare, anche se in seguito Hope viene posseduta dal potere del Vuoto. Per salvarla, Vincent la libera dal potere oscuro trasferendolo in Klaus, Rebekah, Elijah e Kol; di conseguenza, Hope è costretta a separarsi da loro, poiché il Vuoto nei loro corpi brama di ripossederla. Trascorsi sette anni, Hope è ormai un’adolescente che studia alla Salvatore Boarding School. Come il padre, ama dipingere e, pur essendo in sostanza una ragazza di buon cuore, manifesta alcuni tratti caratteriali di Klaus, poiché come lui è introversa e vendicativa.
Deve affrontare il dolore per la morte di Hayley e, per salvare Klaus e gli zii, assorbe il Vuoto dai loro corpi interiorizzandolo. Tuttavia, quando attiva il gene della licantropia uccidendo inavvertitamente Bill, rischia di morire, poiché il Vuoto la distruggerà alla sua prima trasformazione in lupo. In seguito, Josie e Lizzie liberano il corpo di Hope dal Vuoto, trasferendone una parte in Klaus, mentre Freya trasferisce l’altra parte in Elijah. Dopo aver trascorso un’ultima serata serena con la famiglia, Hope dice addio al padre, che si toglie la vita insieme a Elijah, eliminando definitivamente il Vuoto.
Successivamente, Hope torna a frequentare la scuola Salvatore e, due anni dopo, all’età di 17 anni, vive nuove avventure durante le quali affronta mostri mitologici provenienti da una dimensione infernale chiamata Malivore, originariamente un golem. In questa lotta è supportata dai suoi amici e dal preside Alaric. Si innamora, ricambiata, di Landon Kirby, un giovane orfano che si rivela essere una Fenice e, in seguito, il figlio di Malivore.
Poiché solo un tribrido può annientare Malivore, dopo aver affrontato diversi mostri, Hope decide di sacrificarsi gettandosi nella pozza oscura, venendo dimenticata da tutti. Tuttavia, nella dimensione infernale scopre che il sacrificio è stato vano, poiché non essendo morta, non è diventata a tutti gli effetti un tribrido e non ha attivato la sua parte di vampiro (cosa che inizialmente rifiuta). Poco dopo esce dalla pozza oscura e torna alla scuola Salvatore, dove nessuno conserva memoria di lei. In un primo momento non rivela la propria identità per timore che gli altri possano essere felici senza di lei, ma successivamente, grazie a un incantesimo di magia nera compiuto da Josie Saltzman, riesce a farsi ricordare da tutti.
L’anno dopo, dopo molte altre vicende, Hope prende la drastica decisione di diventare un tribrido completo per sconfiggere Malivore. Nel suo ultimo giorno da mortale, riceve la visita della zia Freya, che, su richiesta della stessa Hope, compie un incantesimo per fermarle il cuore e permetterle di morire. Risvegliatasi in transizione, completa il processo bevendo un po’ del sangue di Alaric, trasformandosi così nel potente tribrido.

### Josh Rosza
Joshua "Josh" Rosza, interpretato da Steven Krueger, doppiato da Raffaele Carpentieri, è un vampiro trasformato da Marcel. Inizialmente diventa una spia di Klaus, ma in seguito sostiene Marcel e Davina. Quest’ultima gli è molto legata e lo salva più di una volta.
Josh riceve il tanto desiderato anello solare quando Klaus ne dona uno a Davina insieme alla formula dell’incantesimo. Josh è omosessuale e ha una relazione con il licantropo Aiden, conclusasi tragicamente quando quest’ultimo viene ucciso da Dahlia. Dopo questa dolorosa perdita, Josh decide di lasciare New Orleans per un periodo, ma in seguito vi torna per stare vicino a Davina e Marcel.
In seguito, Josh dimostra di aver imparato a combattere e rivela di essere molto abile con i computer. Diventa praticamente il braccio destro di Marcel e, in sua assenza, rappresenta la fazione dei vampiri a New Orleans. Quando Emmett e i suoi seguaci catturano Marcel, Josh tenta di salvarlo, ma viene ucciso: uno scagnozzo di Emmett gli inietta una siringa contenente il veleno estratto dalle zanne di Marcel. Morendo, Josh trova la pace e si ricongiunge con Aiden.

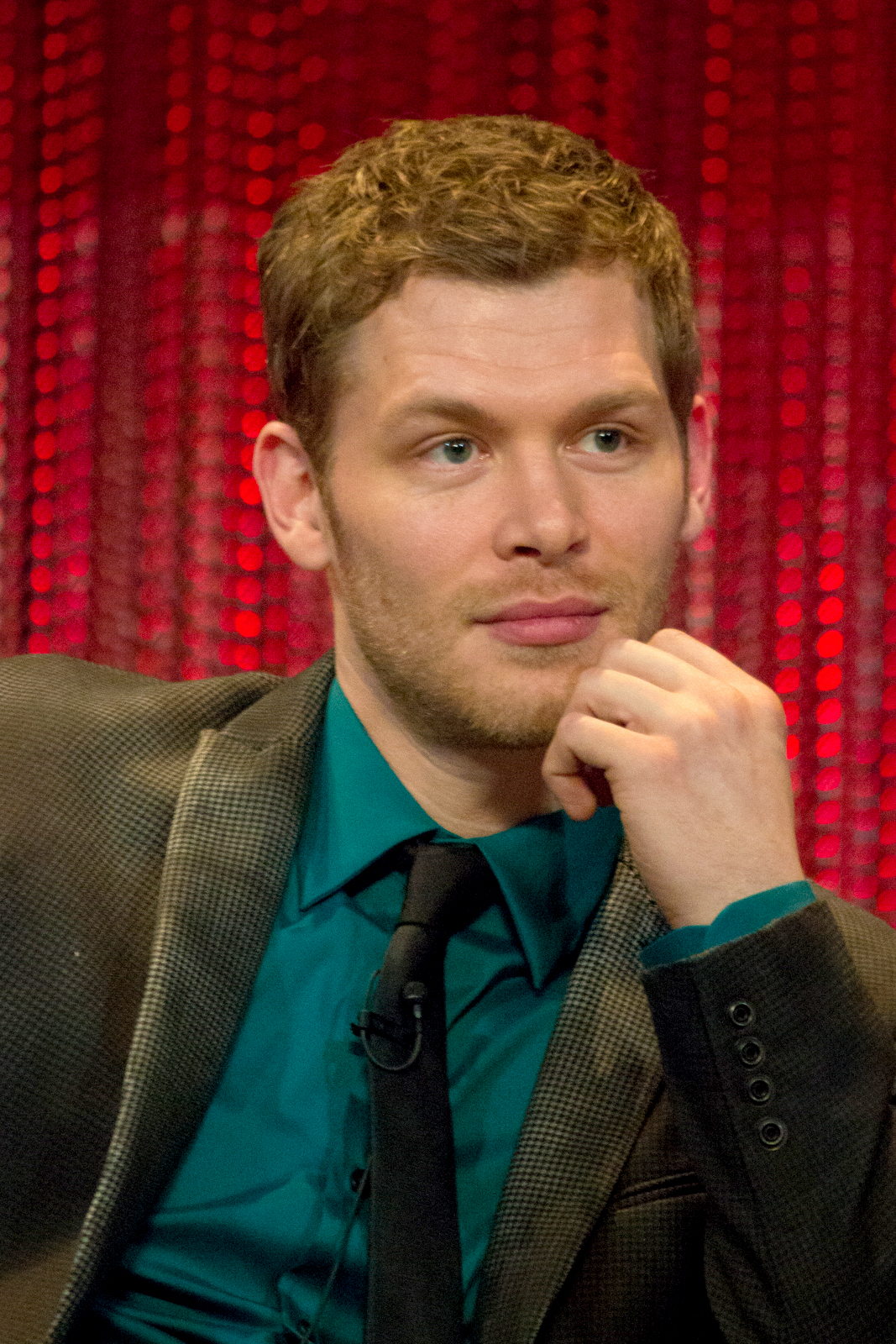
Joseph Morgan interpreta Niklaus Mikaelson.
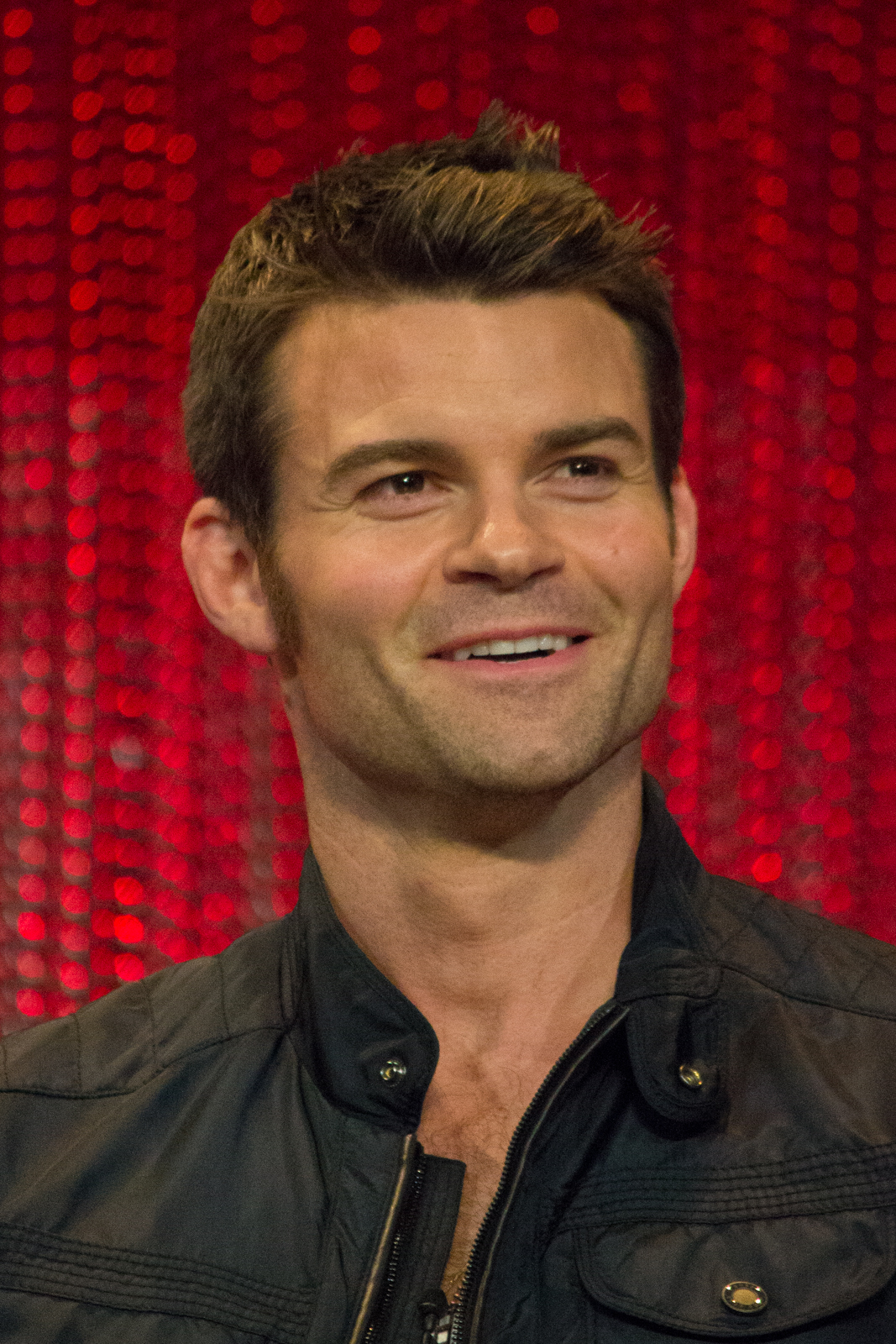
Daniel Gillies interpreta Elijah Mikaelson.
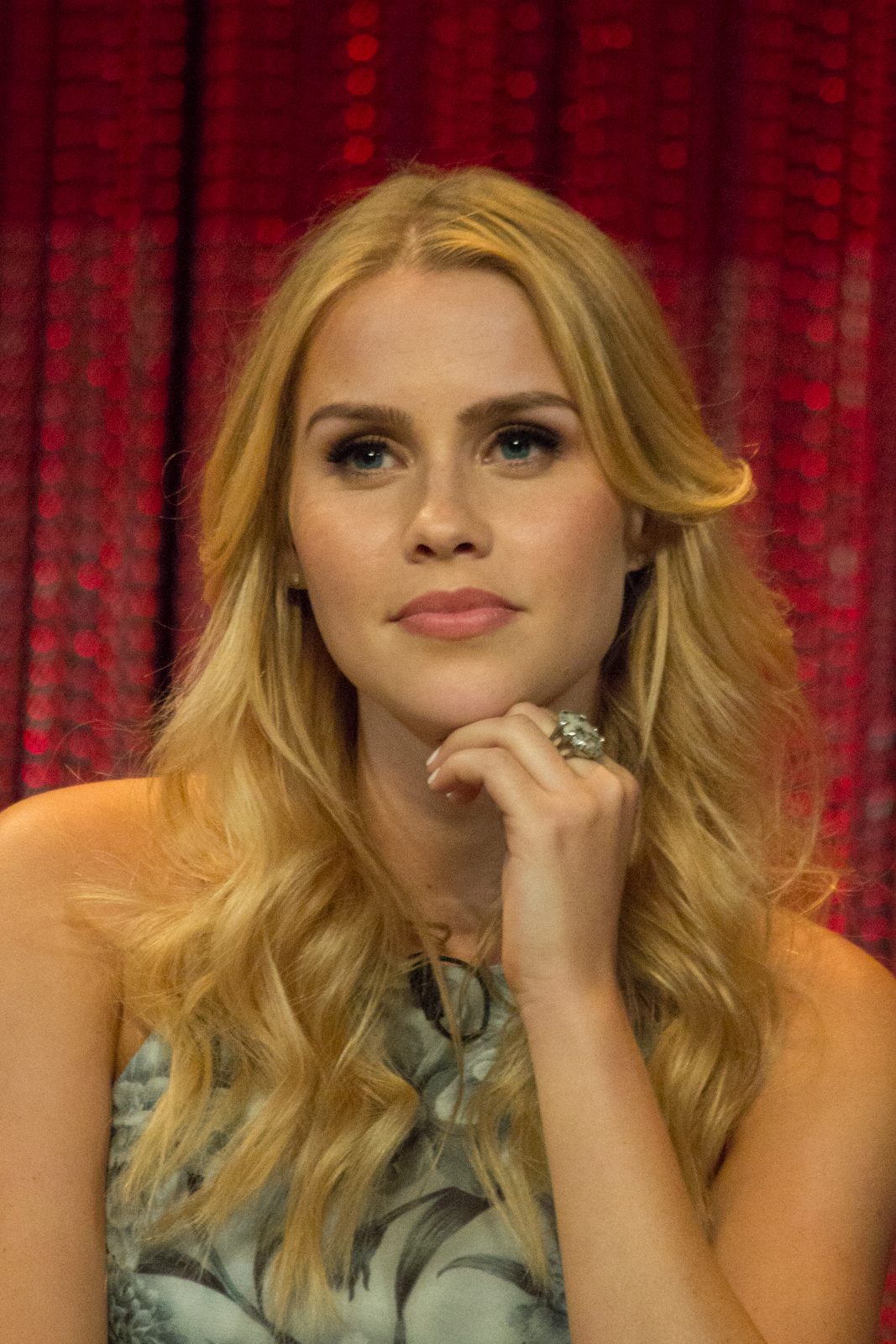
Claire Holt interpreta Rebekah Mikaelson.
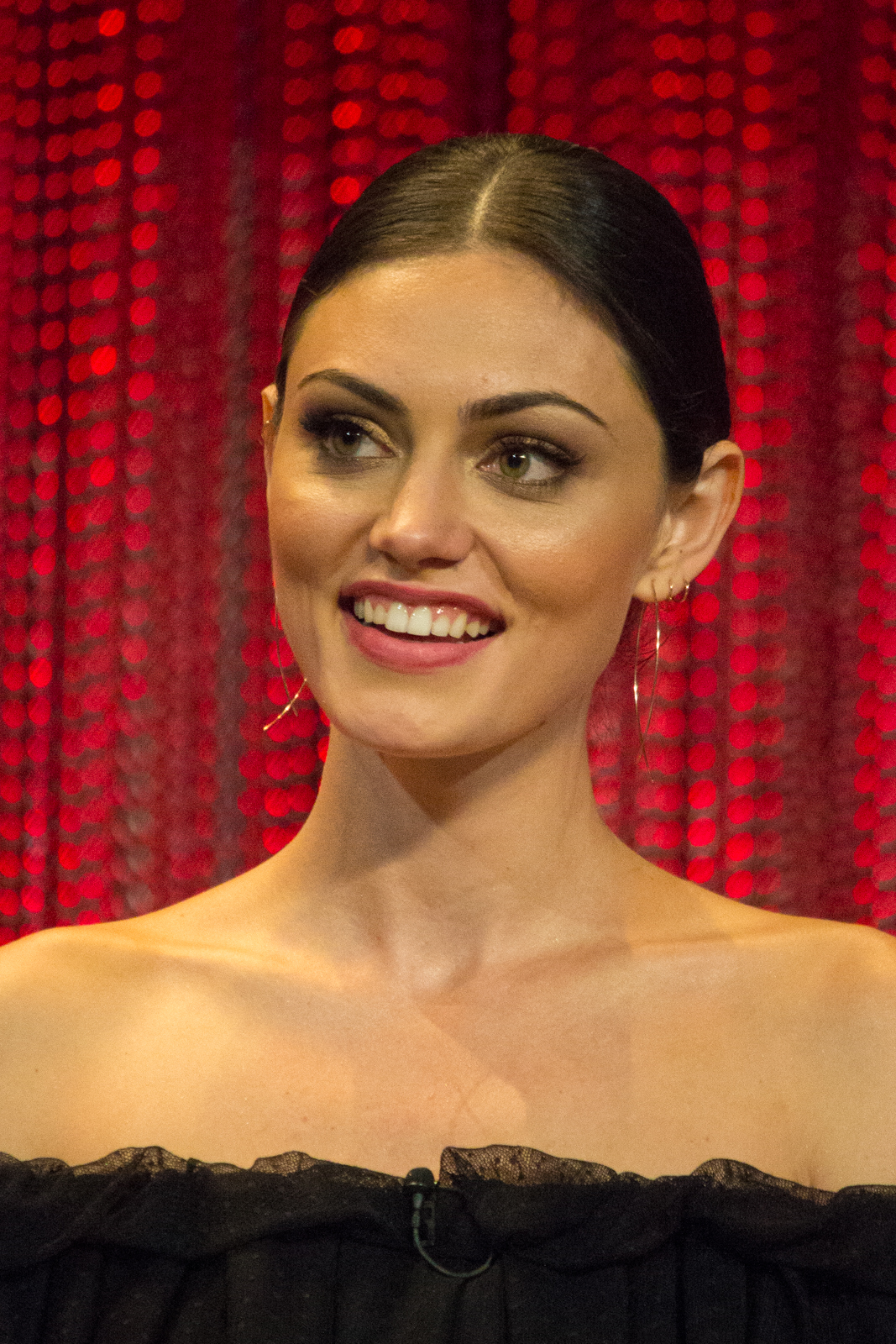
Phoebe Tonkin interpreta Hayley Marshall.
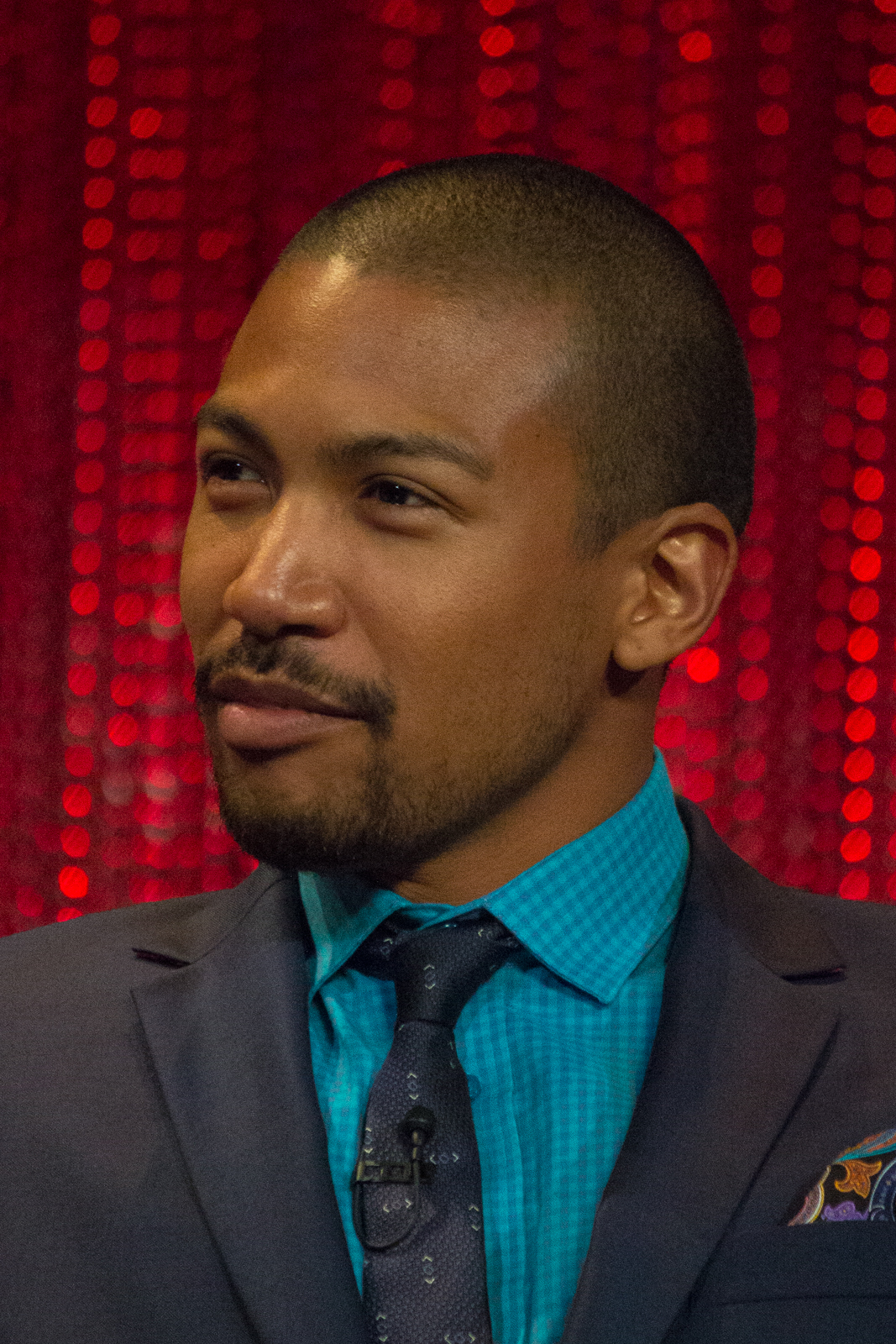
Charles Michael Davis interpreta Marcel Gerard.
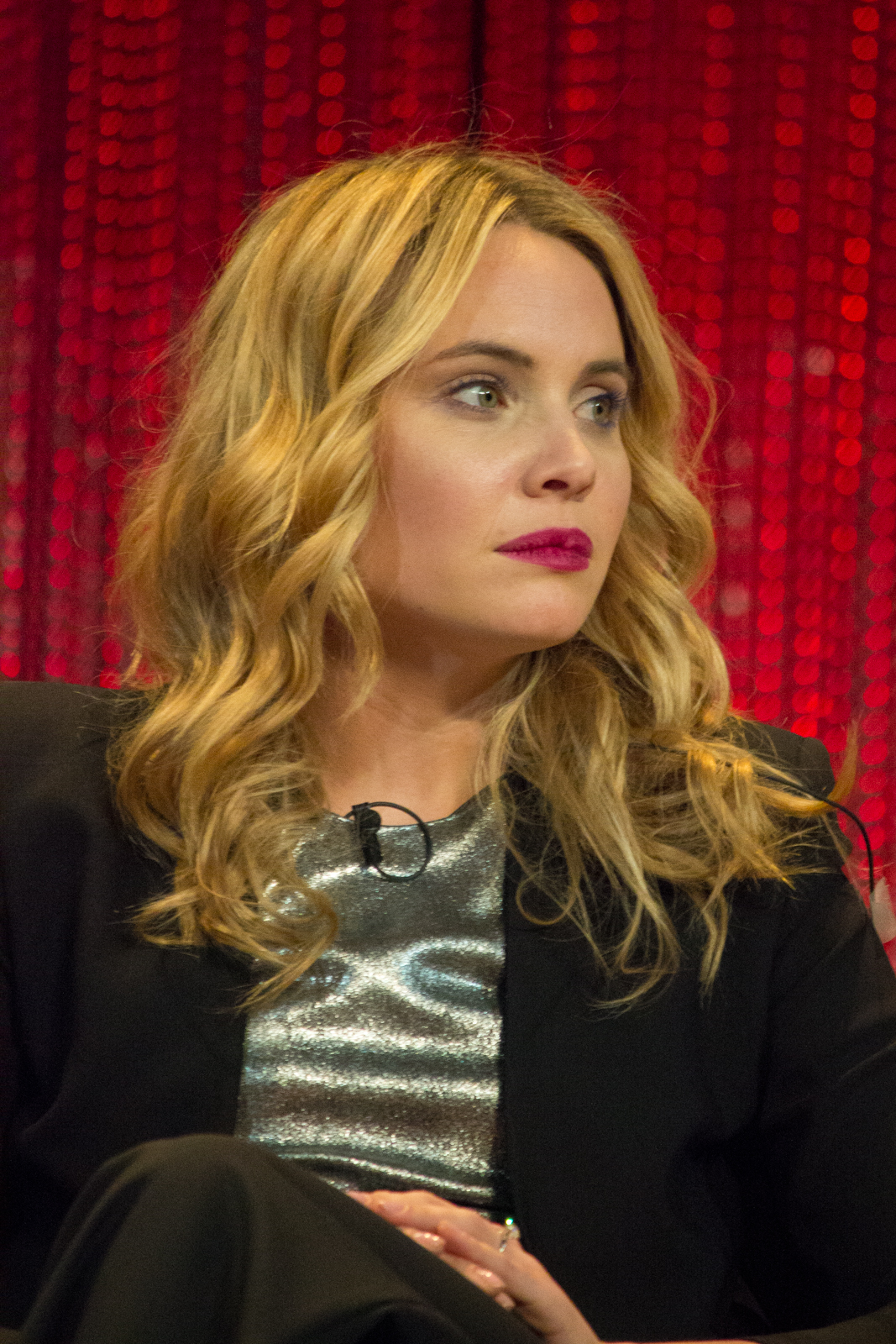
Leah Pipes interpreta Camille O'Connell.
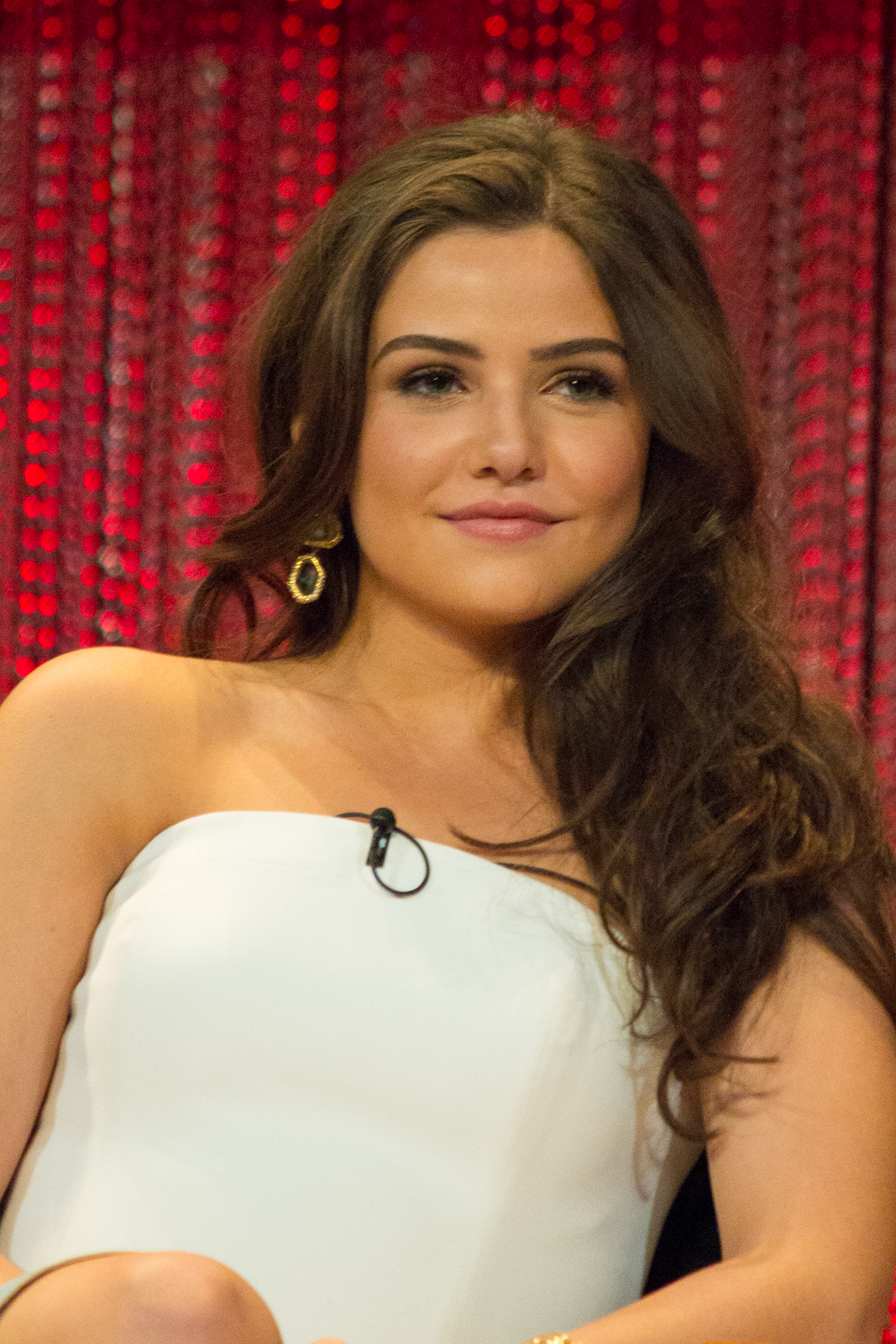
Danielle Campbell interpreta Davina Claire.
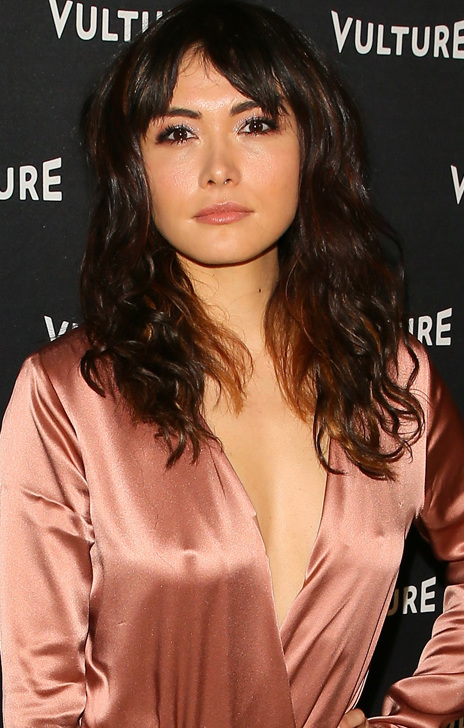
Daniella Pineda interpreta Sophie Deveraux.
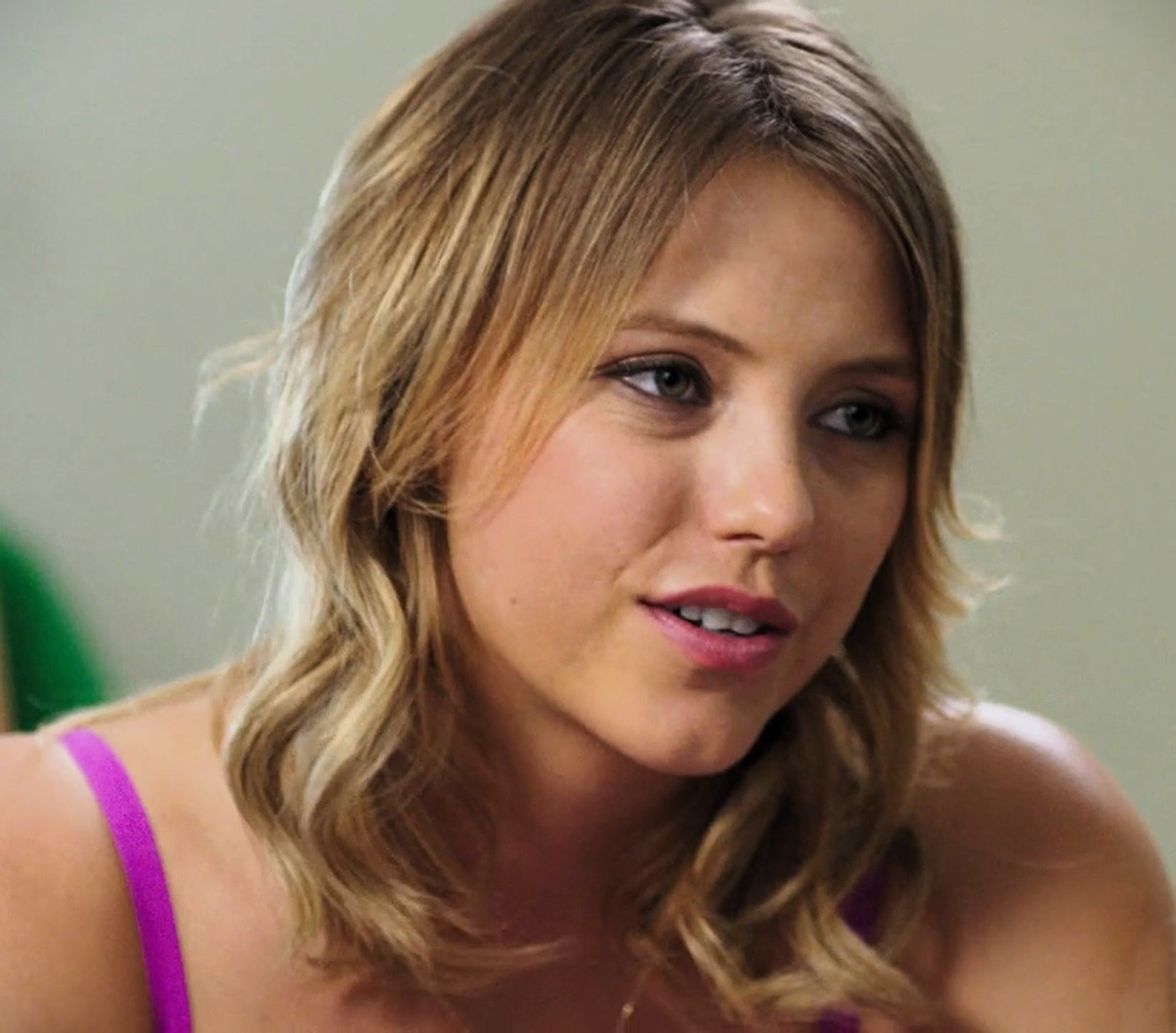
Riley Voelkel interpreta Freya Mikaelson.

## Personaggi secondari

### Umani
Nell’universo di The Originals, il sangue umano soddisfa la fame dei vampiri e degli ibridi. Queste due specie possono inoltre soggiogare la mente umana, rendendo le proprie vittime schiave dei loro desideri. Per proteggersi da questi due pericoli, gli umani possono ingerire o stare a contatto con la verbena, una pianta molto velenosa per entrambe le specie sovrannaturali. È anche possibile, tramite anni di severo allenamento psicologico, diventare immuni alla compulsione usando la propria concentrazione, sebbene sia estremamente raro trovare persone in grado di farlo.

#### Kieran O'Connell
Kieran O'Connell, interpretato da Todd Stashwick, doppiato da Giorgio Borghetti, è un sacerdote della chiesa di St. Anne. È lo zio di Sean e Camille O'Connell e rappresentante della fazione umana fino a quando non viene maledetto dalla strega Bastianna Natale. Lui e Marcel si conoscono da molto tempo; il vampiro lo rispetta molto e lo considera un buon amico. Insieme hanno nascosto la giovane Davina dalle streghe del quartiere per proteggerla. Kieran è stato alleato di Klaus e ha aiutato quest’ultimo a proteggere il branco di licantropi di cui fa parte lo stesso ibrido. Klaus assiste Camille nel giorno in cui Kieran muore e, per permettere a zio e nipote di avere un addio, fa bere a Kieran il suo sangue affinché si risvegli in transizione, consapevole che non completerà mai il processo essendo un uomo di Chiesa. Tuttavia, dopo un primo momento, Kieran viene nuovamente colpito dalla maledizione e cerca di uccidere Camille; bevendo il sangue di quest’ultima si trasforma in vampiro ma, prima che possa ferirla, Klaus lo ferma spezzandogli il collo e, con il tacito accordo di Camille, lo uccide per porre fine al suo tormento. Klaus lo stimava perché aveva il coraggio di parlargli senza timore e perché si è sempre dimostrato un utile alleato. Si scopre inoltre che Kieran si era occupato di trovare una famiglia che ospitasse Hayley quando era ancora neonata; Marcel la trovò nella culla dopo la morte dei genitori e la portò da Kieran perché la mettesse in salvo.

#### Tim
Timothy "Tim", interpretato da Shane Coffey, doppiato da Flavio Aquilone, è un violinista e amico di Davina, di cui lei è innamorata. Viene avvelenato da Klaus con l’intento che muoia anche Davina. Quest’ultima si salva, ma Tim no. La sua morte spinge Davina a odiare Klaus e a considerarlo suo nemico.

#### Will Kinney
Will Kinney, interpretato da Jason Dohring, doppiato da Daniele Giuliani, è un amico di Vincent e detective che lavora nella squadra omicidi del dipartimento di polizia di New Orleans. Decide di combattere la crescente criminalità nel quartiere francese, di cui creature soprannaturali come vampiri e streghe sono spesso responsabili, contro cui però le autorità risultano impotenti. Viene a conoscenza dell’esistenza del soprannaturale grazie a Vincent e, inoltre, diventa un buon amico di Camille. La sua mente viene però soggiogata da una magia oscura chiamata Ombra, che lo induce a rapire dei bambini per attirare Klaus e Marcel in una trappola, ma l’Ibrido Originale lo uccide spezzandogli il collo.

#### Alaric Saltzman
Alaric Saltzman, interpretato da Matthew Davis, doppiato da Vittorio Guerrieri, è uno dei protagonisti della serie madre The Vampire Diaries. È un professore di storia che gestisce una scuola soprannaturale insieme a Caroline Forbes; Hope sarà una sua alunna.

#### Matt Donovan
Matt Donovan, interpretato da Zach Roerig, doppiato da Edoardo Stoppacciaro, è uno dei protagonisti della serie madre The Vampire Diaries. Lui e Rebekah hanno avuto una storia. Quando Lucien arriva a Mystic Falls insieme a Freya e Vincent, da lui rapiti, Elijah e Finn giungono in città e trovano Matt ad accoglierli in modo poco amichevole, notevolmente stupito di vedere Finn ancora vivo, dato che era stato lui a ucciderlo la prima volta. Matt aiuta Elijah e Finn a salvare Freya e Vincent dalle grinfie di Lucien. Spinto da Finn, Matt spara a Lucien uccidendolo, ma così facendo gli permette di tornare in vita e trasformarsi nella Bestia, grazie al siero che Lucien aveva assunto precedentemente. Finn e Elijah lasciano Mystic Falls con Freya e Vincent, tornando a New Orleans, poiché Matt aveva imposto agli Originali di non mettere più piede a Mystic Falls, dato che i vampiri non sono più i benvenuti lì.

#### Declan
Declan, interpretato da Torrance Coombs, doppiato da Simone D'Andrea, è il cugino di Camille, con cui Hayley ha una relazione. Lavora come cuoco ed è molto amico di Freya, Vincent e Josh; inoltre, va molto d’accordo con Hope, che gli è affezionata. Vorrebbe chiedere a Hayley di sposarlo, ma lei muore prima che possa farle la proposta. Leggendo gli appunti dello zio Kieran, scopre l’esistenza dei vampiri a New Orleans, e Marcel gli propone di tutelare la comunità umana per salvaguardarne gli interessi.

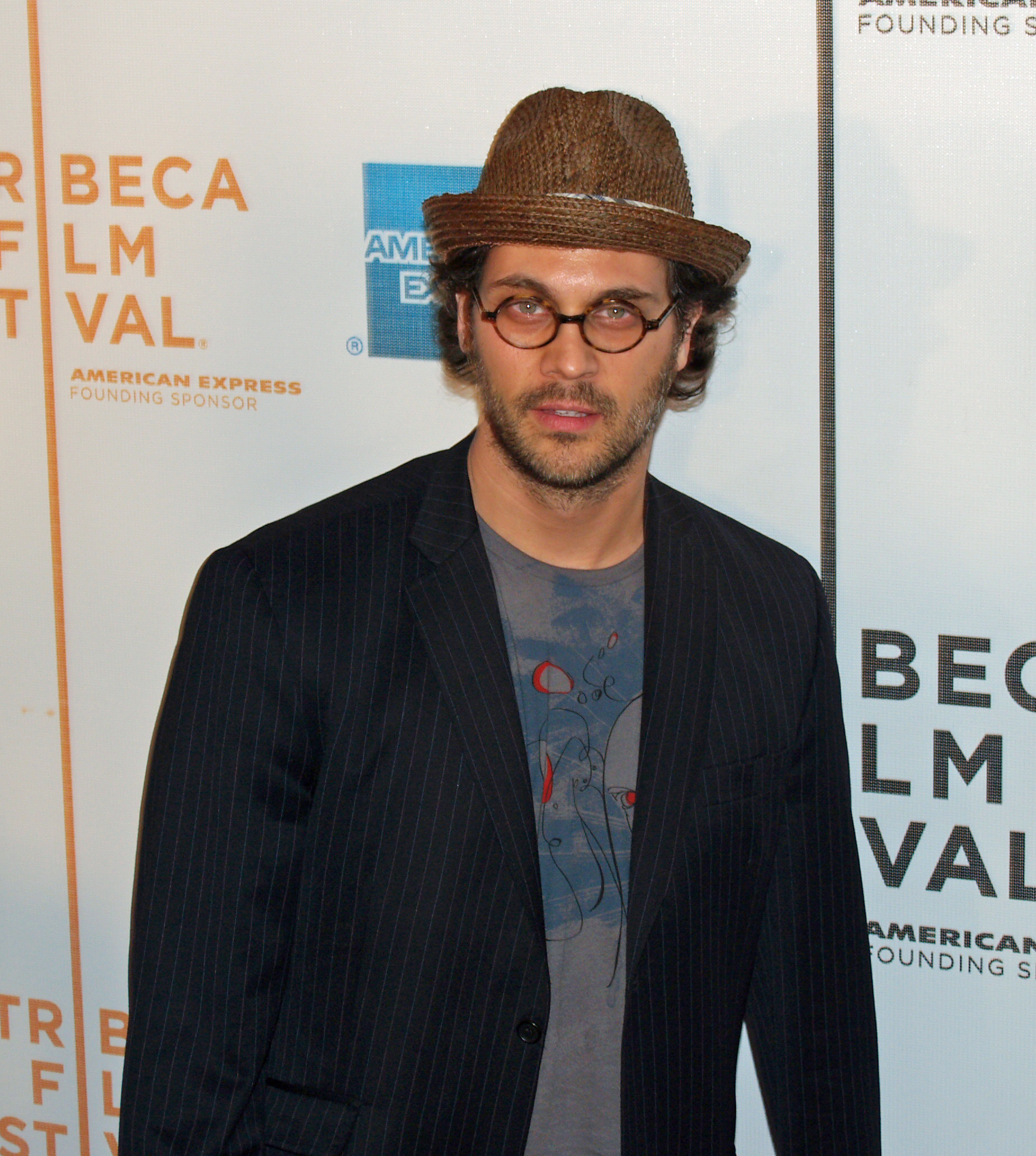
Todd Stashwick interpreta Padre Kieran
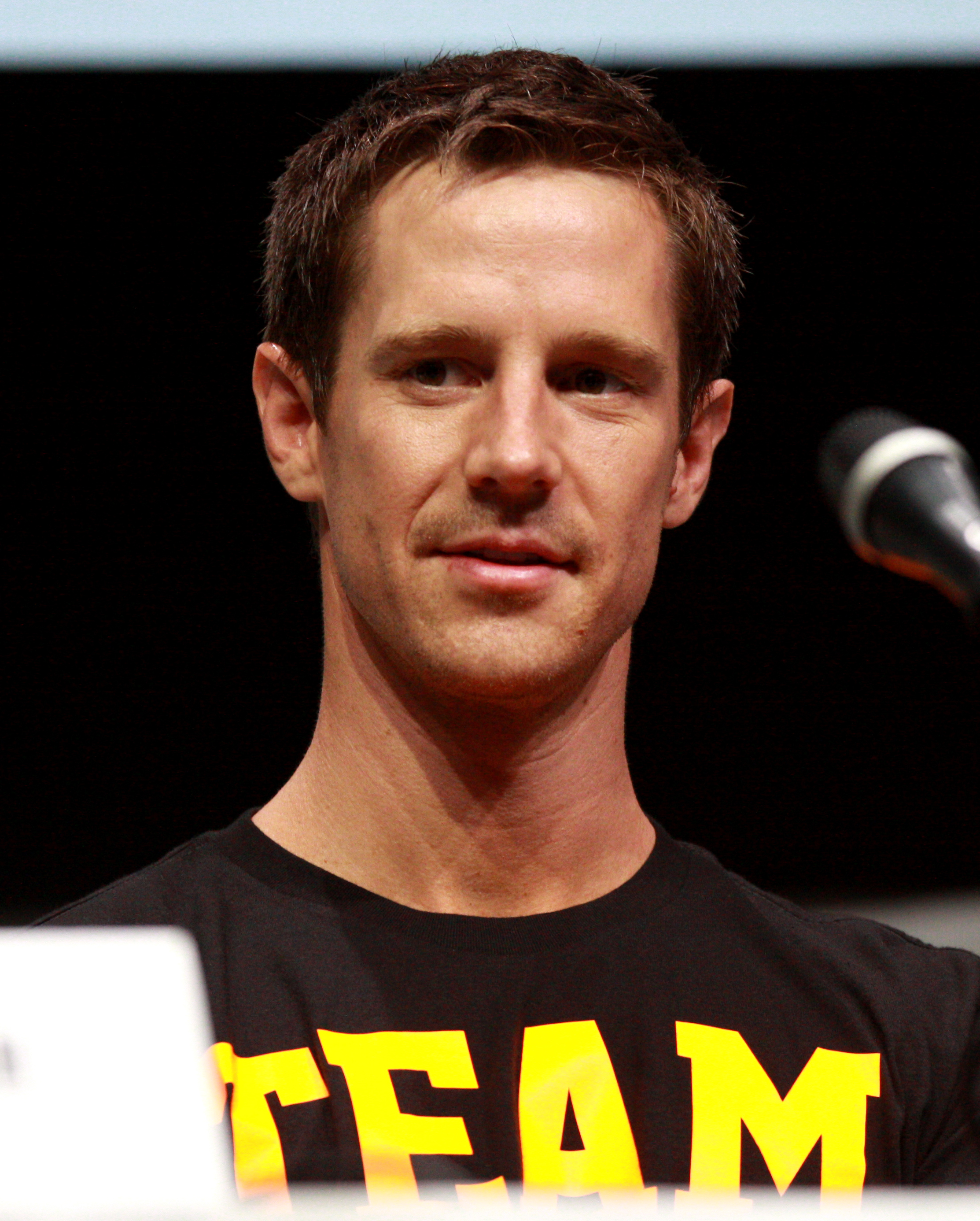
Jason Dohring interpreta Will Kinney
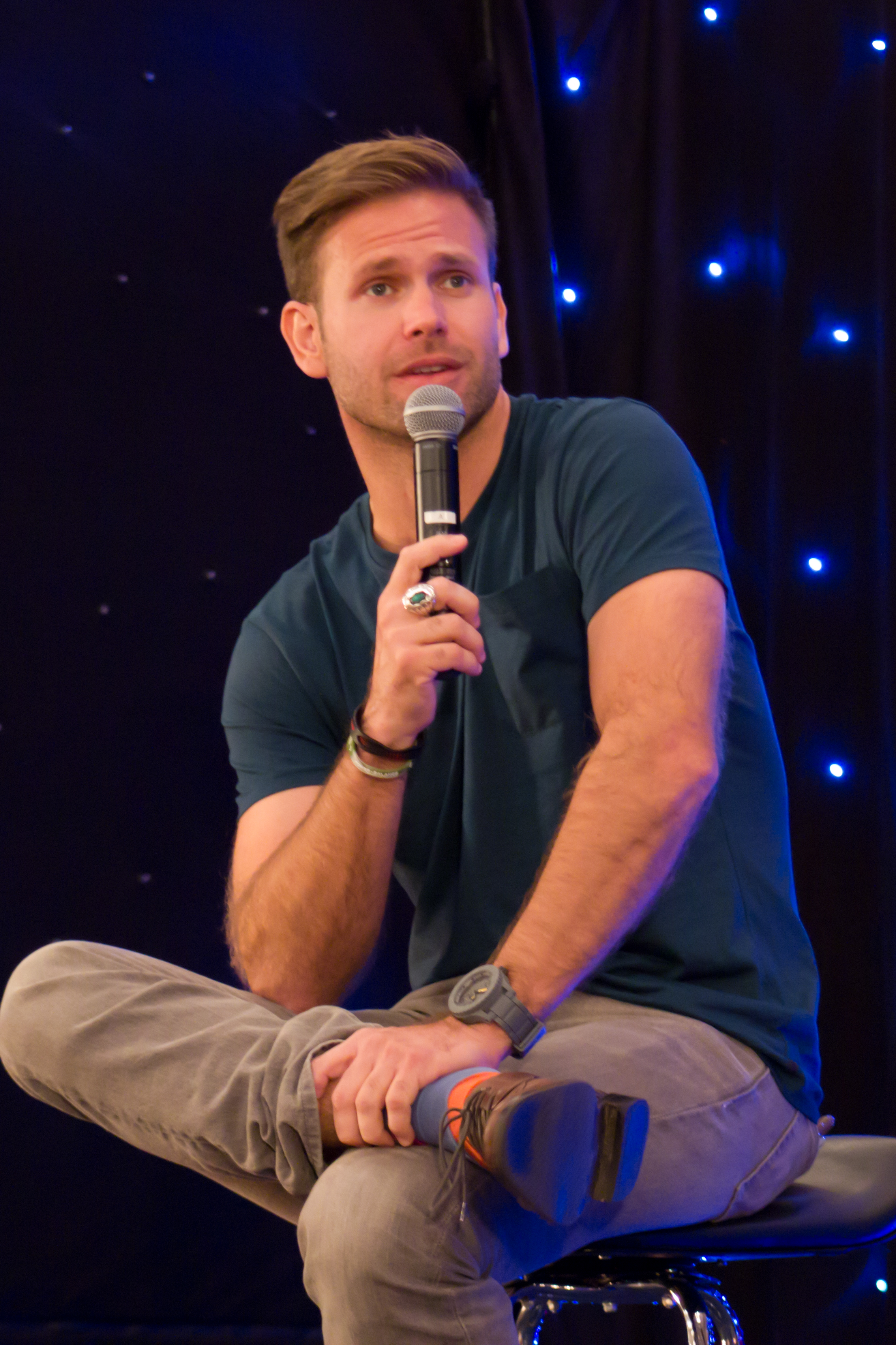
Matt Davis interpreta Alaric Saltzman
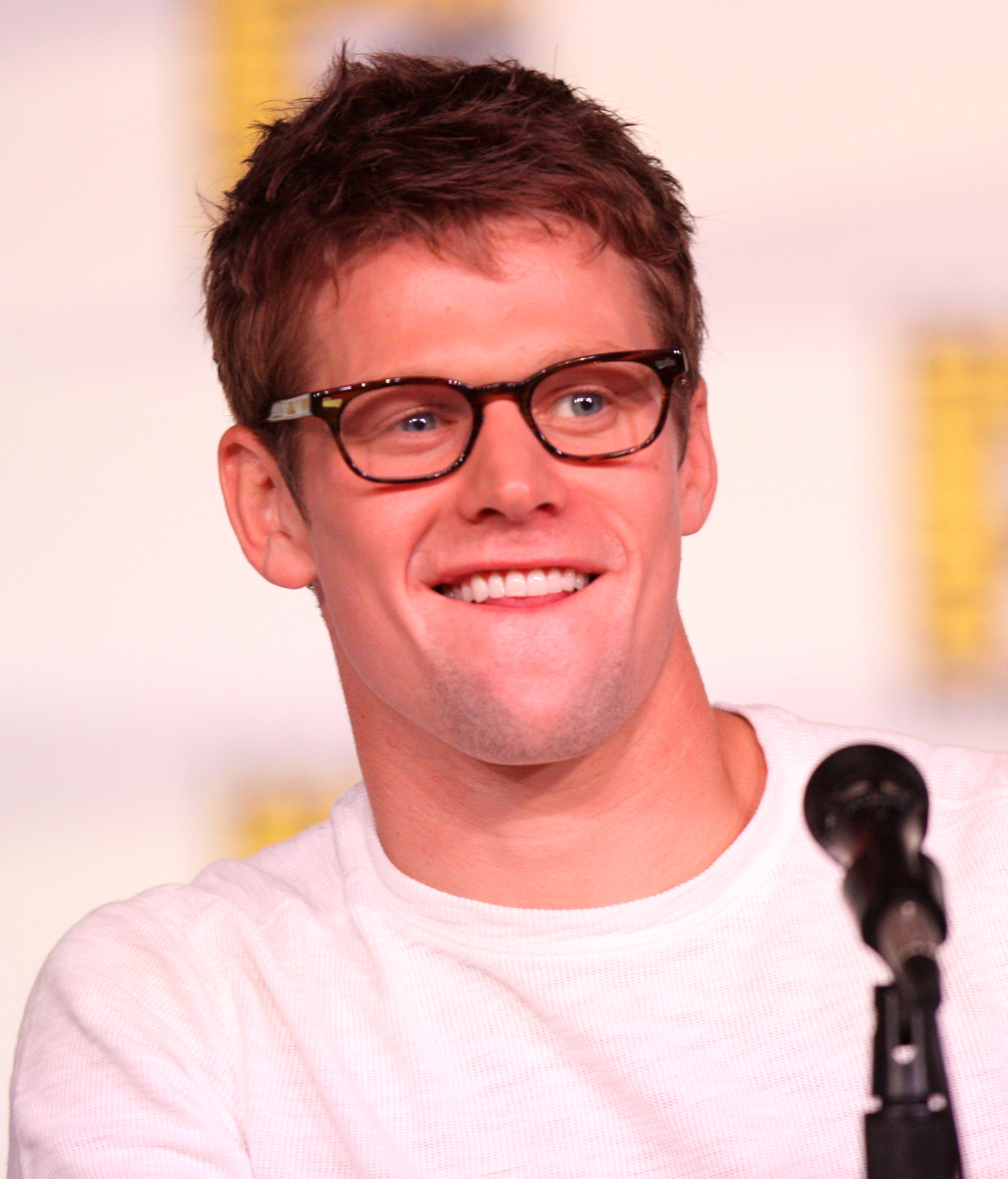
Zach Roerig interpreta Matt Donovan
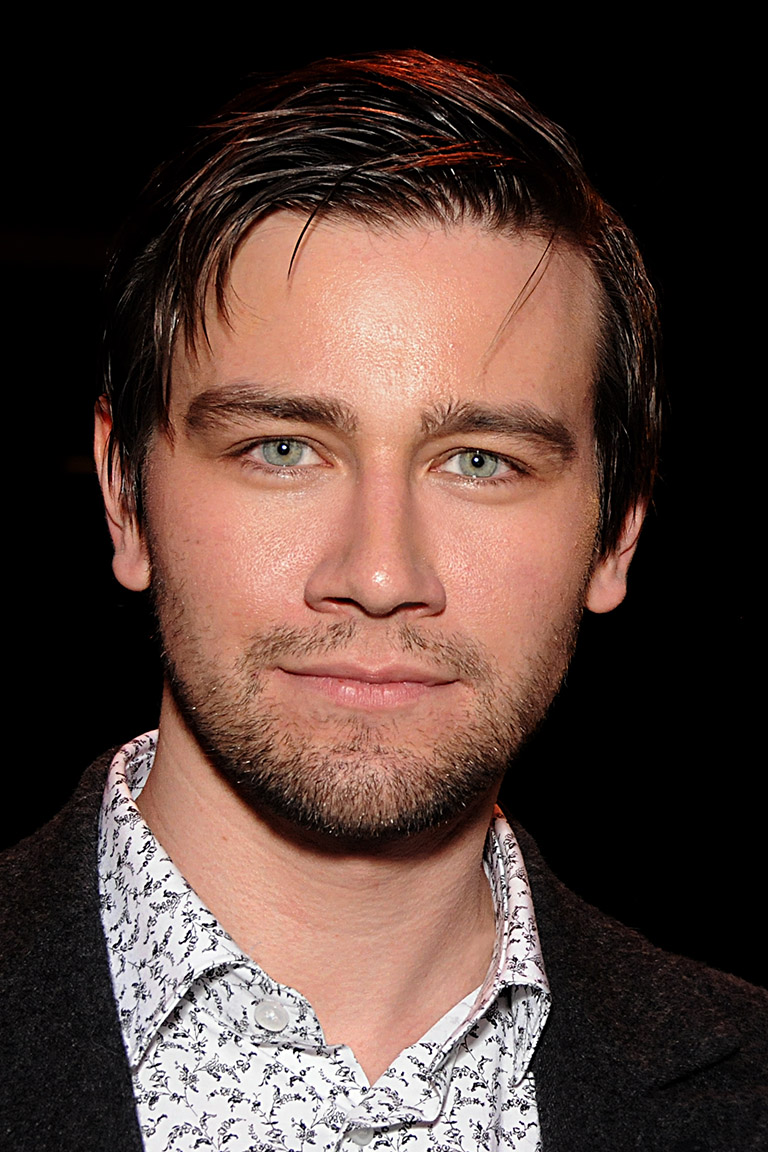
Torrance Coombs interpreta Declan

### Vampiri Originali
|  |  |        |        |        |        |        |        |      |  |  |  |  |  |         |         |         |         |         |         |  |  |  |  |       |       |        |        |        |        |        |        |      |      |      |      |      |      |        |        |        |        |        |        |        |        |  |  |     |     |     |     |        |        |        |        |         |         |         |         |         |         |  |  |        |        |        |        |        |        |  |  |  |  |        |        |        |        |        |        |  |  |  |  |
|  |  |        |        |        |        |        |        |      |  |  |  |  |  |         |         |         |         |         |         |  |  |  |  |       |       |        |        |        |        |        |        |      |      |      |      |      |      |        |        |        |        |        |        |        |        |  |  |     |     |     |     |        |        |        |        |         |         |         |         |         |         |  |  |        |        |        |        |        |        |  |  |  |  |        |        |        |        |        |        |  |  |  |  |
|  |  | Ansel  | Ansel  | Ansel  | Ansel  | Ansel  | Ansel  |      |  |  |  |  |  |         |         |         |         |         |         |  |  |  |  |       |       | Esther | Esther | Esther | Esther | Esther | Esther |      |      |      |      |      |      | Mikael | Mikael | Mikael | Mikael | Mikael | Mikael |        |        |  |  |     |     |     |     | Dahlia | Dahlia | Dahlia | Dahlia | Dahlia  | Dahlia  |         |         |         |         |  |  |        |        |        |        |        |        |  |  |  |  |        |        |        |        |        |        |  |  |  |  |
|  |  | Ansel  | Ansel  | Ansel  | Ansel  | Ansel  | Ansel  |      |  |  |  |  |  |         |         |         |         |         |         |  |  |  |  |       |       | Esther | Esther | Esther | Esther | Esther | Esther |      |      |      |      |      |      | Mikael | Mikael | Mikael | Mikael | Mikael | Mikael |        |        |  |  |     |     |     |     | Dahlia | Dahlia | Dahlia | Dahlia | Dahlia  | Dahlia  |         |         |         |         |  |  |        |        |        |        |        |        |  |  |  |  |        |        |        |        |        |        |  |  |  |  |
|  |  |        |        |        |        |        |        |      |  |  |  |  |  |         |         |         |         |         |         |  |  |  |  |       |       |        |        |        |        |        |        |      |      |      |      |      |      |        |        |        |        |        |        |        |        |  |  |     |     |     |     |        |        |        |        |         |         |         |         |         |         |  |  |        |        |        |        |        |        |  |  |  |  |        |        |        |        |        |        |  |  |  |  |
|  |  |        |        |        |        |        |        |      |  |  |  |  |  |         |         |         |         |         |         |  |  |  |  |       |       |        |        |        |        |        |        |      |      |      |      |      |      |        |        |        |        |        |        |        |        |  |  |     |     |     |     |        |        |        |        |         |         |         |         |         |         |  |  |        |        |        |        |        |        |  |  |  |  |        |        |        |        |        |        |  |  |  |  |
|  |  | Hayley | Hayley | Hayley | Hayley | Hayley | Hayley |      |  |  |  |  |  | Niklaus | Niklaus | Niklaus | Niklaus | Niklaus | Niklaus |  |  |  |  | Freya | Freya | Freya  | Freya  | Freya  | Freya  |        |        | Finn | Finn | Finn | Finn | Finn | Finn |        |        | Elijah | Elijah | Elijah | Elijah | Elijah | Elijah |  |  | Kol | Kol | Kol | Kol | Kol    | Kol    |        |        | Rebekah | Rebekah | Rebekah | Rebekah | Rebekah | Rebekah |  |  | Henrik | Henrik | Henrik | Henrik | Henrik | Henrik |  |  |  |  | Alaric | Alaric | Alaric | Alaric | Alaric | Alaric |  |  |  |  |
|  |  | Hayley | Hayley | Hayley | Hayley | Hayley | Hayley |      |  |  |  |  |  | Niklaus | Niklaus | Niklaus | Niklaus | Niklaus | Niklaus |  |  |  |  | Freya | Freya | Freya  | Freya  | Freya  | Freya  |        |        | Finn | Finn | Finn | Finn | Finn | Finn |        |        | Elijah | Elijah | Elijah | Elijah | Elijah | Elijah |  |  | Kol | Kol | Kol | Kol | Kol    | Kol    |        |        | Rebekah | Rebekah | Rebekah | Rebekah | Rebekah | Rebekah |  |  | Henrik | Henrik | Henrik | Henrik | Henrik | Henrik |  |  |  |  | Alaric | Alaric | Alaric | Alaric | Alaric | Alaric |  |  |  |  |
|  |  |        |        |        |        |        |        |      |  |  |  |  |  |         |         |         |         |         |         |  |  |  |  |       |       |        |        |        |        |        |        |      |      |      |      |      |      |        |        |        |        |        |        |        |        |  |  |     |     |     |     |        |        |        |        |         |         |         |         |         |         |  |  |        |        |        |        |        |        |  |  |  |  |        |        |        |        |        |        |  |  |  |  |
|  |  |        |        |        |        |        |        | Hope |  |  |  |  |  |         |         |         |         |         |         |  |  |  |  |       |       |        |        |        |        |        |        |      |      |      |      |      |      |        |        |        |        |        |        |        |        |  |  |     |     |     |     |        |        |        |        |         |         |         |         |         |         |  |  |        |        |        |        |        |        |  |  |  |  |        |        |        |        |        |        |  |  |  |  |

I nomi in grassetto indicano i vampiri Originali creati da Esther.
I vampiri Originali sono i primi vampiri mai esistiti, dai quali derivano tutti gli altri vampiri. È Esther, la strega Originale, a trasformare suo marito Mikael e i suoi figli Finn, Elijah, Kol e Rebekah in vampiri. Dona loro l'immortalità, la forza, la velocità e l'agilità attingendo potere dal Sole e dalla Quercia Bianca. Tuttavia, questi elementi diventano letali per loro: il Sole inizialmente ustiona i loro corpi, ma successivamente Esther risolve il problema creando sei anelli d'oro incastonati con lapislazzuli, che li proteggono dai raggi solari; il legno della Quercia Bianca può ucciderli definitivamente ed è l’unico modo per farli prendere fuoco, tranne nel caso di Alaric Saltzman, tornato poi umano. La cenere della Quercia Bianca, unita a un pugnale d'argento speciale conficcato nel cuore, li rende morti finché l’arma non viene rimossa; l’erba cresciuta sotto la Quercia, la verbena, può ustionarli e rende gli esseri umani immuni al loro controllo mentale. Il legno normale, che provoca dolore intenso e morte nei vampiri comuni, non li danneggia, a meno che non siano colpiti al cuore con un’arma che resti conficcata: in tal caso, il vampiro entra in uno stato di morte apparente per un breve periodo, al termine del quale si risveglia e può estrarre l’arma da solo. La mente degli Originali è impenetrabile agli altri vampiri (persino Sage, vampira di oltre 900 anni, deve farsi aiutare da Damon per distrarre Rebekah e riuscire a controllarne la mente durante il sonno) e vi si può accedere solo con il loro consenso, oppure inconsapevolmente se sono febbricitanti. Il veleno di licantropo provoca allucinazioni e demenza, ma i suoi effetti cessano completamente dopo alcune ore. Esther trasforma anche Niklaus, che essendo soggetto alla maledizione della licantropia, diventa un ibrido tra vampiro e licantropo; per questo motivo il pugnale d’argento non ha effetto su di lui, e lo stesso vale per il Sole. Il veleno della Bestia, una combinazione di sette diversi veleni di licantropi appartenenti a branchi distinti (tra cui quello di Klaus e quello di Hayley), risulta letale per gli Originali. In totale sono sei (escluso Alaric Saltzman, creato da Esther un millennio dopo), ma Klaus lo è solo in parte. I vampiri Originali sono inoltre gli unici esseri in grado di soggiogare chiunque (compresi gli ibridi), eccetto le streghe e i licantropi che hanno attivato la maledizione; tuttavia, le streghe, se trasformate in vampiri, perdono l’immunità al controllo mentale. La morte di un vampiro Originale provoca la scomparsa definitiva di tutti i vampiri della sua discendenza (come accade con Elijah, Finn e Kol), poiché con la morte dell’Originale muore anche la sua linea di sangue. Questa situazione cambia per Klaus, poiché la strega Davina riesce a spezzare con un incantesimo il legame che unisce la sua linea di sangue ai vampiri da lui creati. Ad oggi, quindi, solo la linea di sangue di Rebekah rimane intatta.

#### Mikael
Mikael, interpretato da Sebastian Roché e doppiato da Stefano Benassi, è il marito di Esther e padre di tutti gli Originali, eccetto Klaus, nonché il vampiro Originale più anziano. Guerriero vichingo vissuto oltre mille anni fa in Norvegia, fu cresciuto con disciplina per diventare un combattente. Durante una razzia, lui e i suoi compagni sterminarono un villaggio, risparmiando solo due streghe: Esther e Dahlia. Si innamorò di Esther, la sposò e insieme fondarono una famiglia. Esther lo descriveva come un padre amorevole, ma dopo la perdita della primogenita Freya, divenne freddo e severo. Si trasferì con la famiglia in America, dove ebbe altri figli. Dopo la morte del figlio minore Henrik per mano di un licantropo, Mikael chiese a Esther di rendere lui e i figli immortali per proteggerli. Nacquero così gli Originali. Quando Klaus uccise la sua prima vittima e i suoi poteri da licantropo si risvegliarono, Mikael comprese che non era suo figlio biologico. Uccise Ansel, l’amante della moglie, e fece sopprimere la natura da lupo di Klaus.
Dopo la morte di Esther per mano di Klaus, Mikael gli diede la caccia per secoli, nutrendosi solo di vampiri e diventando il primo cacciatore della sua specie, capace di resistere al veleno dei licantropi e alla lama di Papa Tunde. Venne soprannominato "Il Distruttore" per la devastazione causata in Europa. Nel 1919 fu chiamato a New Orleans da Marcel e Rebekah, ma Klaus fuggì. Un anno dopo lo seguì a Chicago, senza successo. Negli anni Novanta giunse a Mystic Falls per Elena, ma Abby Bennett lo imprigionò con magia nera. Venne liberato da Katherine Pierce e, alleatosi con i Salvatore, fu infine ucciso da Klaus nella terza stagione di The Vampire Diaries.
Resuscitato da Davina, divenne la sua arma. Voleva uccidere anche Hayley e Hope, ed era in possesso del paletto di Quercia Bianca. Ha sempre trattato Klaus con disprezzo e violenza sin dall’infanzia. Ammirava Elijah, mentre Rebekah, sua preferita, finì per odiarlo. Solo Freya ricevette amore incondizionato. Mikael si liberò dal controllo di Davina minacciando Kol, senza sapere che fosse suo figlio, e affrontò due volte Klaus, perdendo infine il paletto. Fece un patto con Esther per poter uccidere Klaus e liberò Finn, che però lo prosciugò per sfruttarne il potere.
Venne poi risvegliato da Freya, che abbracciò con affetto. I due si allearono per fermare Dahlia. Mikael raccolse tre elementi magici per combatterla: terra norvegese, sangue di Freya e ceneri di un vichingo. Lui e Klaus tentarono di affrontarla insieme, ma vennero sconfitti facilmente. Dopo il fallimento, Mikael accusò Klaus, che reagì pugnalandolo con il paletto. Mikael, prima di morire, ammise di averlo sempre disprezzato, senza sapere il perché, e dichiarò amore a Freya. Klaus lo uccise così definitivamente, ottenendo le ceneri necessarie per sconfiggere Dahlia. In gioventù, Mikael aveva già sterminato il villaggio di Esther e Dahlia, costringendo quest’ultima a praticare la magia.

#### Finn Mikaelson
Finn Mikaelson, interpretato da Casper Zafer, doppiato da Alessandro Budroni, è un vampiro Originale, secondo figlio di Esther e Mikael, fratello maggiore di Elijah, Klaus, Kol, Rebekah e minore di Freya. Nato in Norvegia, dovette lasciare l’Europa con i genitori. Anni dopo, fu trasformato in un vampiro insieme ai fratelli, ma Klaus lo pugnalò e lo tenne in una bara per oltre 900 anni a causa dei suoi continui giudizi. Finn ha sempre disprezzato la propria natura di vampiro e, una volta risvegliato a Mystic Falls, viene ucciso definitivamente da Matt Donovan con il paletto di quercia bianca.
Torna poi in vita, impossessandosi del corpo dello stregone Vincent Griffith e servendo nuovamente la madre Esther. A differenza degli altri fratelli, tra lui e Klaus non c’è alcun legame affettivo, solo disprezzo reciproco. Finn odia i vampiri più di Esther, tanto da rinnegare la madre quando sceglie di diventare vampira. È convinto di agire per il bene, anche se le sue azioni sono crudeli e prive di pietà. Disprezza i fratelli, che accusa di avergli rovinato la vita; l’unica eccezione è Freya, a cui è sinceramente legato.
Freya lo priva del corpo di Vincent e lo sigilla in un ciondolo, da cui canalizza il suo potere. Successivamente Finn risorge come Originale, a causa della resurrezione di Kol. Sebbene mantenga il rancore verso i fratelli, non desidera più combatterli. Chiede a Elijah di farsi trasferire nel corpo di uno stregone per sparire per sempre. Davina lo maledice a restare un vampiro, punendolo per ciò che ha fatto a Kol. Finn, ormai stanco, affida a Freya il proiettile di quercia bianca, da usare nel momento in cui non vorrà più continuare a vivere. Aiuta Elijah a salvare Freya da Lucien, ma viene morso mortalmente. Neanche il sangue di Klaus può salvarlo, e Finn muore, sereno per essersi finalmente sentito parte della famiglia. I suoi fratelli lo vegliano, e le sue ceneri vengono sparse nel Mississippi. Ognuno gli dà l’addio: Elijah lo saluta augurandogli libertà; Kol ammette il rancore ma riconosce il dolore comune; Freya lo ringrazia per averle ridato la famiglia; Klaus promette di vendicarlo. In passato era innamorato della vampira Sage, morta dopo la sua prima dipartita.

#### Kol Mikaelson
Kol Mikaelson, interpretato da Nathaniel Buzolic, doppiato da Gabriele Trentalance. È un Vampiro Originale, quinto figlio di Esther e quarto di Mikael, fratello minore di Freya, Finn ed Elijah, fratellastro di Klaus e fratello maggiore di Rebekah e Henrik. Nato in un villaggio vicino all’attuale Mystic Falls, viene trasformato in vampiro Originale dopo la morte di Henrik. È il più impulsivo della famiglia, uccide per nutrirsi o divertimento e commette massacri per attirare l’attenzione dei fratelli, convinto che non lo amino. Da umano mostra talento nella magia e, pur non potendo praticarla da vampiro, la studia a fondo, arrivando a creare incantesimi e istruire streghe. Dopo la morte di Esther, viaggia per il mondo, ma nel 1702 i suoi crimini attirano Mikael e costringono Klaus, Elijah e Rebekah a rifugiarsi a New Orleans. Viene più volte pugnalato da Klaus, anche con l’aiuto di Elijah, a causa della sua ribellione. Dopo quasi un secolo in una bara, viene risvegliato a Mystic Falls e poi ucciso da Jeremy ed Elena. Esther lo resuscita nel corpo dello stregone Kaleb; si innamora di Davina Claire e collabora col piano della madre per trasferire la famiglia in corpi umani, ma poi si oppone. Finn lo maledice, impedendogli di reincarnarsi. Riconciliatosi con Klaus, Elijah e Rebekah, muore tra l’affetto di Davina e dei fratelli, felice di essere stato finalmente amato. Davina riesce a resuscitarlo con l’aiuto della Sorellanza e della Strige. Kol viene accolto dalla famiglia e intraprende una relazione con Davina. Per lei decide di nutrirsi solo da sacche di sangue, ma le Antenate lo trasformano in una creatura violenta e lo vincolano a New Orleans. Fuori controllo, morde e uccide Davina. In seguito tenta di riportarla in vita con Marcel e Vincent, ma l’anima della ragazza viene distrutta. Kol viene morso da Marcel e salvato da Klaus e Freya, che lo pongono in stasi per cinque anni. Risvegliatosi, si separa dai fratelli e sposa Davina, riportata in vita da Inadu. Sebbene resti impulsivo, dimostra affetto per sua nipote Hope e tenta di proteggerla da Finn non appena scopre che è ancora viva.

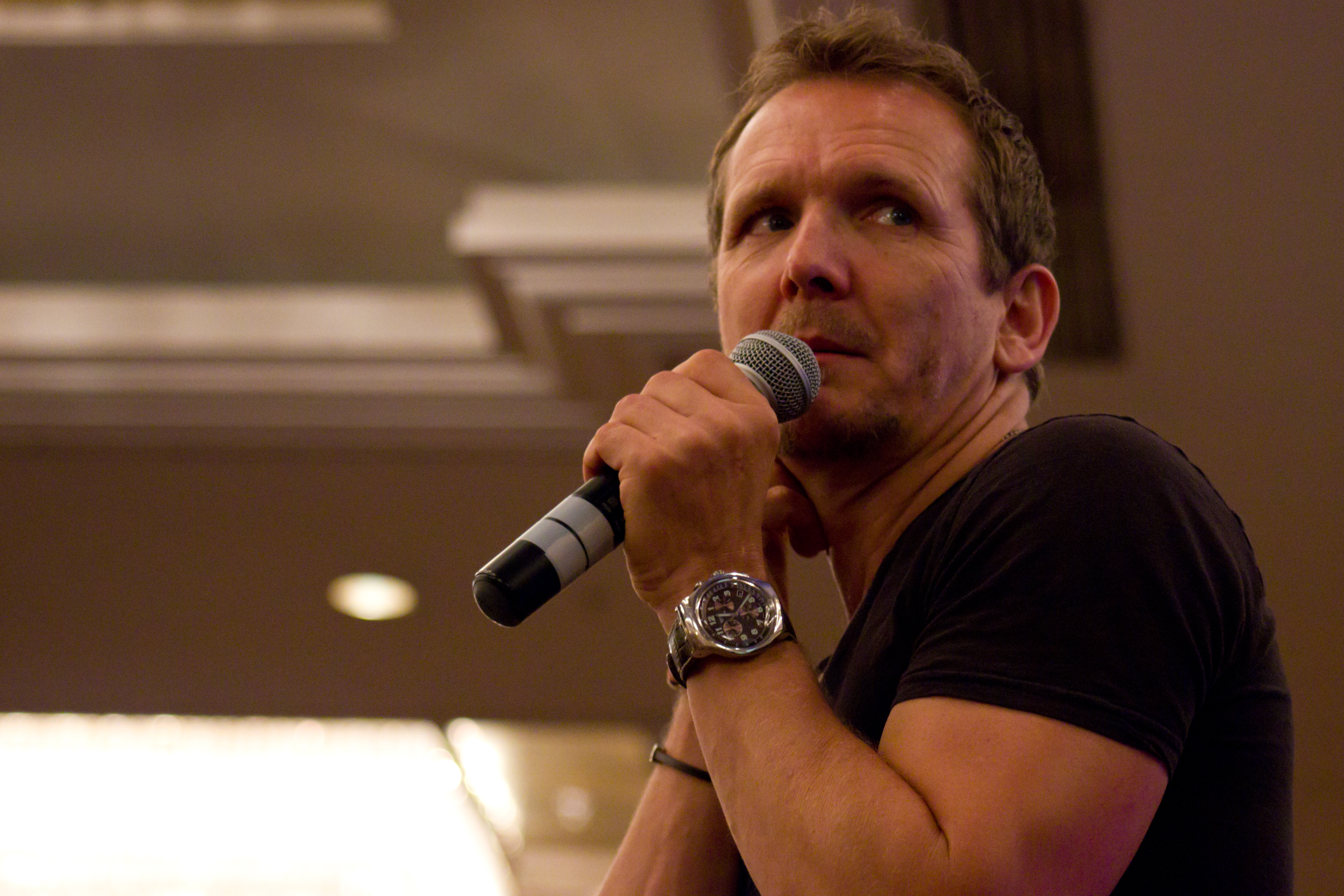
Sebastian Roché interpreta Mikael.
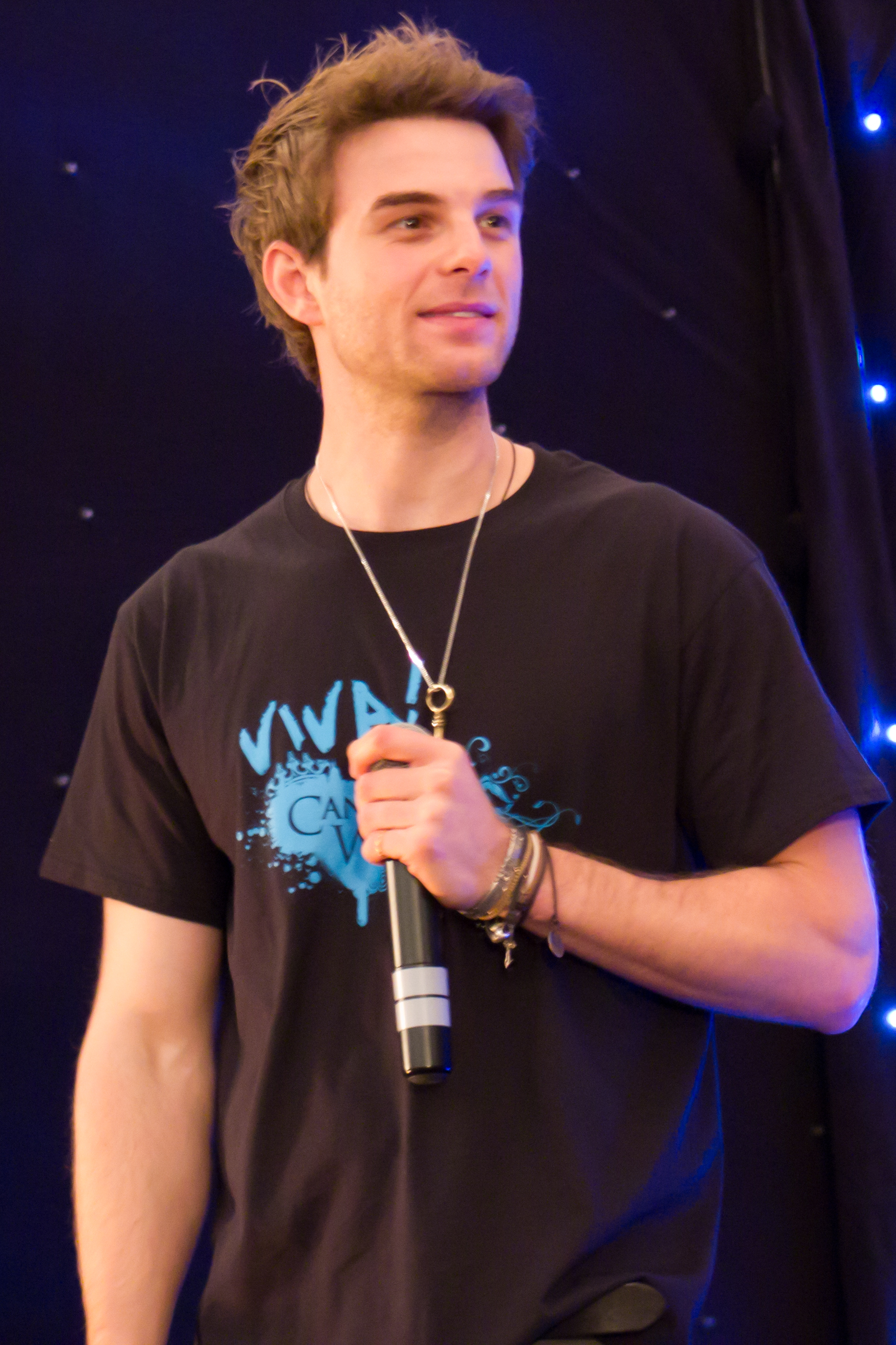
Nathaniel Buzolic interpreta Kol Mikaelson.

### Vampiri

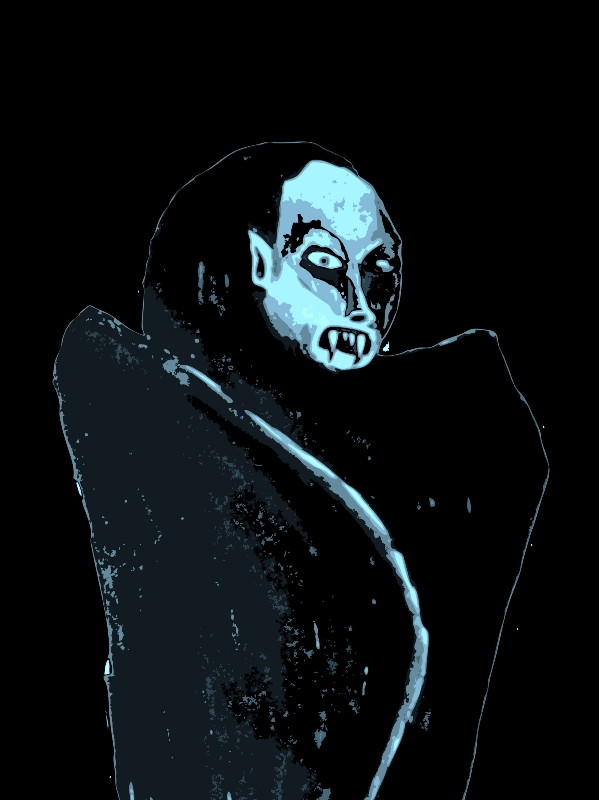
Un vampiro tradizionale

I vampiri sono una specie soprannaturale creata dai vampiri Originali. La loro unica fonte di vita è il sangue umano; possono bere anche sangue animale, ma di solito non lo fanno, sia perché il sangue umano li rende molto più forti (inclusi i poteri mentali) rispetto a quello animale, sia perché il sangue animale ha un sapore sgradevole e non placa il desiderio di sangue umano. Se non si nutrono per lungo tempo, si indeboliscono e poi si mummificano, ma non muoiono. Finché bevono sangue regolarmente, il loro corpo funziona; possono anche mangiare o bere, anche se non è necessario. Consumare alcolici li aiuta a contenere la sete di sangue. Possono morire solo se esposti alla luce del Sole, decapitati, se viene loro estratto il cuore, morsi da un licantropo o trafitti al cuore da qualunque tipo di legno. Sono indeboliti fisicamente e nei loro poteri dal contatto con la verbena. I loro sensi sono innaturalmente sviluppati e la velocità, la forza e l'agilità superano di gran lunga quelle umane. Hanno inoltre la capacità di spegnere le emozioni (anche se, dopo un paio di secoli, questa attitudine diventa pressoché inutilizzabile), la capacità di guarire quasi istantaneamente, l'immortalità e il controllo mentale. Talvolta possono entrare nella mente di altri (umani o vampiri) anche da una certa distanza per creare illusioni, sogni o vedere i ricordi altrui, sia durante il sonno sia in stato di veglia, ma non possono leggere i pensieri. I vampiri possono soggiogare esseri umani e licantropi non ancora affetti dalla maledizione del lupo, ma se questi sono in contatto con o hanno ingerito verbena, il potere è inefficace. Possono invece penetrare nella mente di chiunque sia più debole di loro, vampiri inclusi; per entrare nella mente di vampiri più anziani o creature più potenti devono prima indebolirli psicologicamente. I vampiri possono entrare nelle case solo se invitati dal proprietario o da chi ha il diritto legale di considerarla propria; le case senza proprietario danno loro libero accesso.
Bere sangue di vampiro;
1. Morire entro 24 ore dalla consumazione del sangue, cioè prima che questo venga smaltito dall'organismo;
2. Nutrirsi di sangue umano entro circa 12 ore dopo la morte, altrimenti si muore definitivamente.
3. Se vuoi, posso anche integrarla in un testo più narrativo o più tecnico.

#### Lucien Castle
(Lucien in Dietro l'orizzonte nero)
Lucien Castle, interpretato da Andrew Lees, doppiato da Andrea Mete, è il primo umano trasformato in vampiro da Klaus. Arrogante, manipolatore e spietato, si nutre fino a uccidere e trae piacere dalle urla delle sue vittime, soprattutto quando resistono. Serve il conte de Martel e i suoi figli Tristan e Aurora, unico superstite del massacro dei nobili da parte dei Mikaelson. Per aiutarli a vivere nascosti tra i nobili, insegna loro usi e costumi dell’alta società e ammira gli Originali quasi come divinità. Odia il conte de Martel e Tristan, ma è innamorato di Aurora, che però scopre amante di Klaus, suo amico. Dopo un conflitto con Klaus e l’arrivo di Tristan, viene imprigionato e torturato; tenta di uccidere Tristan ma viene ucciso da una guardia. Il sangue di Klaus lo fa rinascere come vampiro, il più antico dopo gli Originali e il più potente tra i vampiri comuni. Nonostante il rancore iniziale, accetta Klaus come fratello e adora la sua nuova condizione. Dopo secoli, diventa un uomo di successo a capo di Kingmaker Land Development Incorporated, una società che nasconde scienziati che studiano il soprannaturale e un siero contro il morso del licantropo. A New Orleans cerca vendetta contro i Mikaelson, arrabbiato con Klaus perché, sotto controllo di Elijah, lui, Tristan e Aurora hanno creduto di essere gli Originali e sono fuggiti per far vivere la vera famiglia in Italia. Dopo la rottura del controllo e un massacro, giurano vendetta contro i loro creatori. Lucien dà la caccia ai licantropi negli Stati Uniti per usare la quercia bianca, il sangue di Freya, il potere di Vincent e il veleno di licantropo per creare un siero che lo trasformi in un vampiro Originale più potente. Dopo che Davina recide il legame tra Klaus e la sua discendenza, Lucien non rischia più di morire con Klaus. Assumendo il siero, viene ucciso da Matt Donovan e Finn, ma il siero lo resuscita come la Bestia, sostenuto dagli spiriti degli Antenati delle streghe, che lo vedono come unica speranza per uccidere gli Originali. Morde e uccide Finn con un veleno di licantropo potenziato, incurabile anche col sangue di Klaus, combinando il veleno dei sette branchi originari, tra cui quello di Klaus e Hayley. È ancora innamorato di Aurora e crea un siero anche per lei, promettendo di salvarla da Tristan (mentendo). Scopre però che Aurora non lo ha mai amato, ma lo ha sempre usato, e, furioso, uccide Camille per colpire Klaus. Per attirare i Mikaelson allo scoperto, punta a Rebekah. Freya, usando il potere degli Antenati tramite lo spirito di Davina, annulla il siero della Bestia e Lucien torna un vampiro comune. Chiede pietà, ma Klaus lo uccide strappandogli il cuore e sfigurandogli la bocca, come Tristan fece da umano.

#### Aurora de Martel
Aurora de Martel, interpretata da Rebecca Breeds, doppiata da Benedetta Degli Innocenti, è stata la prima umana trasformata in vampiro da Rebekah. Figlia di un nobile, il conte de Martel, la sua bellezza ammalia anche Klaus e Lucien. La morte della madre al momento della sua nascita la segna profondamente, provocandole un senso di colpa e problemi emotivi, probabilmente bipolarismo, che si manifestano in "attacchi" riconosciuti da Tristan e Lucien. Aurora si innamora di Klaus e i due diventano amanti; nonostante la sua natura vampirica, lo ama sinceramente. Diventa vampira dopo un tentativo di suicidio, quando Rebekah le dona il sangue per salvarla, e si getta dalla finestra entrando in transizione. Quando la famiglia Originale fugge dall’arrivo di Mikael, Aurora promette a Elijah di seguirli per stare con Klaus, ma sotto il controllo mentale di Elijah rivela la verità sulla morte della madre, scatenando l’odio verso Klaus, che le aveva mentito attribuendo a Mikael l’omicidio. Questo tradimento fa diventare Klaus crudele e spietato. Rinchiusa in un monastero da Tristan per le sue instabilità emotive, Aurora uccide i monaci e raggiunge Tristan a New Orleans. Sebbene inizialmente non ostile agli Originali e ancora innamorata di Klaus, tenta di nascondere il corpo di Rebekah e sequestra Camille, fallendo entrambi i tentativi. Klaus la detesta e trasforma Camille in vampiro, facendo imprigionare Tristan nelle profondità in un container magico chiamato Serratura. Aurora cerca vendetta uccidendo gli Originali grazie al cavaliere di legno di quercia bianca di Hope, da cui ricava proiettili; Lucien, innamorato di lei, usa uno di questi per creare il siero della Bestia e le dà la seconda dose che la trasforma nella seconda Bestia. Prima che possa completare la trasformazione, Freya la blocca con un incantesimo, mantenendola in uno stato dormiente, mentre Vincent estrae dal suo cuore il siero che avrebbe dovuto trasformarla.
In Legacies si scopre che Aurora viene risvegliata dal suo sonno dalla Triade, di cui è una delle leader. Spinta dal rancore verso Klaus (ormai deceduto), vuole eliminare sua figlia Hope, ma inaspettatamente Hope riesce a risvegliare in Aurora il lato buono. Aurora muore uccisa da Ken mentre salva la vita di Hope. Prima di morire ammette di aver odiato Klaus tanto quanto lo aveva amato.

#### Tristan de Martel
Tristan de Martel, interpretato da Oliver Ackland, doppiato da Daniele Raffaeli. Fratello di Aurora, è il primo umano trasformato in vampiro da Elijah. Lucien afferma che la sua malvagità è pari alla bellezza della sorella, verso cui Tristan è iperprotettivo, a tal punto che Elijah definisce il suo comportamento "patologico". Tristan mira alla vita di Klaus per sterminare Lucien e i vampiri della sua linea di sangue. Arriva a New Orleans con l’apparente scopo di proteggere Elijah, insinuandogli il dubbio che Lucien voglia farsi uccidere da Klaus per eliminare anche Tristan e la sua discendenza. Guida la Strige, un’antica organizzazione di vampiri fondata da Elijah, trasformata da gruppo d’élite in potente organizzazione criminale che scatena guerre e pestilenze per potere e ricchezza. Considera Elijah un padre, e il suo odio verso di lui nasce dall’abbandono della Strige; pur ammirandolo, lotta per superarlo. L’odio che prova verso Lucien è superato solo da quello per gli Originali, con cui entrambi vogliono vendicarsi sigillandoli in un luogo impenetrabile, proteggendosi dalla profezia che ne prevede la morte e la loro distruzione. Nonostante la vendetta, Tristan e Lucien si odiano ancora profondamente, ma mettono da parte i rancori per sopravvivere. Seguendo un suo piano, intrappola i Mikaelson e uccide Jackson, ma viene imprigionato con la Serratura in un container da Freya e Vincent. Abbandonato nel mare, Aya gli fa creare una Chambre de Chasse dove non soffre per l’annegamento continuo e può leggere, ascoltare musica e ricevere visitatori come Aurora. Questa camera crolla quando Elijah, Hayley e Marcel uccidono le streghe della Sorellanza che l’avevano creata, costringendo Tristan a subire l’annegamento senza fine, che termina con la sua morte a causa della maledizione che lo lega a Elijah: quando Inadu uccide il corpo fisico di Elijah col paletto ricoperto dalle spine nate dal sangue di Marcel, tutta la discendenza vampirica di Elijah muore, compreso Tristan. Nel carattere e nei modi somiglia a Elijah, ma a differenza di lui tortura e uccide con freddezza e per perverso piacere. Ha capelli castani e occhi azzurri.

#### Aya Al-Rashid
Aya Al-Rashid, interpretata da Tracy Ifeachor, doppiata da Gaia Bolognesi. È uno dei primi membri della Strige e braccio destro di Tristan, anch’essa trasformata in vampira da Elijah. Un tempo protetta e amante di Elijah, dopo che questi la lascia per sfuggire a Mikael, Aya diventa fedele a Tristan, che ha preso il controllo della Strige. Ha almeno 900 anni, è molto potente e, come afferma Elijah, è bella come una dea ma aggressiva come una vipera; è spietata e manipolatrice, guidata più dalla rabbia per l’abbandono che dalla cattiveria. Aya e la Strige combattono al fianco di Tristan contro i Mikaelson, ma quando Tristan viene imprigionato in un container tramite la Serratura da Freya e Vincent, Aya finge di abbandonarlo, ma in realtà fa rinchiudere la sua mente in una Chambre de Chasse dove evita il dolore dell’annegamento continuo, può leggere, ascoltare musica e incontrare Aurora. Il suo piano di spezzare la linea di sangue di Elijah e Klaus fallisce parzialmente: solo la linea di Klaus viene interrotta e lui sopravvive. I proiettili di quercia bianca passano a Elijah e Aya gli chiede di ucciderla per porre fine alla sua sofferenza, ma lui rifiuta per non perdonarsi l’abbandono. Aya viene uccisa da Hayley per gelosia e invidia. Ha capelli e occhi neri, pelle scura, corporatura snella e alta.

#### Stefan Salvatore
Stefan Salvatore, interpretato da Paul Wesley, doppiato da Stefano Crescentini. È un vampiro trasformato nel 1864 e residente a Mystic Falls. Negli anni ’20 incontra Klaus e Rebekah, diventando amico del primo e amante della seconda, anche se in seguito si oppone più volte agli Originali a causa dei torti subiti da Klaus. È marchiato dalla cacciatrice Rayna Cruz, che lo insegue per imprigionare la sua anima nella sua spada e distruggere il suo corpo, impedendogli di rinascere. Su richiesta di Klaus, Freya usa un’erba magica anti-magia per nascondere Stefan a Rayna e permettergli di fuggire. Sapendo che la Strige vuole uccidere Klaus e che l’incantesimo per rompere la linea di sangue potrebbe fallire causando la morte sua, del fratello e della fidanzata, Stefan collabora con Freya, Lucien, Hayley e Marcel per fermarla. Si fa portare segretamente nel covo della Strige, dove rivela la sua cicatrice e lascia entrare Rayna, che uccide quasi tutti, ma viene uccisa da Aya. Quando il legame con Klaus si spezza, Klaus lo ringrazia e gli raccomanda di prendersi cura di Caroline Forbes, fidanzata di Stefan e precedente interesse amoroso dell’ibrido, mentre Stefan fa lo stesso per Hayley; poi si salutano..

#### Gia
Gia, interpretata da Nishi Munshi, doppiata da Giulia Catania. È una ragazza trasformata in vampiro da Marcel per creare una nuova comunità di vampiri. Prima era una musicista di strada abbandonata dalla famiglia. Marcel la affida a Elijah come mentore; inizialmente riluttante, l’Originale la addestra a combattere. Gia diventa presto il braccio destro di Marcel. Quando Elijah si unisce alla comunità di Marcel per consolidare alleanze, Gia ed Elijah si avvicinano. Pur diffidente, Gia ripone fiducia in Elijah, che apprezza la sua personalità. Diventano amanti e Gia dimostra grande affetto per lui. Viene uccisa da Klaus, che la costringe col controllo mentale a togliersi l’anello solare davanti a Elijah, bruciandola come punizione per il tradimento e per convincere Dahlia delle sue intenzioni. La sua morte spinge Elijah ad allontanarsi da Klaus, anche se poi ritorna su richiesta di Hayley.

#### Diego
Diego, interpretato da Eka Darville, doppiato da Gabriele Trentalance. È un vampiro fedele a Marcel, che lo trasforma dopo averlo trovato morente per un attacco dei licantropi che uccisero la sua famiglia. Quando Marcel viene sconfitto da Klaus, Diego diventa capo della fazione dei vampiri, mantenendo però contatti con Marcel. Dopo che Elijah uccide Thierry, Diego si unisce a Marcel per combattere gli Originali. Durante una battaglia viene morso da un licantropo della famiglia Guerrera. Gravemente avvelenato, viene infine ucciso da Mikael, che si nutre di lui.

#### Thierry Vanchure
Thierry Vanchure, interpretato da Callard Harris, doppiato da Francesco Venditti. È un vampiro e migliore amico di Marcel. Non va d'accordo con Klaus e si allea con Marcel per riprendersi New Orleans. Abile trombettista ed ex soldato, è probabilmente il primo vampiro trasformato da Marcel dopo l'attacco di Mikael a New Orleans nel 1919. Elijah gli strappa il cuore per punire Marcel. La sua morte scatena la guerra tra Marcel e i vampiri contro gli Originali, con un massacro da parte di Elijah, seguito dall'avvelenamento dei licantropi Guerrera e dall'uccisione dei vampiri superstiti da parte di Mikael, che si nutre di loro; l'unico sopravvissuto è Marcel.

#### Lenore Shaw
Lenore Shaw, interpretata da Sonja Sohn, doppiata da Barbara Castracane. È una strega del Quartiere Francese, alleata di Marcel e colei che aiuta Hayley a marchiare l'anima di Esther, ma viene subito dopo posseduta proprio da quest'ultima. Quando Klaus la uccide, Lenore diventa un vampiro perché nel suo corpo sono presenti alcune gocce del sangue di Rebekah, conservando permanentemente lo spirito di Esther. Viene infine uccisa da Freya Mikaelson, figlia di Esther, che trasforma il suo corpo in stormi di uccelli morti.

#### Sofya Voronova
Sofya Voronova, interpretata da Taylor Cole, doppiata da Giulia Catania (stagione 4) e Federica De Bortoli (episodio 3x16). È una vampira mercenaria, assunta da Lucien Castle per reclutare i discendenti dell'Ibrido con l’obiettivo di ucciderlo definitivamente. È calcolatrice e fredda. Attualmente lavora sotto le direttive di Marcel, dopo che questi riprende il controllo del Quartiere Francese; inoltre, lei e Marcel diventano amanti. Disprezza Klaus, che cinquecento anni prima sterminò la sua famiglia. Rebekah si mostra gelosa delle attenzioni di Marcel verso Sofya, sebbene Marcel non sia innamorato di lei come lo è di Rebekah. Dopo che Sofya aiuta i Mikaelson a sconfiggere Inadu, lascia New Orleans proponendo a Marcel di seguirla, ma lui chiude la loro relazione per amore di Rebekah.

#### Gaspar Cortez
Gaspar Cortez, interpretato da Matt Cedeño, è un vampiro appartenente alla discendenza di sangue di Klaus. Dopo che Davina recide il legame tra Klaus e la sua linea di sangue, impedendo che la morte di Klaus comporti anche quella dei vampiri discendenti, Cortez, come molti altri vampiri rancorosi verso Klaus, arriva a New Orleans con l’intento di uccidere l’Ibrido Originale. Tuttavia, è Klaus a uccidere Cortez decapitandolo.

#### Caroline Forbes
Caroline Forbes, interpretata da Candice Accola, doppiata da Gemma Donati, è, insieme ad Alaric, la fondatrice di una scuola per bambini soprannaturali come le sue figlie. Klaus è da sempre innamorato di lei e non le nega mai aiuto; infatti salva Stefan da Rayna proprio per amore di Caroline, che a sua volta è innamorata di Stefan.

#### Alister Duquesne
Alister Duquesne, interpretato da Neil Jackson, è un vampiro trasformato da Klaus che nutre un profondo risentimento verso di lui, colpevole di averlo costretto a uccidere la propria famiglia. Alister ha numerosi seguaci; Klaus lo definisce vanitoso e arrogante. Alister affronta Klaus, ma viene ucciso da quest'ultimo.

#### Greta Sienna
Greta Sienna, interpretata da Nadine Lewington, doppiata da Roberta Pellini. È la madre adottiva di Antoinette e Roman. Suo marito August, colpevole di aver ucciso decine di licantropi, viene ucciso da Klaus nel 1933. Klaus risparmia Greta dopo che lei raccoglie una moneta che l'Ibrido Originale lascia cadere di proposito, con la promessa che chi la raccogliesse sarebbe stato graziato. Da allora Greta pianifica la sua vendetta contro Klaus. Crede nella purezza della razza dei vampiri e considera ibridi come Klaus, Hayley e Hope delle aberrazioni, volendo eliminarli, in particolare Hope, vista come la minaccia che rappresenta l’unione delle specie. È crudele e manipolatrice. Lei e Roman rapiscono Hayley e fanno in modo che una loro strega inibisca i poteri da licantropo di Hayley, trasformandola in vampira; poi Greta cerca di ucciderla. Hayley le stacca il dito con l’anello solare, la trascina alla luce del sole e Greta muore bruciata viva, morendo allo stesso modo anche Hayley.

#### Antoinette Sienna
Antoinette Sienna, interpretata da Jaime Murray, doppiata da Domitilla D'Amico. Figlia di Greta e sorella adottiva di Roman, fu trasformata in vampiro dalla madre dopo essere stata lapidata dagli abitanti del villaggio. Questo trauma la rese ostile alla violenza: quando si nutre, usa la compulsione per tranquillizzare le vittime. Conobbe Klaus ed Elijah a Rostock nel 1933, ed Elijah la aiutò a prendere le distanze dalla sua famiglia, con cui non condivideva le ideologie. Molti anni dopo, a New York, incontrerà di nuovo Elijah, che ha perso la memoria a causa di Marcel; sarà lei a rieducarlo alla sua natura vampirica. Non ama camminare alla luce del sole e rifiuta i gioielli solari, considerandoli un affronto alla vera essenza dei vampiri, che secondo lei non devono convivere con gli umani ma rappresentano una fase evolutiva superiore. Suona molto bene il pianoforte. Lei ed Elijah si trasferiscono a Manosque e si innamorano profondamente. Elijah le chiede di sposarlo e lei accetta. Quando Hope gli restituisce i ricordi, Elijah deve affrontare il dolore per la morte di Hayley, che non riuscì a salvare da Greta. Questo lo porta a lasciare Antoinette, pur ribadendo di averla amata davvero. Lei partirà per Shanghai, salutandolo con un ultimo bacio.

#### Roman Sienna
Roman Sienna, interpretato da Jedidiah Goodacre, doppiato da Flavio Aquilone. È il figlio di Greta e fratello adottivo di Antoinette. Viene trasformato in un vampiro da Greta dopo che la sua famiglia viene uccisa dai licantropi, sviluppando il suo stesso disprezzo per gli ibridi, che considera una distorsione della natura. Su richiesta della madre, si iscrive alla Scuola Salvatore per Giovani Dotati con l’intento di avvicinarsi a Hope. Contribuisce alla cattura di Hayley, che morirà per mano di Greta, evento che spingerà Hope a odiarlo. Tuttavia, in seguito lo perdonerà, comprendendo che alla fine Roman era stato solo una pedina manipolata dalla crudeltà della madre

#### Emmett
Emmett, interpretato da Robert Baker. È il vampiro che prende il posto di Greta come leader del movimento suprematista vampirico. Crede fermamente che i vampiri debbano essere i predatori dominanti e si dimostra un individuo spietato, dedito a fomentare odio e violenza. Lui e i suoi seguaci seminano terrore a New Orleans, provocando numerose vittime, tra cui Josh, Lisina e Ivy. Alla fine, Hope li annienta utilizzando la magia del Vuoto, ponendo così fine al movimento.

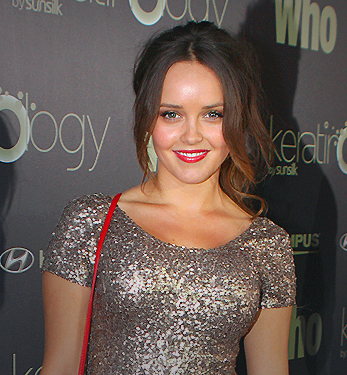
Rebecca Breeds interpreta Aurora de Martel
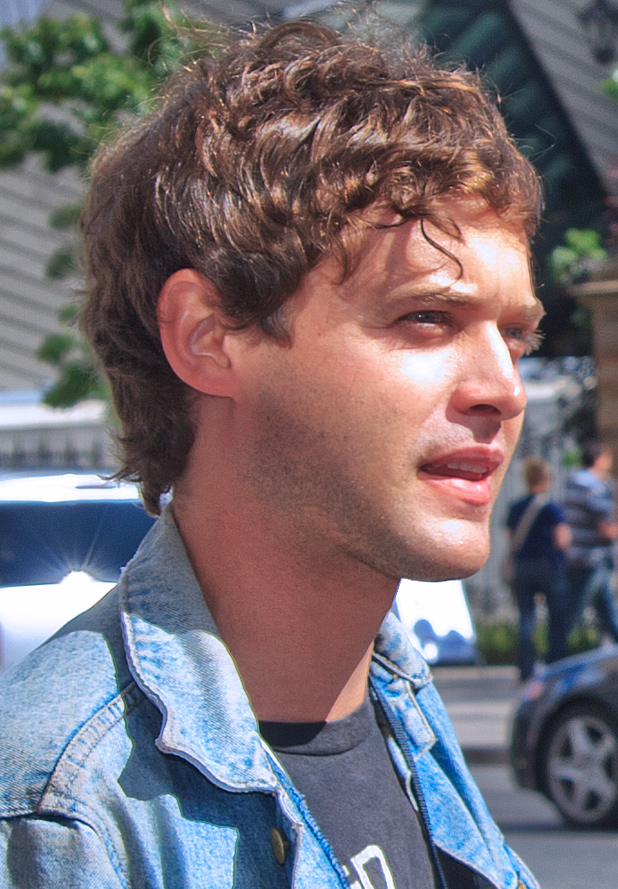
Oliver Ackland interpreta Tristan de Martel
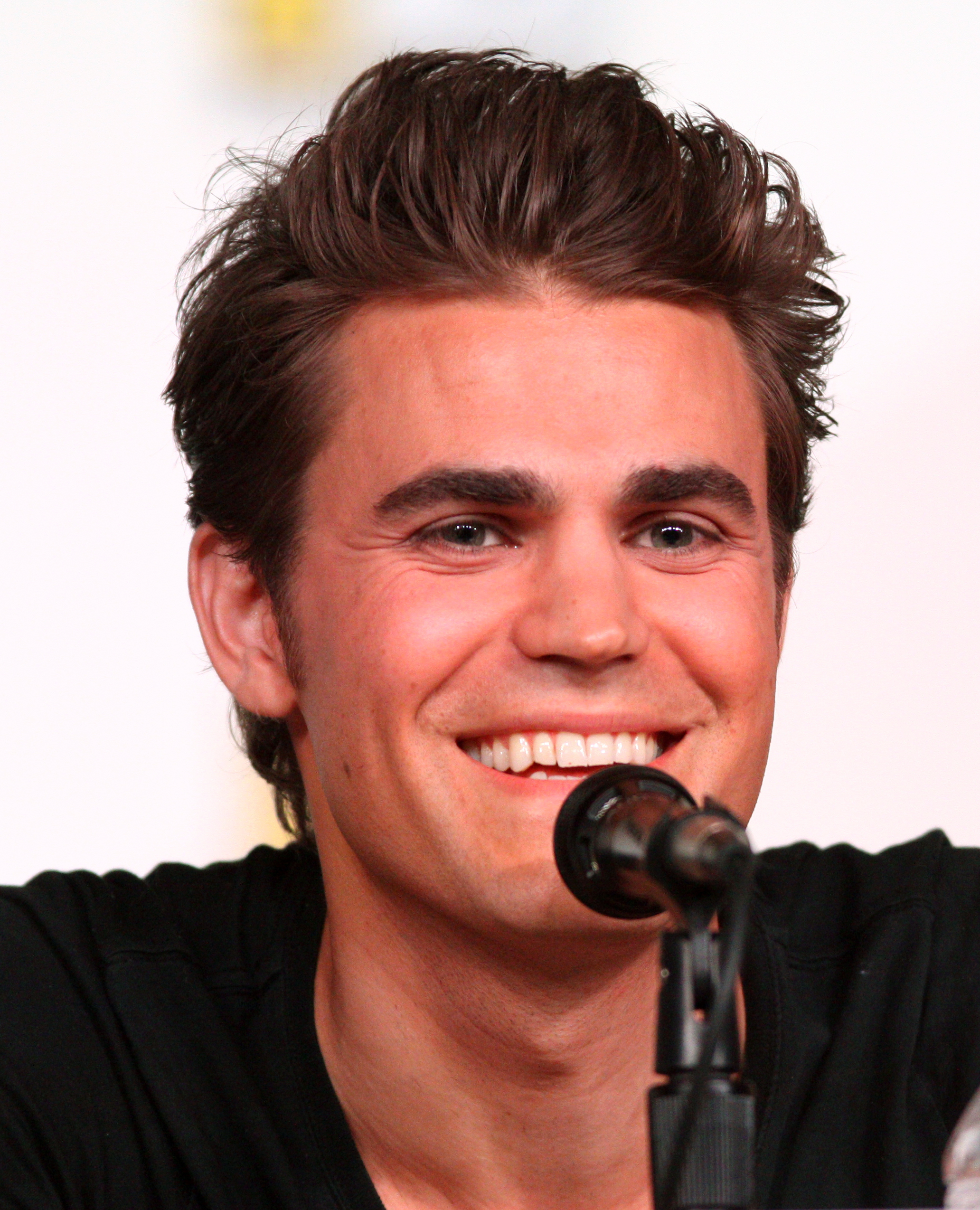
Paul Wesley interpreta Stefan Salvatore
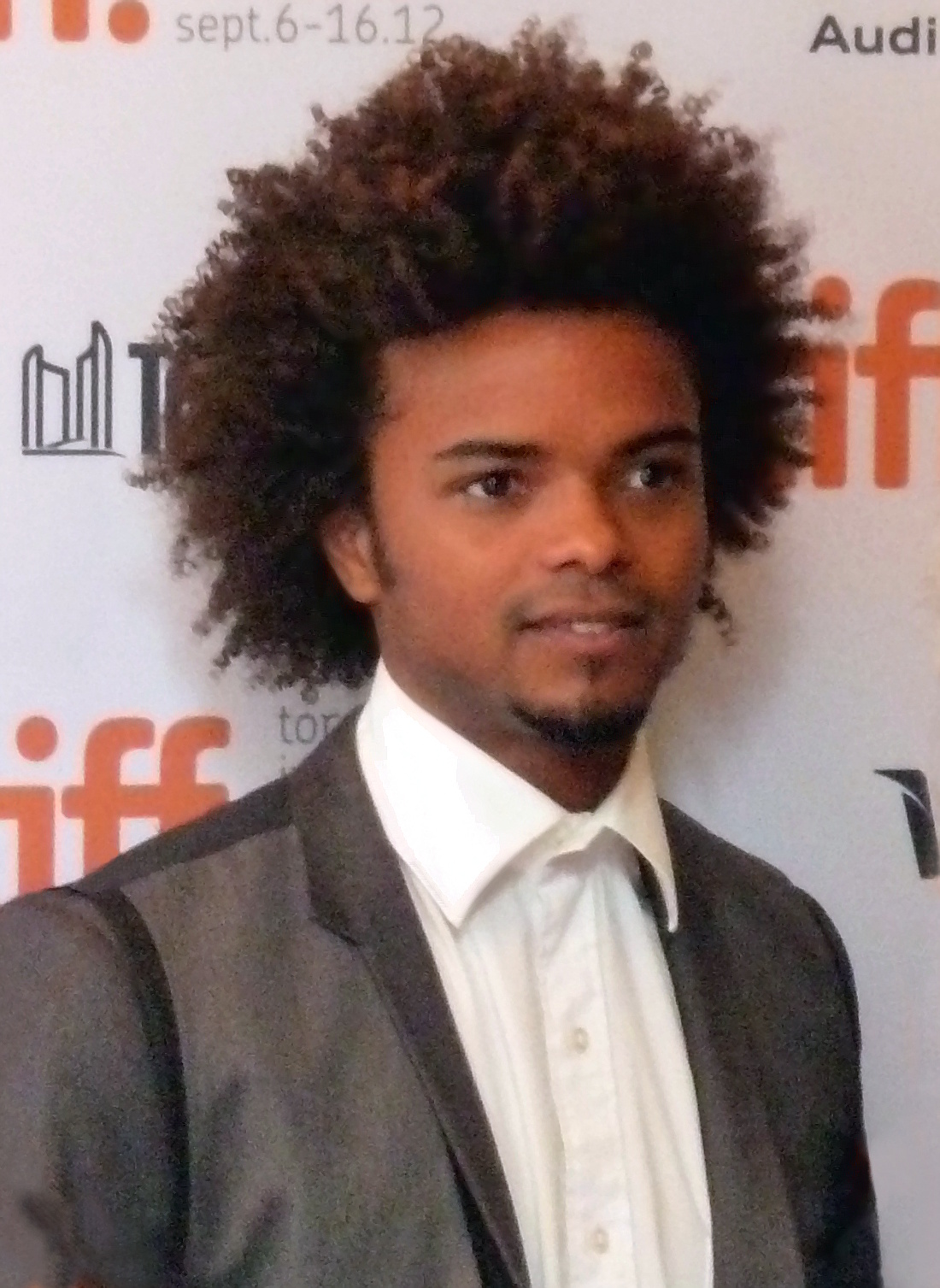
Eka Darville interpreta Diego
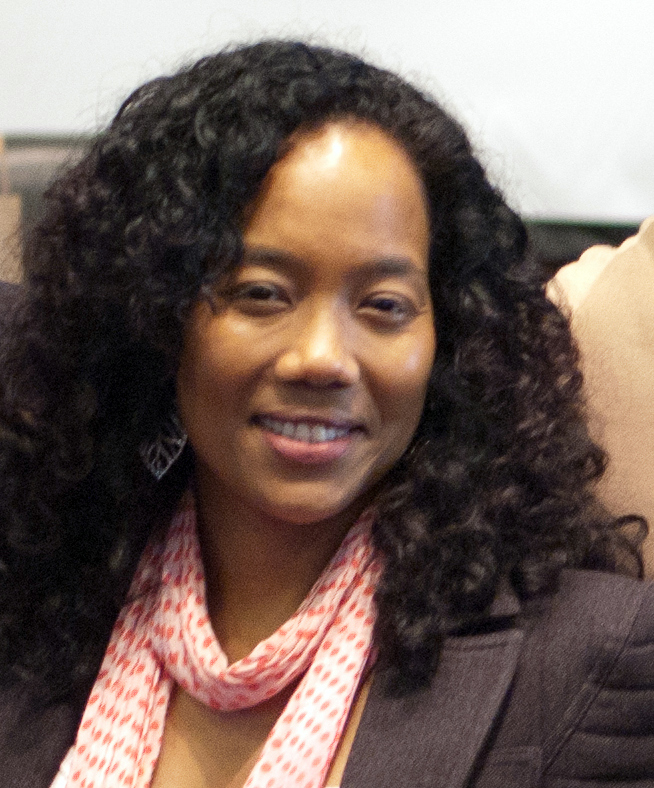
Sonja Sohn interpreta Lenore Shaw.
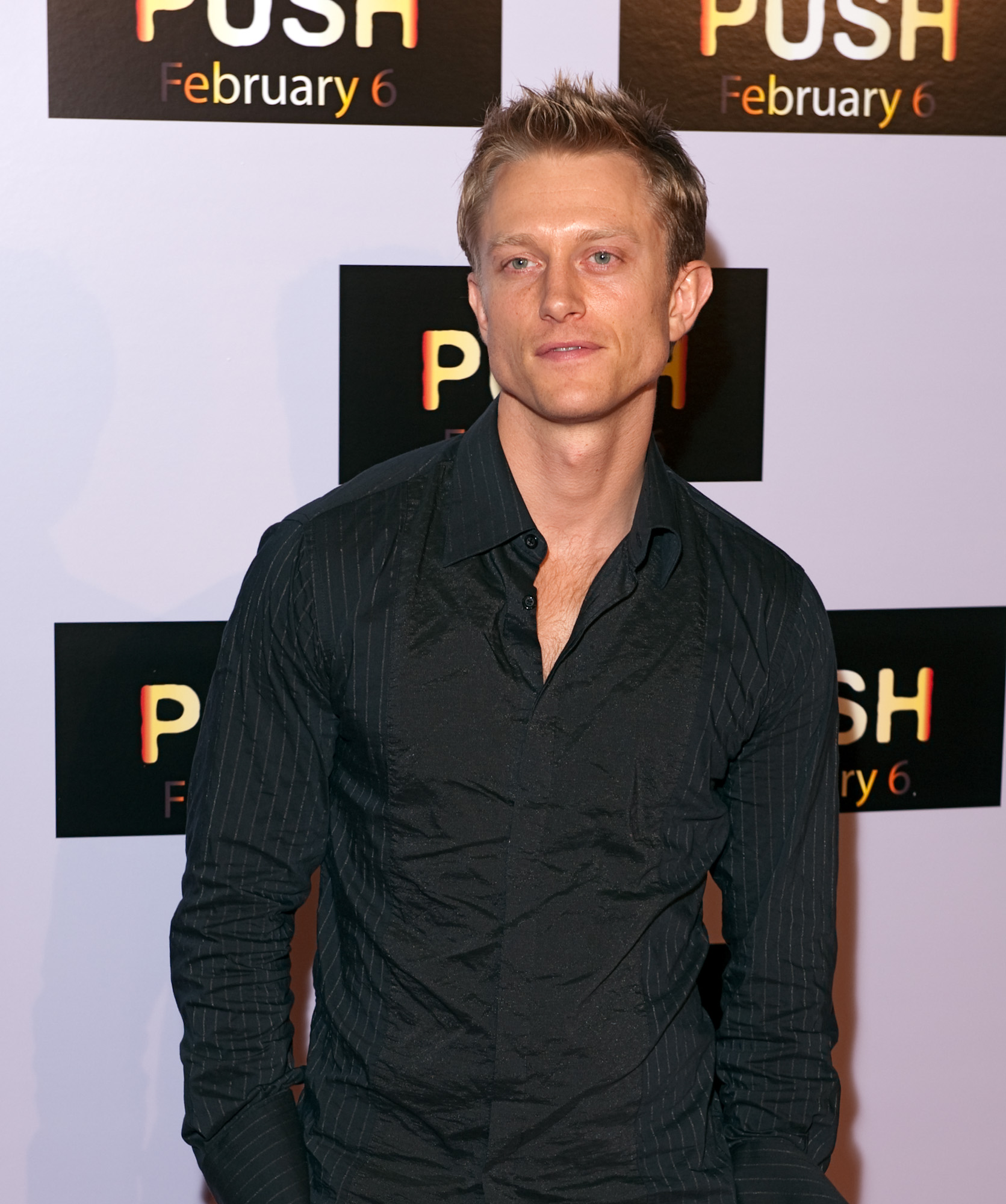
Neil Jackson interpreta Alister Duquesne.
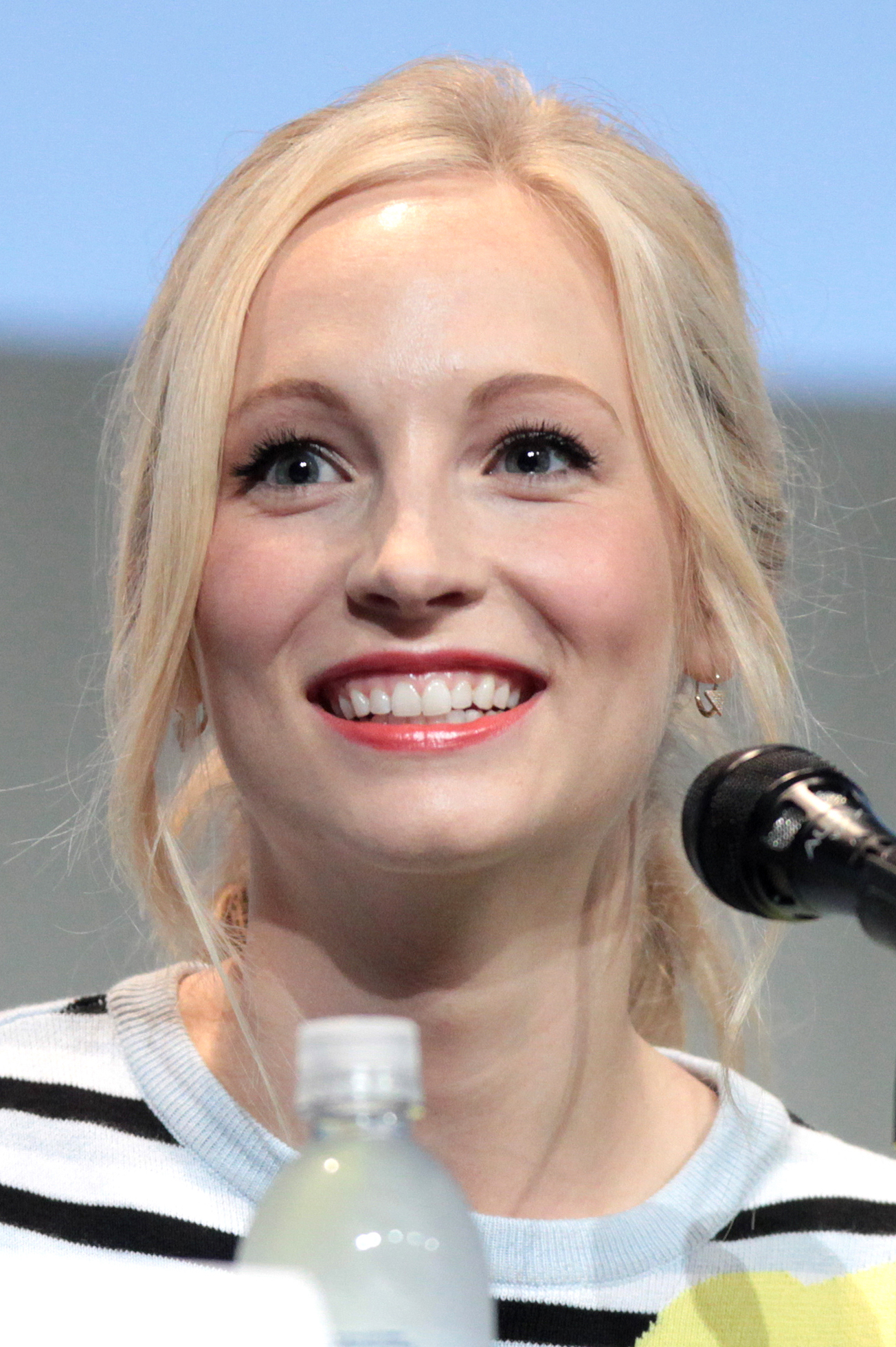
Candice Accola interpreta Caroline Forbes.
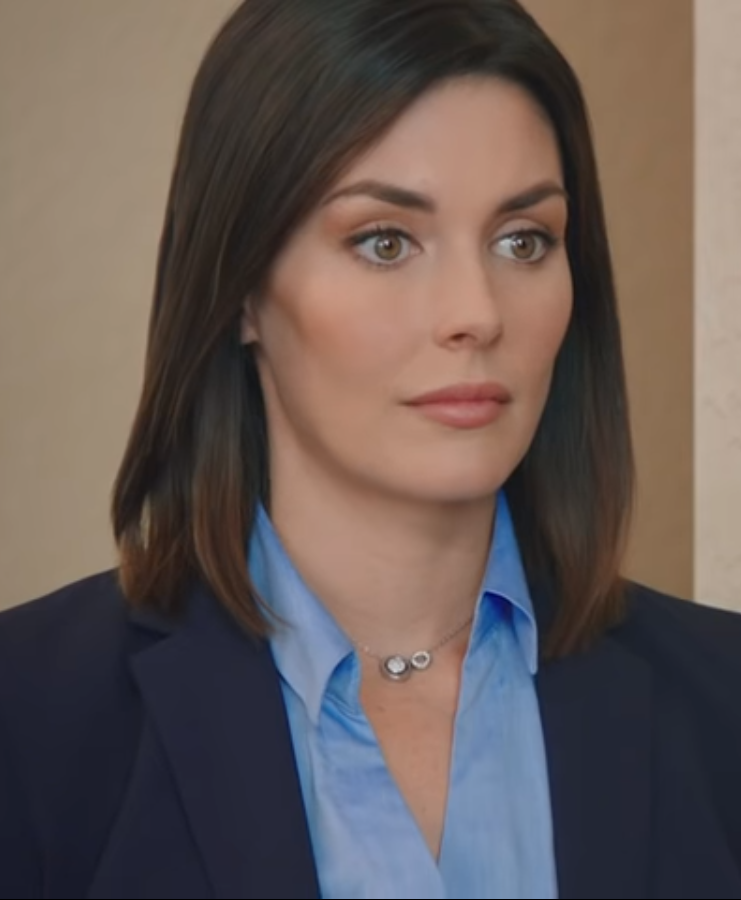
Taylor Cole interpreta Sofya Voronova
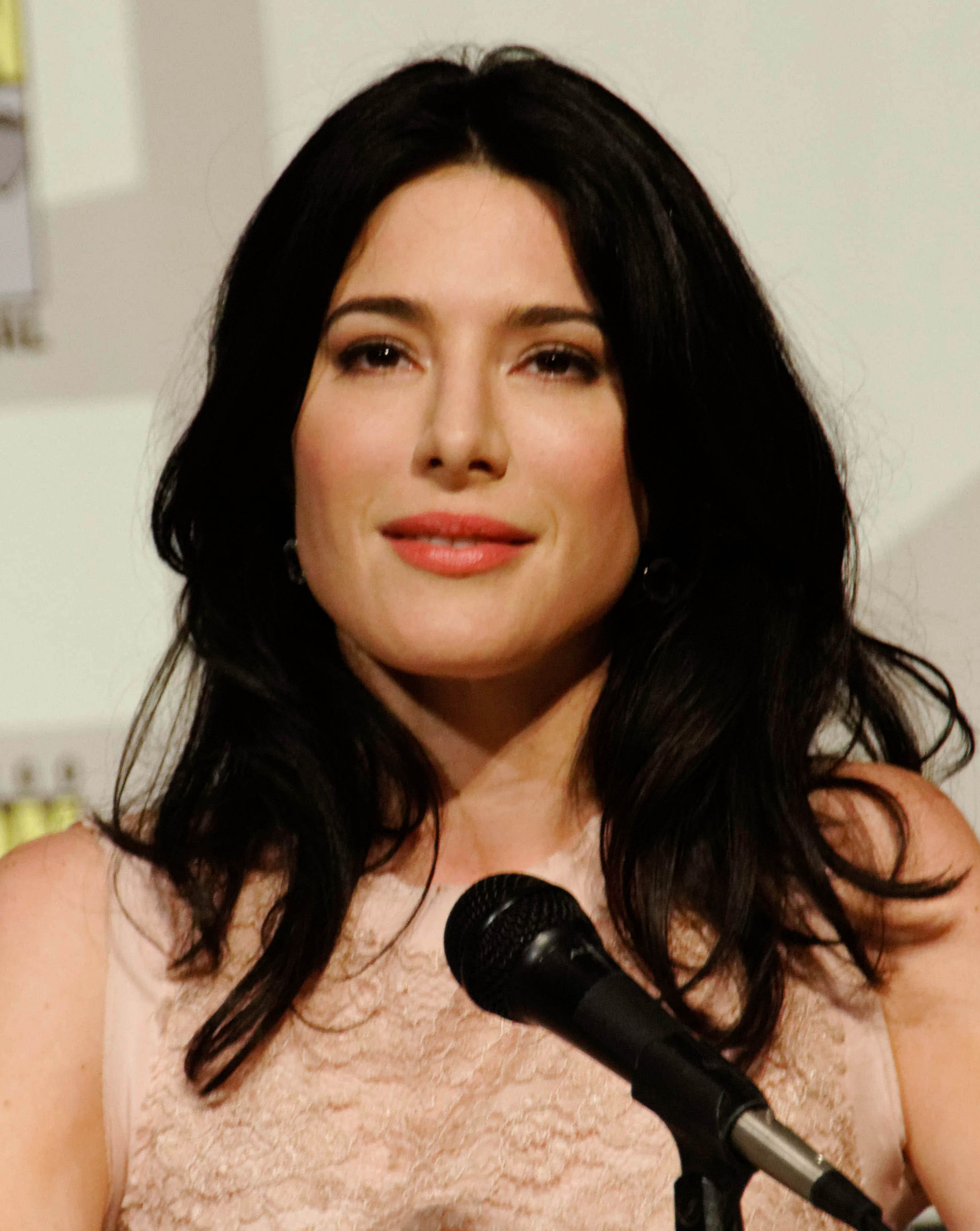
Jaime Murray interpreta Antoinette Sienna.

### Licantropi

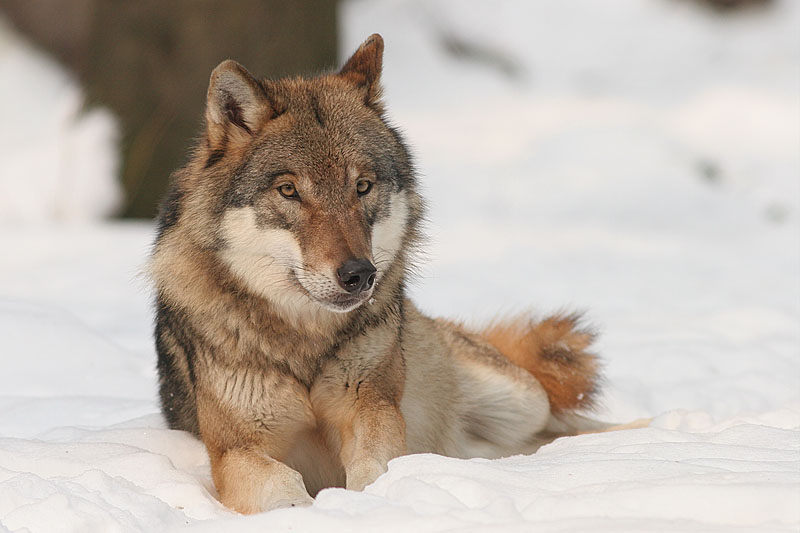
Con la trasformazione, i licantropi assumono l'aspetto di un lupo.

I licantropi, noti anche come lupi mannari, sono esseri umani che, durante ogni plenilunio, si trasformano in lupi dotati di forza e velocità sovrumane. Anche nella loro forma umana possiedono una forza superiore alla norma, mentre sotto forma lupina acquisiscono visione notturna e un morso estremamente pericoloso: il loro veleno induce i vampiri in uno stato di demenza, violenza e impulsività che li conduce a una morte lenta e dolorosa entro pochi giorni.
Secondo la leggenda, i licantropi furono creati da Inadu (nota anche come Il Vuoto), la quale maledisse la propria famiglia come punizione per il tradimento subito. Da quel momento, i discendenti furono condannati a trasformarsi a ogni Luna piena.
Il veleno dei licantropi ha effetti debilitanti anche sugli Originali, sebbene per un tempo molto più breve e senza risultare letale. Unica eccezione è Mikael, l’unico Originale totalmente immune agli effetti del morso grazie alla sua capacità di sopprimere il dolore fisico e mentale con la forza di volontà. In origine, l’unico antidoto al veleno era il sangue di Klaus, ma successivamente i ricercatori al servizio di Lucien sono riusciti a sintetizzarne uno artificiale, capace di neutralizzarne gli effetti.
I licantropi cacciano principalmente umani e vampiri. Possono essere uccisi tramite decapitazione, estrazione del cuore o con la magia. Lo strozzalupo li indebolisce e, se usato in dosi elevate, può rivelarsi letale. Al contrario, l’argento è totalmente innocuo per loro: le ferite provocate da questo metallo guariscono all’istante, rendendoli di fatto immuni. Nella forma umana sono generalmente più deboli dei vampiri, ma in stati di intensa rabbia possono attingere temporaneamente al loro potere di lupi, riuscendo talvolta a tenere testa anche a vampiri centenari. In queste situazioni, i loro occhi brillano di una luce gialla intensa. Durante la Luna piena, la loro superiorità fisica aumenta a tal punto da renderli capaci di sopraffare vampiri vecchi di secoli, anche se la principale fonte del loro pericolo resta il morso. Guariscono dalle ferite con rapidità, ma invecchiano come normali esseri umani.
Come i vampiri utilizzano anelli con incastonati lapislazzuli per non bruciare alla luce del sole, anche i licantropi possono servirsi di anelli con cianite nera per controllare la maledizione. Grazie a queste pietre, i licantropi sono in grado di accedere liberamente, anche in forma umana, alla forza, alla velocità e al morso letale del lupo mannaro, senza essere costretti a trasformarsi ad ogni Luna Piena. In queste condizioni risultano perfino più pericolosi dei vampiri, a causa del loro veleno e della forza superiore; tuttavia, restano più vulnerabili, poiché un semplice colpo al collo può ucciderli.
Attraverso un rituale mistico tra due Alfa, officiato da uno sciamano, è possibile trasmettere al branco dell'altro coniuge le caratteristiche sovrannaturali di uno dei due. Come scrive Ansel in un diario, un tempo i licantropi avevano capacità diverse (forza, velocità, sensi affinati), ma grazie ai matrimoni mistici combinati tali doti si diffusero equamente in tutti i branchi. Inoltre, se più Alfa rinunciano al titolo a favore di uno solo, anche i loro seguaci confluiscono nel suo branco. Unendo questi due elementi, il matrimonio mistico tra Jackson e Hayley trasferisce ai licantropi la capacità dell’ibrida di controllare la trasformazione. Così, molti branchi si uniscono sotto la guida della Mezzaluna, liberandosi dalla maledizione della Luna Piena e ottenendo maggiore accesso alla forza del lupo e al morso velenoso anche in forma umana.
Per diventare licantropi è necessario possedere il gene della licantropia, ereditato da almeno un genitore, anche se questi non ha mai attivato la maledizione. Il gene si attiva solo dopo aver commesso un omicidio, anche involontario. La prima trasformazione è molto dolorosa e lenta, ma con il tempo si può imparare a tollerare il dolore e a trasformarsi più rapidamente. I licantropi sono le uniche creature a poter diventare ibridi.
Un licantropo prigioniero di Lucien rivela ad Hayley che esistevano sette branchi originali di lupi mannari, i cui discendenti esistono ancora: Deepwater, Malraux, BasRoq, Barry, Poldark, Paxon e Mezzaluna. Hayley discende dal branco della Mezzaluna, Klaus da uno degli altri. Unendo i veleni dei sette branchi si ottiene una tossina letale anche per un Originale, che nemmeno il sangue di Klaus può guarire.

#### Tyler Lockwood
Tyler Lockwood, interpretato da Michael Trevino, doppiato da Marco Vivio. È un licantropo trasformato in ibrido da Klaus nella terza stagione di The Vampire Diaries. Arriva a New Orleans per vendicare la madre Carol, uccisa da Klaus. Cattura Hayley e crea un ibrido con il sangue di Hope, affermando che Klaus vuole un'erede solo per formare un esercito. Dopo aver ucciso Dwayne, cerca di uccidere la bambina nel grembo di Hayley, ma la ragazza fugge. Klaus lo sconfigge ma lo risparmia, intuendo che Tyler è schiavo della vendetta. Tyler allora rivela i poteri di Hope a Marcel, ma Rebekah lo ferma spezzandogli il collo e lo rinchiude nel "giardino". Viene poi liberato da lei e riportato a Mystic Falls. Nel finale della quinta stagione di The Vampire Diaries torna licantropo con gene non attivato, che riattiverà nella sesta.

#### Jackson Kenner
Jackson Kenner, interpretato da Nathan Parsons, doppiato da Marco Giansante. È il capobranco dei lupi della Mezzaluna e un licantropo di sangue nobile, destinato a sposare Hayley (Andréa Labonair). Fa un patto con Klaus per ottenere le pietre di cianite nera necessarie agli anelli lunari, che darebbero ai lupi superiorità sui vampiri. Ignora però il complotto di Francesca Correa, Oliver e Genevieve: quando Francesca prende il controllo di New Orleans grazie agli anelli, ne offre uno a Jackson, che rifiuta. Sposa Hayley con una cerimonia che trasferisce i poteri di lei a lui e al branco, così i licantropi non hanno più bisogno degli anelli per controllare la trasformazione.
Jackson ama sinceramente Hayley, e lei finisce per ricambiare, pur continuando ad amare anche Elijah, che resta un ostacolo nel loro rapporto. Si affeziona molto a Hope ma ha un rapporto teso con Klaus, critico verso il modo in cui tratta il branco. Dopo la morte di Oliver e Aiden, Jackson vuole fuggire con Hayley e Hope, ma Klaus li raggiunge e Dahlia li maledice, costringendoli a vivere come lupi, tornando umani solo nelle notti di luna piena. Davina spezzerà la maledizione.
In seguito, Jackson accetta che Hayley sia legata ai Mikaelson e decide di non combattere più contro questo legame. Tuttavia, quando lui e Hayley stanno per tornare in città, vengono attaccati dalla Strige e Jackson viene ucciso da Tristan, che gli strappa il cuore davanti a Hayley. Il suo cuore, ormai legato a quello della moglie, sarà usato da Davina per spezzare il legame di sangue di Klaus con la sua discendenza. Infine, lo spirito di Jackson troverà pace con gli altri lupi della Mezzaluna.

#### Eve
Eve, interpretata da Tasha Ames, doppiata da Monica Ward. È una gentile donna che possiede il gene della licantropia, ma che non ha mai attivato la maledizione uccidendo qualcuno. Aiuta Hayley a trovare informazioni sulla sua famiglia. Rimane ferita gravemente da alcuni esplosivi piazzati nella palude, sebbene sia molto legata a Oliver, quest'ultimo la uccide dopo aver ammesso di essere stato lui a piazzare gli esplosivi nella loro palude.

#### Cary
Cary, interpretato da Jesse Boyd. È un licantropo discendente dal padre di Klaus, il cui branco è da sempre nemico della Mezzaluna di Hayley. Klaus protegge segretamente lui e il suo branco dai vampiri e chiede a padre Kieran di ospitarli nella chiesa durante l’alluvione causata dal malfunzionamento della magia del Raccolto contenuta in Davina. Successivamente Klaus incontra Cary e ottiene da lui l’anello di cianite donato da Esther al padre biologico di Klaus. Klaus voleva creare anelli lunari per il branco di Hayley e il suo, ma il tradimento di Genevieve e l’intervento dei Guerrera impediscono il progetto. Pur generalmente diffidenti verso i vampiri, Cary sembra felice di incontrare Klaus, considerato una leggenda nel suo branco.

#### Oliver
Oliver "Ollie", interpretato da Chase Coleman, doppiato da Leonardo Graziano. È un lupo mannaro del branco della Mezzaluna e migliore amico di Jackson. Si allea con Francesca Correa per ottenere una Pietra di Calcite Nera, con cui creare anelli magici per controllare la maledizione della luna piena e usare i poteri del lupo in forma umana. Violento e fiero della sua natura, chiama "dono" la maledizione della licantropia. Quando i licantropi scacciano i vampiri dal quartiere francese, crede di aver vinto, ma Klaus, Elijah, Marcel e Hayley organizzano un piano che elimina i licantropi portatori degli anelli. Hayley sottrae a Oliver il suo anello e lo risparmia. Oliver, pentito, tenta la redenzione, ma Esther e Finn controllano i licantropi tramite gli anelli lunari. Scoperto il suo tradimento con Hayley e Marcel, viene catturato dai lupi di Esther, condannato a morte e infine ucciso da un sortilegio di Esther dopo essere stato liberato da Hayley e Ansel.

#### Francesca Correa
Francesca Correa, interpretata da Peta Sergeant, doppiata da Roberta De Roberto. È a capo della fazione umana dopo la morte di Padre Kieran, ma possiede il gene della licantropia. Dopo aver ottenuto il controllo della maledizione grazie alle Pietre di Calcite create da Genevieve, attiva il gene uccidendo la sua guardia del corpo e diventa un licantropo potente con il controllo della trasformazione. Discende dal clan Guerrera, quasi sterminato da Marcel, ritenuto più crudele e pericoloso del branco della Mezzaluna di Hayley. Grazie agli anelli, lei e i suoi fratelli diventano forti e Francesca prende il controllo della città, ma Klaus, Elijah, Hayley e Marcel sterminano il clan Guerrera uccidendo i possessori degli anelli. Francesca è l'ultima a cadere, uccisa da Hayley dopo un tentativo di fuga.

#### Aiden
Aiden, interpretato da Colin Woodell, doppiato da Alessio Nissolino. È un membro del branco della Mezzaluna e uno dei migliori amici di Jackson. Insieme a Hayley e Oliver gestisce la comunità del bayou. Aiden, gay, inizia una relazione con Josh. Durante l’assenza di Jackson, assume il ruolo di leader. Klaus, intuendo il suo potenziale, gli propone di aiutarlo a diventare nuovo alfa; Aiden accetta per evitare ritorsioni, pur senza fidarsi di Klaus. Alla fine lascia New Orleans per vivere serenamente con Josh, ma viene ucciso da Dahlia, che inscena un’aggressione di Klaus per creare conflitto. Lo spirito di Aiden trova la pace con quello di Josh.

#### Ansel
Ansel, interpretato da Lloyd Owen, doppiato da Francesco Prando. È il padre biologico di Klaus. Esther si innamorò di lui, ma fece credere che Klaus fosse figlio di Mikael, nonostante Ansel volesse prendersene cura. Mikael lo uccise dopo aver scoperto la relazione con Esther; secondo Elijah, quell’omicidio scatenò la faida tra vampiri e licantropi. Dopo la caduta dell'Altra Parte, Esther lo riporta in vita. Ansel cerca di riallacciare i rapporti con Klaus e gli rivela che Hope è viva; per impedirle di scoprirlo e proteggere la nipote, Klaus, con rammarico, lo uccide, dicendogli che avrebbe voluto averlo come padre mille anni prima, ma ha aspettato troppo a salvarlo.

#### Mary Dumas
Mary Dumas, interpretata da Debra Mooney, doppiata da Rita Savagnone. È la nonna di Jackson. Durante le lotte tra licantropi e vampiri, il marito defunto di Mary, Richard, uccise i genitori di Hayley per opposizione alla loro tregua con Marcel. Mary è una sciamana e ufficializza il matrimonio tra Hayley e Jackson. Quando Hayley, Jackson e il branco fuggono con Hope, Dahlia maledice Mary e il branco costringendoli a vivere sempre in forma lupina, tornando umani solo nelle notti di luna piena; la maledizione viene poi spezzata da Davina. Mary è molto legata a Hayley e Hope, di cui si prende cura, ma nutre astio verso gli Originali, che non ritiene degni. Nell’ultima stagione si rivela che Mary è già morta da tempo.

#### Keelin
Keelin, interpretata da Christina Moses, doppiata da Angela Brusa. È una ragazza lupo, interesse amoroso di Freya e discende dai Malraux, uno dei sette branchi originali quasi sterminati da Lucien, di cui è l’unica sopravvissuta. Laureata in medicina, possiede ampie conoscenze di manipolazione biologica, tanto da studiare come inibire i suoi poteri di licantropo. Freya le dona un gioiello lunare per controllare meglio i suoi poteri e le chiede di sposarla; lei accetta e Kol ufficializza l’unione. Keelin viene accolta con favore dalla famiglia Mikaelson. Insieme a Freya, chiede aiuto a Vincent per avere un bambino, e lui, nonostante qualche esitazione, acconsente.

#### Lisina
Lisina, interpretata da Alexis Louder, doppiata da Laura Lenghi. È una licantropa del clan della Mezzaluna che, in assenza di Hayley, assume temporaneamente il ruolo di leader del branco. Pur non nutrendo particolare simpatia per i vampiri, intrattiene una solida amicizia con Josh. Muore in un'esplosione causata da una bomba portata da un umano soggiogato tramite compulsione; dietro all'attentato si celano Emmett e i suoi seguaci vampiri.

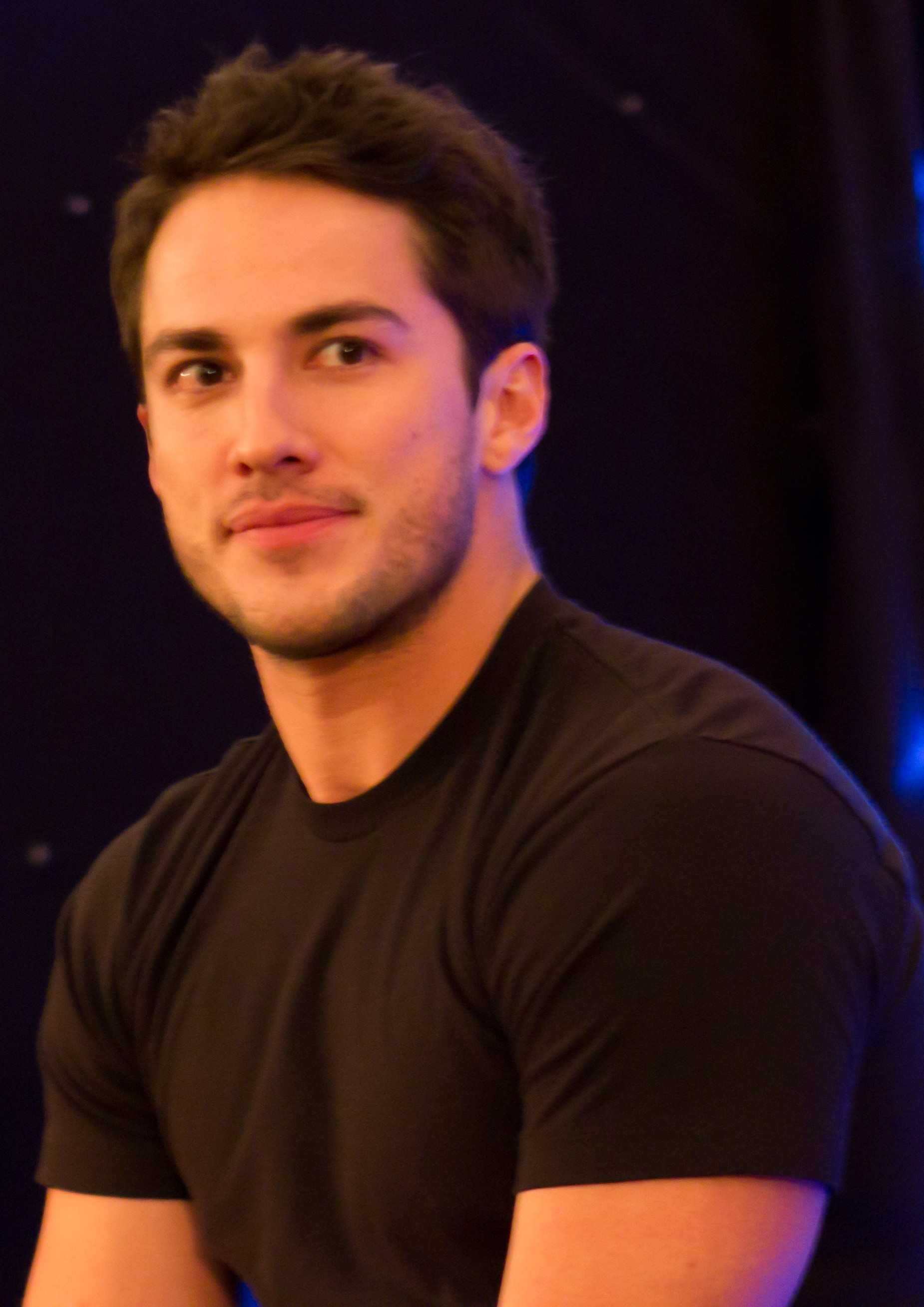
Michael Trevino interpreta Tyler Lockwood
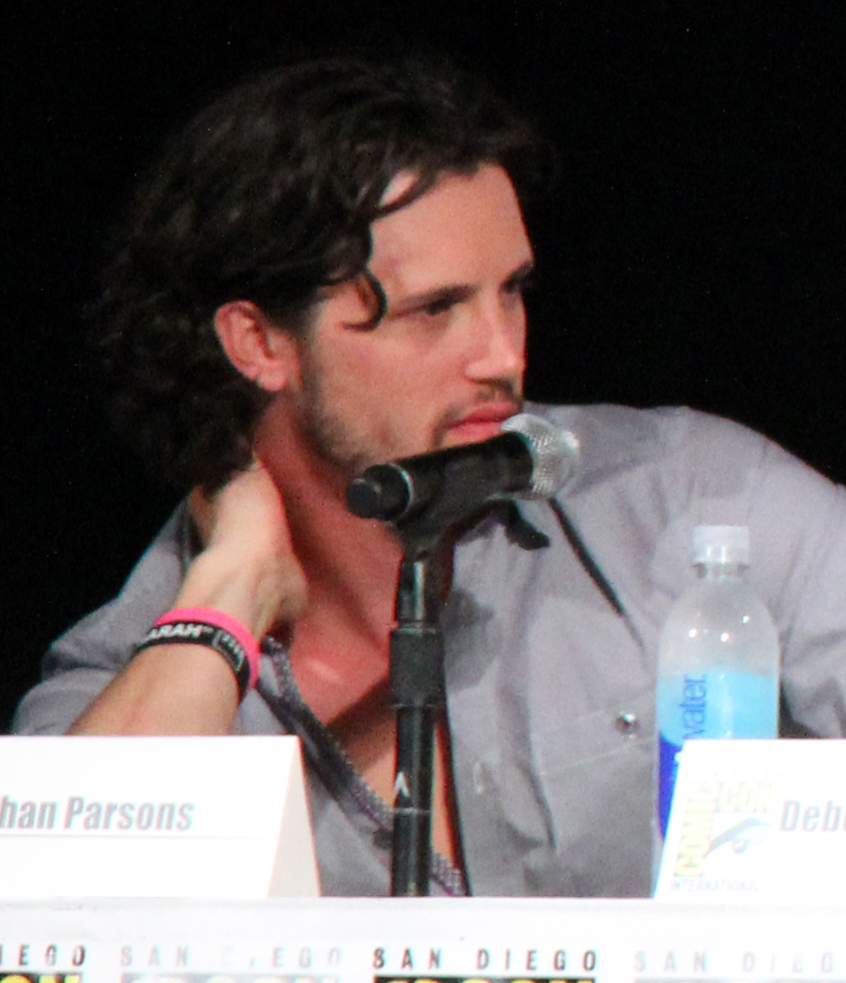
Nathan Parsons interpreta Jackson Kenner
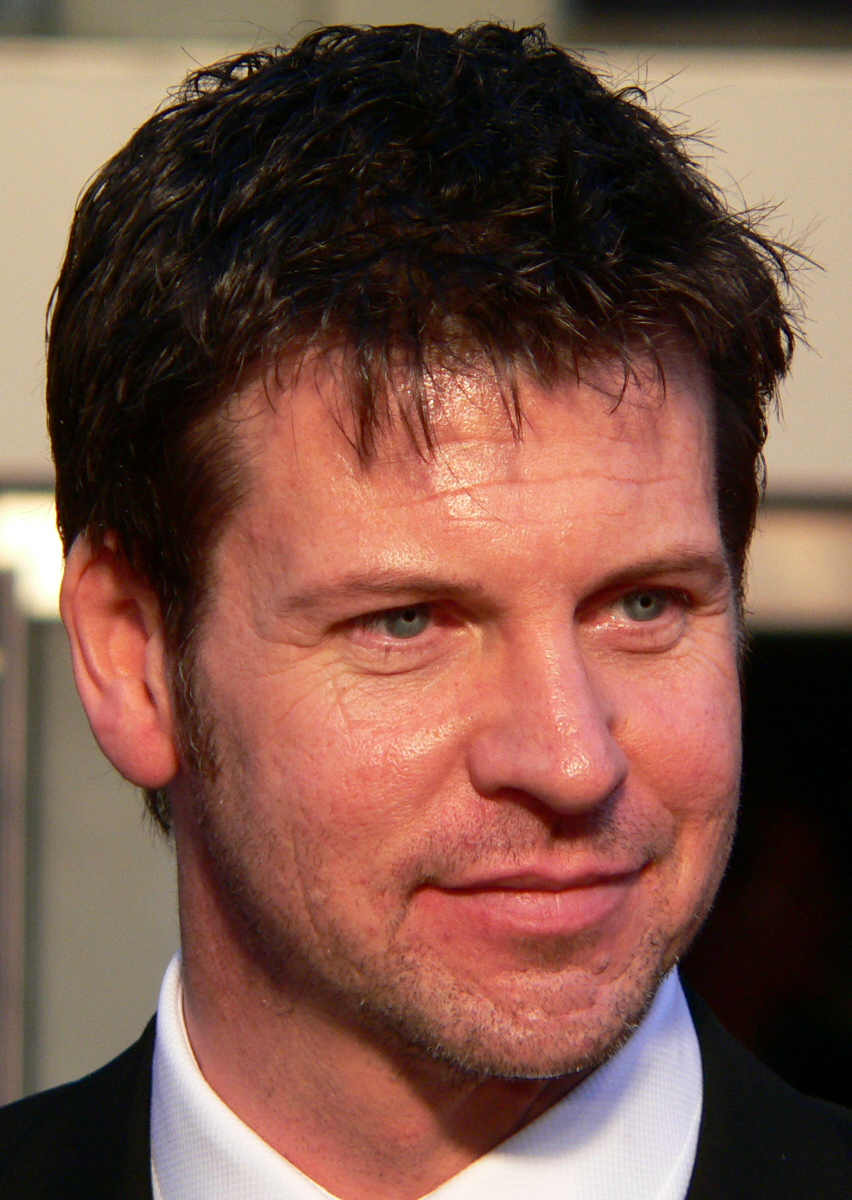
Lloyd Owen interpreta Ansel

### Streghe

Un pentacolo.

Le streghe sono esseri umani, maschi o femmine, dotati della capacità di modificare la realtà mediante la magia. I loro poteri, di natura ereditaria, si manifestano e si sviluppano durante l’adolescenza. Tra le abilità tipiche delle streghe vi sono l’evocazione, il controllo e lo stordimento della mente, l’inflizione del dolore, la preveggenza, la telecinesi e la preparazione di pozioni magiche. Ogni strega possiede un grimorio, un libro tramandato di generazione in generazione, contenente incantesimi, ricette di pozioni e rituali magici. Alcune streghe nascono con doni particolari, come la capacità di percepire gravidanze, menzogne o possedere poteri chiaroveggenti.
Le streghe sono considerate le creature soprannaturali più antiche e sono viste come gli architetti del mondo soprannaturale, essendo responsabili della creazione di tutte le altre creature soprannaturali. Pur essendo esseri umani, e quindi mortali, possono morire anche a causa dell’uso eccessivo della magia. Possono essere trasformate in vampiri, ma in tal caso perdono i loro poteri magici. Tra gli ibridi, l’unica nota ad avere poteri magici è Hope Mikaelson.

#### Esther
Esther, interpretata da Alice Evans da adulta e da Hayley McCarthy da giovane, doppiata da Rossella Izzo da adulta e da Chiara Gioncardi da giovane. È la madre di Klaus, Elijah, Rebekah, Henrik, Finn, Kol e Freya Mikaelson. Morta nella terza stagione di The Vampire Diaries dopo essere stata resuscitata, il suo corpo viene consacrato a New Orleans, portando il suo potere in città.
Esther è una delle streghe più potenti mai esistite, conosciuta come "Strega Originale" poiché è colei che ha creato i Vampiri Originali. Dopo la sua resurrezione, si impossessa inizialmente del corpo di Cassie, una delle ragazze del Raccolto, e, successivamente, del corpo di Lenore Shaw, determinata a cancellare l'incantesimo Originale per trasformare i suoi figli in esseri umani.
Si scopre che la sua primogenita, Freya, le era stata portata via da bambina dalla sorella maggiore Dahlia come pegno, in cambio dell’aiuto nel renderla fertile, dato che Esther non poteva avere figli. Lo spirito di Esther rimane intrappolato nel corpo di Lenore fino a quando viene uccisa da Freya Mikaelson.
Successivamente Esther viene riportata in vita nel proprio corpo originale perché Klaus intende usarla come arma contro Dahlia, dato che il suo sangue è l’ingrediente chiave per ucciderla. Durante il confronto con Dahlia, Esther interviene per salvare Klaus, Elijah, Rebekah e Freya, permettendo a Klaus di uccidere Dahlia e sua sorella. Prima di morire, Esther si riconcilia con Dahlia, chiedendole perdono per averla abbandonata mille anni prima e riconoscendo l’amore e la protezione che i suoi figli si sono sempre offerti a vicenda, trovando così finalmente pace.

#### Dahlia
Dahlia, interpretata da Claudia Black, doppiata da Ilaria Latini, è la sorella maggiore di Esther. Più potente di lei nella magia, Dahlia incute profondo timore. Fece sì che Esther, sterile e rinunciataria alla magia per amore, fosse fertile, ma a prezzo di un grande sacrificio. In seguito, Dahlia prende Freya come pagamento per l'aiuto offerto a Esther e annuncia che si prenderà ogni primogenito della famiglia di Esther. Dahlia ha cercato di uccidere Hope, figlia di Klaus, poiché se Hope morisse, Dahlia tornerebbe per cacciare la famiglia Mikaelson. Come Freya, Dahlia rimane sveglia un anno e dorme per un secolo, è immortale grazie al potere che incanala da Freya, e nulla può ucciderla. Vuole assorbire la magia di Hope per ottenere un'immortalità incondizionata, vivendo ogni giorno senza limitazioni.
Il suo potere è immenso: ha messo in ginocchio Mikael e Klaus insieme e sottomesso Freya con un solo gesto. Anche da debole, un millennio fa sterminò un villaggio con un cenno della mano e ha ridotto in polvere il paletto di quercia bianca indistruttibile di Esther. Pur più potente di Klaus, rispetta la sua intelligenza e forza, essendo lui l’unico in grado di fermarla, anche perché Klaus non è figlio di Mikael, disprezzato da Dahlia.
Alleata a Klaus, Dahlia abbatte Marcel, il suo esercito, Rebekah, Elijah e Freya. Dopo aver scoperto la trappola di Freya, deride la sorella, sottolineando che il suo punto debole è il sangue di Esther, non quello di Freya. Su consiglio di Klaus, maledice Hayley, Jackson e il branco della Mezzaluna con la maledizione del lupo permanente, tranne durante la luna piena.
Dahlia tenta di prendere Hope, ma Klaus le propone di legarsi a lui, già immortale, per proteggerla dall’incantesimo. Dahlia può essere uccisa solo dalla combinazione di suolo sacro (terra di Norvegia), ceneri di un guerriero vichingo e il sangue di Esther, colei che più ha amato e il cui tradimento le ha spezzato il cuore. Durante lo scontro finale, Dahlia cerca di uccidere Freya, Klaus, Elijah e Rebekah, ma Esther, tornata in vita, la strangola con catene anti-magia. Viene infine uccisa da Klaus insieme alla sorella. Prima di morire, si riconcilia con Esther e trova la pace.

#### Jane-Anne Deveraux
Jane-Anne Deveraux, interpretata da Malaya Rivera Drew, doppiata da Letizia Ciampa, è la sorella di Sophie. Determinata a riportare in vita sua figlia Monique, attira Hayley a New Orleans. Viene uccisa da Marcel per aver usato la magia nel quartiere francese. L’incantesimo che le costa la vita conferma che il padre della bambina nel grembo di Hayley è Klaus.

#### Celeste DuBois
Celeste DuBois, interpretata da Raney Branch, fu amante di Elijah nel 1800. Venne uccisa dagli umani a causa indiretta di Klaus, che fece passare le sue uccisioni come sacrifici delle streghe. I suoi resti non furono mai consacrati, poiché il suo spirito ha abitato vari corpi vivi. Medita vendetta contro Elijah e Klaus, minacciando Elijah di tormentarlo eternamente: ogni donna vicina a lui potrebbe essere posseduta da lei. Dopo essersi tolta la vita nel corpo di Sabine per passare a un altro, un incantesimo di Elijah su Monique riporta Celeste nel suo vero corpo. Incapace di trasferirsi ancora, viene uccisa da Elijah con una pugnalata nel cimitero di New Orleans.

#### Eva Sinclair
Eva Sinclair, interpretata da Maisie Richardson-Sellers, doppiata da Letizia Ciampa, è la moglie di Vincent ed è considerata una criminale nella comunità magica. Rapiva giovani ragazzi del quartiere francese per assorbire il loro potere e aumentare la forza della sua magia. Posseduta dallo spirito di Rebekah Mikaelson, riesce a riprendere il controllo del corpo e tenta di completare un rituale che richiede il sacrificio di nove streghe, tra cui Davina, Josephine LaRue e sette giovani, per ottenere un potere immenso, ma viene fermata da Vincent.
Eva muore spiritualmente quando Freya, con Elijah e Klaus, lancia un incantesimo che permette a Marcel e Vincent di entrare nella sua mente, dove Rebekah la uccide. Da allora, Rebekah è l’unica anima nel corpo di Eva. Quando Aya uccide Rebekah, il suo spirito ritorna nel corpo.
Si scopre che Eva era in origine una persona dolce e apprensiva, ma, quando Marcel prese il controllo del quartiere francese grazie al potere di Davina e soggiogò le streghe, Vincent invocò il potere dell’Ombra per sconfiggerlo. Questo potere rese Eva malvagia e instabile, facendole anche perdere il bambino che aspettava.

#### Sabine Laurent
Sabine Laurent, interpretata da Shannon Kane, doppiata da Eleonora Reti, è una strega posseduta dallo spirito di Celeste DuBois. Insieme alle streghe Bastianna Natale, Papa Tunde e Genevieve, è determinata a vendicarsi dei fratelli Mikaelson. Muore quando Celeste, nel suo corpo, si suicida.

#### Agnes
Agnes, interpretata da Karen Kaia Livers, doppiata da Patrizia Burul, è una strega appartenente alla classe delle Anziane. Ha maledetto Sean O'Connell. Convinta da Celeste (nel corpo di Sabine) che la figlia di Klaus porterà la morte a tutte le streghe, tenta di ucciderla sfruttando il legame tra Sophie e Hayley, usando un ago maledetto che causa un aborto spontaneo. Il suo piano viene sventato da Davina grazie a uno stratagemma di Elijah, che poi la uccide. La sua morte, tuttavia, faceva parte del piano di Celeste per sottrarre il potere del Raccolto, poiché sapeva che facendo mirare Agnes a Hope, gli Originali l’avrebbero eliminata.

#### Katie
Katie, interpretata da Alexandra Ficken, doppiata da Giulia Catania, è una giovane strega del quartiere francese di New Orleans ed è amante del vampiro Thierry. Nel tentativo di eliminare Marcel con la sua magia, Klaus interviene in difesa dell’amico uccidendo Katie, spezzandole il collo. In realtà, tutto faceva parte di un piano di Klaus per guadagnarsi la fiducia di Marcel e ottenere la restituzione di Elijah.

#### Bastianna Natale
Bastianna Natale, interpretata da Shannon Eubanks, doppiata da Fiamma Izzo, è una strega appartenente alla classe delle Anziane. Uccisa durante il rito del Raccolto, viene riportata in vita da Celeste DuBois. Usa la Lama di Papa Tunde contro Klaus e poi maledice Padre Kieran. Viene infine decapitata da Marcel.

#### Papa Tunde
Alphonz Bellatunde Delgallo (soprannominato Papa Tunde), interpretato da Owiso Odera, doppiato da Massimo Bitossi, è un crudele e potente stregone che, oltre alla magia ancestrale, usa la magia sacrificale per trarre potere dalle sue vittime. In passato sfidò Klaus: era molto potente, ma Klaus, comprendendo che Tunde traeva forza dai suoi figli, li uccise entrambi decapitandoli prima di eliminarlo.
Risorto dopo la Mietitura, cattura Rebekah e ottiene grande potere con la magia nera. Dopo aver pugnalato molti vampiri con la sua Lama, caricandola di potere, consegna l’arma a Celeste, che lo uccide tagliandogli la gola, rendendo l’arma pronta per bloccare Klaus.

#### Genevieve
Genevieve, interpretata da Elyse Levesque, doppiata da Giulia Catania, è una strega uccisa da Rebekah nel 1919 e resuscitata da Celeste DuBois. Rivela a Klaus la verità sull’arrivo di Mikael in città, provocando la sua rabbia, che porta alla cacciata di sua sorella. Diventa amante di Klaus, ma, seguendo gli ordini degli antenati, si allea con Francesca Correa per indebolire i Mikaelson, rapire Hayley e sacrificare la bambina alla nascita, evitando di morire lei durante la mietitura. Il sacrificio viene interrotto da Klaus, Elijah e Marcel. Punita dagli antenati per aver fallito, chiede a Elijah e Hayley di informare Klaus del suo pentimento, ma viene pugnalata a morte da Hayley. Era gelosa di Camille e Hayley per l’attenzione che Klaus riservava loro.

#### Monique Deveraux
Monique Deveraux, interpretata da Yasmine Al Bustami, è la prima ragazza del Raccolto, rappresentante della terra, e figlia di Jane-Anne. Viene uccisa come sacrificio insieme ad Abigail e Cassie; sebbene il rito prevedesse la loro resurrezione, Marcel impedisce il sacrificio di Davina, bloccando così la rinascita delle altre tre. Con la morte di Davina, il Raccolto si completa, ma il potere destinato alla resurrezione viene sottratto da Celeste DuBois per far tornare altri stregoni, tra cui Papa Tunde.
Dopo la morte di Papa Tunde, Monique resuscita ed è determinata a compiacere gli antenati, dichiarando guerra agli Originali. Uccide anche sua zia Sophie, considerandola debole. Nonostante la giovane età, dimostra poteri magici notevoli, tra cui la capacità di percepire menzogne. Viene infine uccisa da Marcel, colpita dalla Stella del Diavolo, prima di poter sacrificare Hope Mikaelson.

#### Abigail
Abigail, interpretata da Alexa Yeames, doppiata da Irene Trotta, è la seconda ragazza del Raccolto, rappresentante dell’aria. Insieme a Genevieve e Monique, decide di combattere gli Originali rapendo Hope, la figlia di Klaus, appena nata, per consacrarla e acquisirne il potere immenso. Viene uccisa da Klaus, che la impala traforandole il ventre con una sbarra di ferro appuntita. Non era spietata come Monique, ma mancava del coraggio di opporsi agli Antenati.

#### Cassie
Cassie, interpretata da Natalie Dreyfuss, doppiata da Giuppy Izzo, è la terza ragazza del Raccolto, rappresentante dell’acqua. Torna in vita dopo la morte di Genevieve, ma il corpo è posseduto dallo spirito della strega Originale Esther, che dopo qualche mese lascia il corpo per trasferirsi in Lenore Shaw. Cassie viene rinchiusa in un manicomio per streghe, dove viene abbandonata. Quando Rebekah si risveglia in un corpo di strega lì dentro, si allea con lei per fuggire. Tuttavia, Cassie la tradisce e tre stregoni la puniscono tentando di picchiarla con spranghe, ma Freya li ferma e uccide Cassie per il tradimento verso la sorella.

#### Kaleb Westphall
Kaleb Westphall, interpretato da Daniel Sharman, doppiato da Francesco Venditti, è uno stregone posseduto dallo spirito di Kol Mikaelson. Kaleb muore a causa di una maledizione inflitta da Finn Mikaelson, fratello maggiore di Kol, che provoca anche la morte di Kol. I suoi resti vengono consacrati a New Orleans.

#### Josephine LaRue
Josephine LaRue, interpretata da Meg Foster, doppiata da Maria Pia Di Meo, è un’anziana della congrega del quartiere Treme. Ama suonare il violino, anche se le sue mani non le permettono più di farlo. Dahlia le guarisce le mani, consentendole di suonare per l’ultima volta, poi la uccide tagliandole la gola con l’arco del violino. Dahlia usa la sua magia per controllare il cadavere di Josephine, che invia un messaggio a Elijah, Rebekah e Klaus. Quest’ultimo, furioso, colpisce violentemente il corpo staccandole la testa.

#### Van Ngyuen
Van Nguyen, interpretato da Lawrence Kao, è il giovane figlio di Kara, anch’egli stregone. Determinato a vendicarsi di Davina, poiché lei ha incaricato Hayley di uccidere sua madre, Van segue ciecamente gli ordini degli Antenati. Dopo la destituzione di Vincent, diventa il nuovo reggente. Viene ucciso da Kol, che lo morde al collo.

#### Kara Ngyuen
Kara Nguyen, interpretata da Joyce Thi Brew, è una strega del quartiere francese che non riconosce l'autorità di Davina come reggente e la sfida apertamente, tentando di ucciderla davanti alle altre streghe. Su richiesta di Davina, Hayley uccide Kara spezzandole il collo. Successivamente, suo figlio vendica la madre facendo cacciare Davina dalla congrega con l’aiuto di Vincent.

#### Inadu
Inadu, detta Il Vuoto, interpretata da Blu Hunt, è una potente strega che creò la Maledizione dei Licantropi. Originaria dell'America precoloniale, nacque dall’unione di due potenti tribù di sciamani e, ancora in grembo, fu sottoposta a riti magici per accrescere il suo potere. Con gli anni divenne crudele e assetata di potere, assorbendo ogni energia senza lasciare nulla, guadagnandosi così il soprannome di «Vuoto». Venne uccisa da sua madre, che la riteneva troppo pericolosa, usando un’ascia infusa del potere di quattro sciamani. Prima di morire, Inadu lanciò la Maledizione dei Licantropi contro sua madre e gli sciamani presenti, condannandoli a trasformarsi in lupi nelle notti di luna piena. Sua madre divenne la capostipite del branco della Mezzaluna, da cui discende Hayley. Il corpo di Inadu fu incenerito e le ossa rimaste, tra cui la lama di Papa Tunde, furono disperse per indebolire il suo spirito, che tuttavia rimase attivo. Il suo spirito, chiamato l'Ombra, divenne oggetto di culto tra alcuni stregoni. Inadu teme Hayley, l’unica capace di sconfiggerla. Ritorna in vita dopo aver ucciso e assorbito l’immortalità di Elijah e dei vampiri da lui trasformati, ma Hayley la uccide con un pugnale intriso del sangue di Hope, ultima discendente di Inadu. Prima di morire, Inadu aveva bevuto il sangue di Hayley, permettendole di impossessarsi di Hope dopo la sua morte. Manovrando il corpo di Hope, semina il caos a New Orleans, finché Marcel la addormenta con una sostanza soporifera.
Vincent salva Hope mentre Klaus, Elijah, Kol e Rebekah assorbono ciascuno un quarto dello spirito di Inadu, distanziandosi per impedirne il controllo. Dopo sette anni, Hope libera i quattro Originali assorbendo il Vuoto, ma rischia la morte alla prima trasformazione in licantropo. Josie e Lizzie la salvano trasferendo il Vuoto nel corpo di Klaus, mentre Freya ne sposta una parte in Elijah. Nell’ultimo episodio, con la morte di Klaus ed Elijah, il Vuoto scompare definitivamente.

#### Dominic
Dominic, interpretato da Darri Ingolfsson e doppiato da Francesco Pezzulli, è uno stregone al servizio del Vuoto. Viene ucciso da Elijah dopo aver minacciato la famiglia Mikaelson, ma viene riportato in vita dai seguaci del Vuoto. In seguito, quando fa irruzione nella villa dei Mikaelson, viene nuovamente ucciso da Klaus. Inadu lo resuscita un'altra volta dopo aver preso possesso del corpo di Hope, ma Sofya lo uccide definitivamente.

#### Ivy
Ivy, interpretata da Shiva Kalaiselvan e doppiata da Ilaria Latini, è una strega veggente, considerata la più dotata di New Orleans, nonché interesse amoroso di Vincent. È una donna molto bella, gentile e compassionevole, che crede profondamente nell'amore. In passato era sposata, ma il marito l'ha lasciata per un'altra donna. Viene uccisa da Emmett e dai suoi seguaci, che avvelenano il vino durante una cerimonia cui partecipano molte streghe. Ivy si risveglia in transizione, poiché nel vino era stato mescolato anche sangue di vampiro, ma sceglie di non completare la trasformazione e muore, senza rimpianti, come strega.

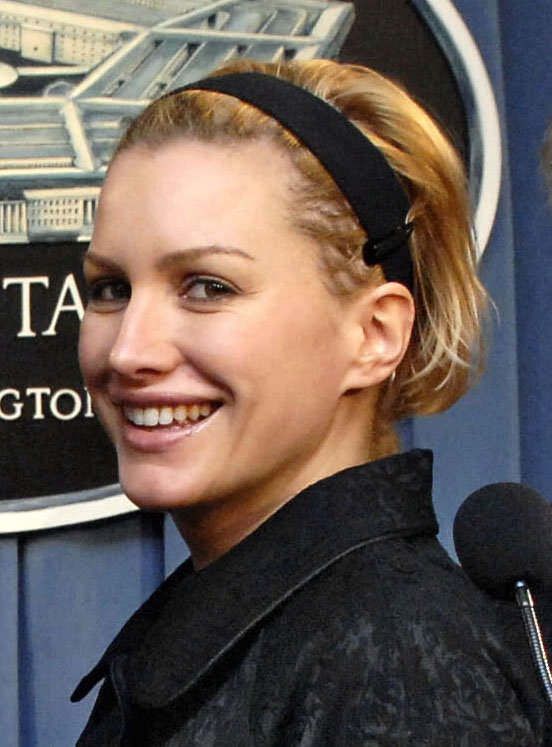
Alice Evans interpreta Esther.
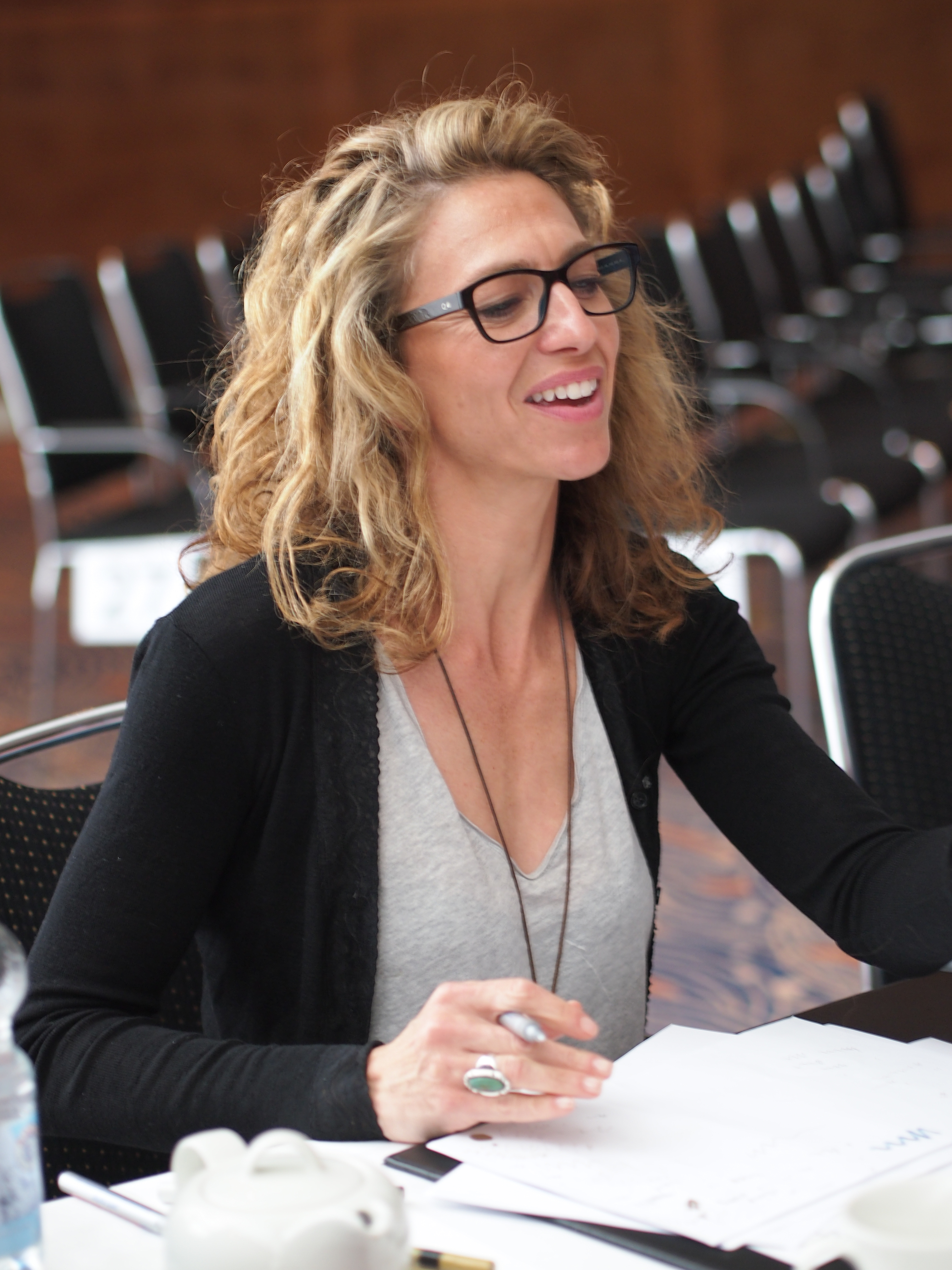
Claudia Black interpreta Dahlia.
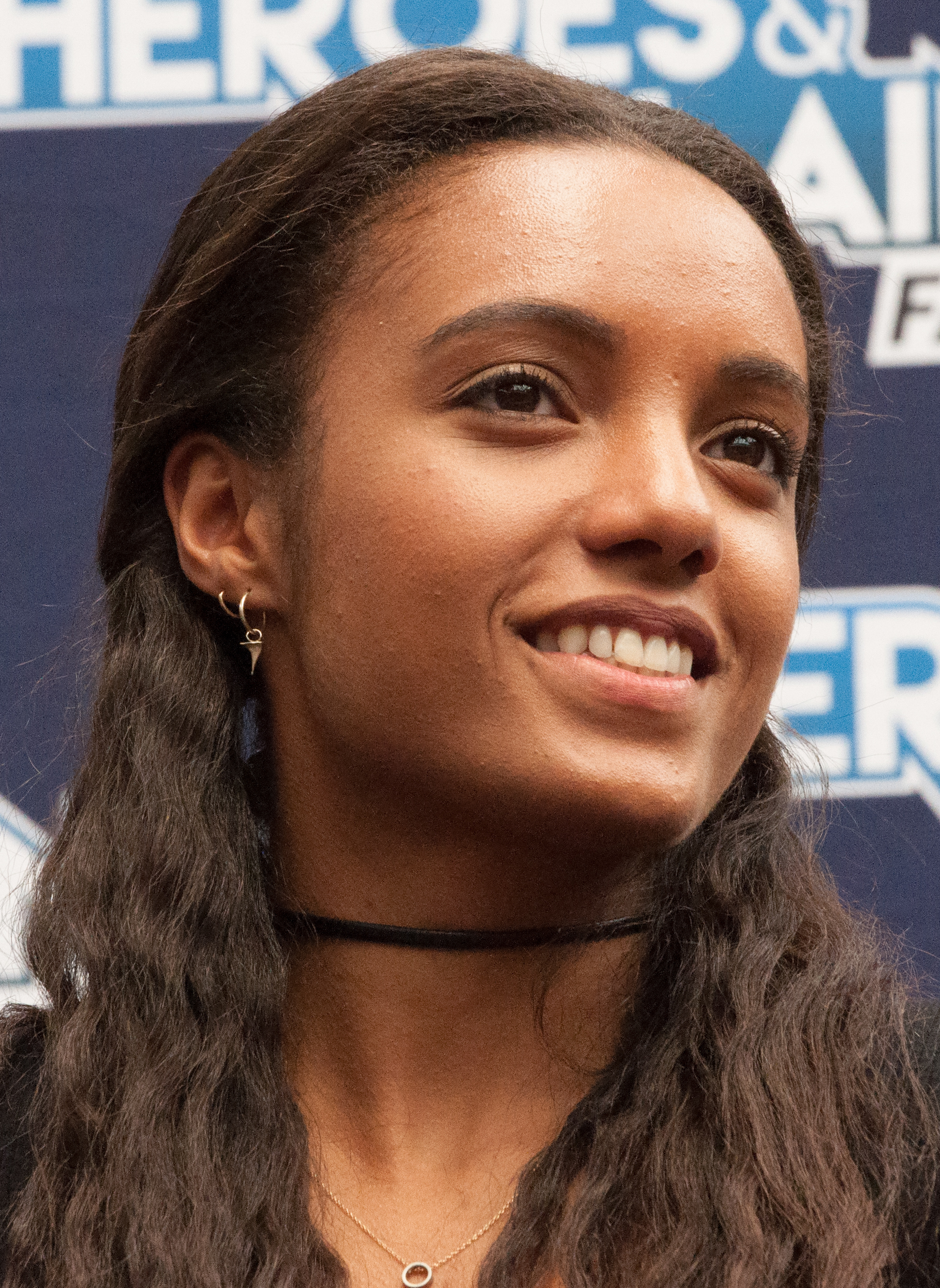
Maisie Richardson-Sellers interpreta Eva Sinclair.
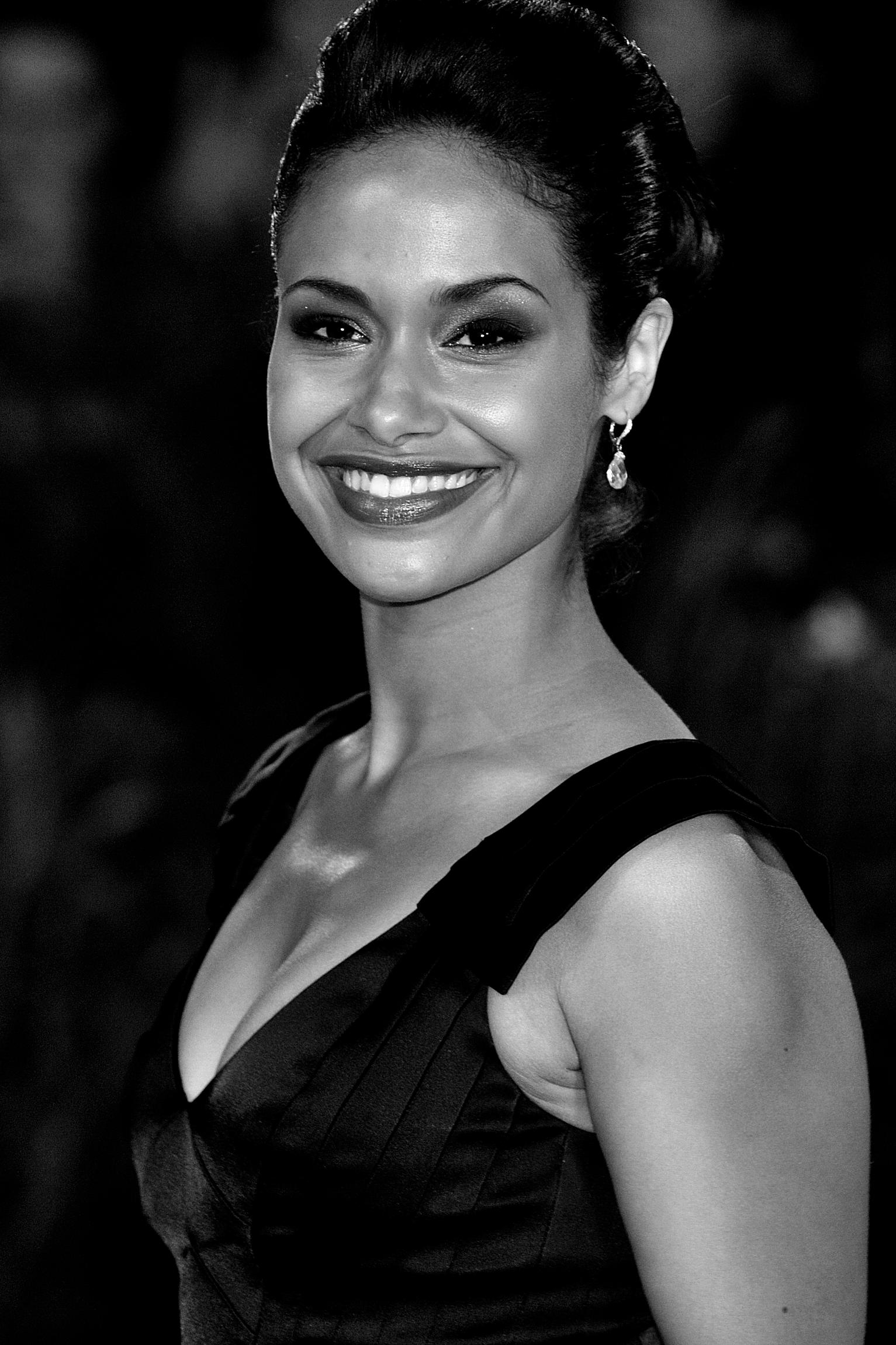
Shannon Kane interpreta Sabine Laurent.
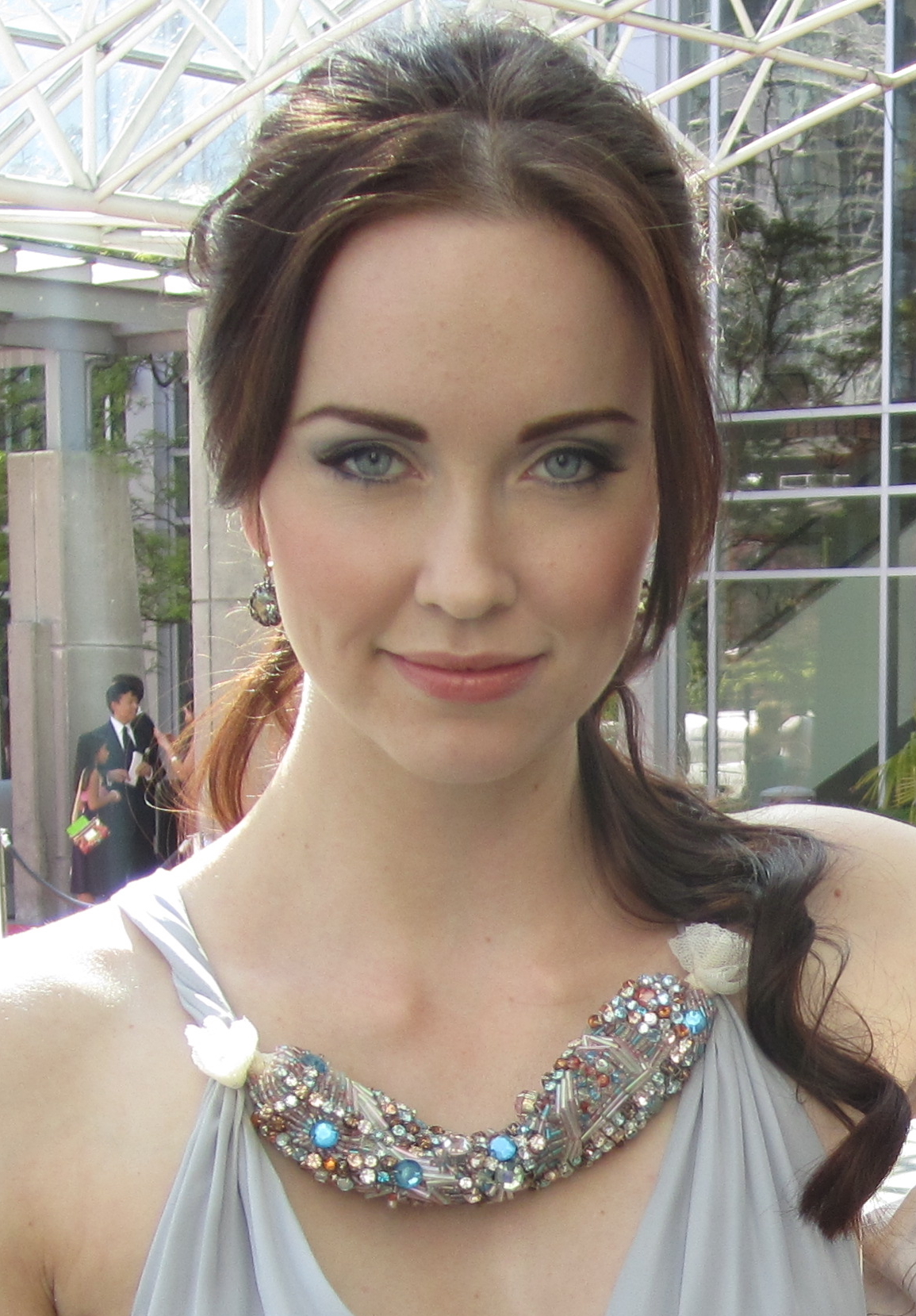
Elyse Levesque interpreta Genevieve.
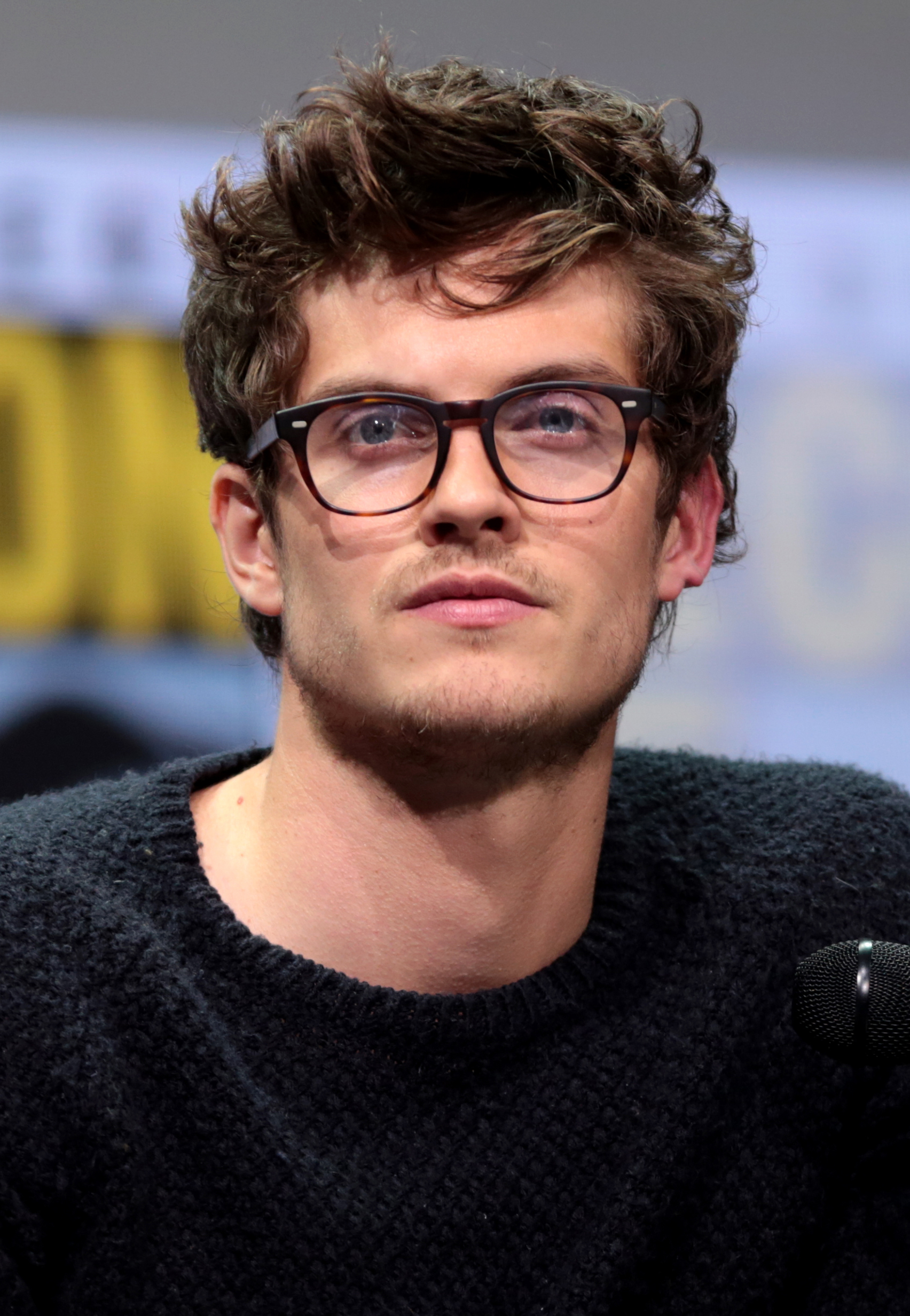
Daniel Sharman interpreta Kaleb Westphall.
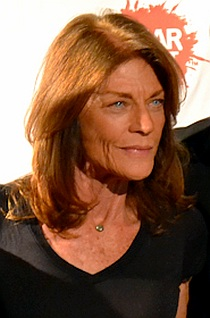
Meg Foster interpreta Josephine LaRue.

### Ibridi
Gli ibridi sono creature nate dall’incrocio tra un licantropo e un vampiro, e possiedono le abilità di entrambe le specie. Sono immuni agli effetti della luce del sole e non sono costretti a trasformarsi durante la luna piena. Risultano più forti e veloci dei vampiri normali, poiché possono accedere alla forza sovrumana dei licantropi attraverso la rabbia. Questo li rende in grado di affrontare anche vampiri vecchi di secoli, ma non i più anziani, come gli Originali.
Il morso di un ibrido è velenoso per i vampiri e l’effetto del veleno è molto più rapido rispetto a quello di un comune licantropo. Se non viene curato, il morso risulta mortale per qualunque vampiro, ad eccezione degli Originali. Gli ibridi possono trasformarsi a volontà, senza le restrizioni del ciclo lunare, anche se la trasformazione resta estremamente dolorosa. Proprio per questo motivo, chi viene trasformato in ibrido sviluppa un legame di asservimento verso colui che lo ha trasformato: la gratitudine inconscia per non dover più subire il dolore della trasformazione forzata genera la sottomissione. L’unico modo per spezzare questo legame è affrontare la trasformazione un numero molto elevato di volte (circa un centinaio), fino a renderla indolore e così annullare la causa stessa dell’asservimento, sebbene questo processo sia incredibilmente doloroso.
Gli ibridi sono vulnerabili sia alla verbena (come i vampiri) sia allo strozzalupo (come i licantropi). Tuttavia, impalarli al cuore con un paletto di legno non è efficace. Gli unici metodi per ucciderli sono la decapitazione o l’estrazione del cuore.
Per diventare un ibrido nell’universo di The Vampire Diaries e The Originals, bisogna soddisfare alcune condizioni precise. La trasformazione avviene in tre fasi principali, che si verificano solo se l'individuo è già un licantropo e ha attivato la sua maledizione (cioè ha ucciso qualcuno) ː
1. Bere del sangue dell'ibrido Klaus;
2. Morire entro 24 ore dalla consumazione del sangue;
3. Nutrirsi del sangue della doppelgänger Petrova umana, viva, entro circa 12 ore, altrimenti si muore di idrofobia.

Gli ibridi di Klaus, però, non si possono più creare a causa della morte della doppelgänger.
Nonostante ciò, la figlia di Klaus, Hope, in quanto discendente vivente di un ibrido, possiede la capacità di trasformare i licantropi in ibridi tramite il proprio sangue, che agisce come quello della Doppelgänger legata all'incantesimo di Esther. Come avviene con Klaus, gli ibridi le sono leali. Per la trasformazione servono tre fasi:
1. Bere il sangue di Hope;
2. Morire entro 24 ore dalla consumazione del sangue;
3. Nutrirsi del sangue di Hope, viva, entro circa 12 ore, altrimenti si muore di idrofobia.

#### Dwayne
Dwayne, interpretato da Johnny Walter, è un ibrido creato con il sangue di Hope. Tyler lo trasforma per dimostrare a Hayley che il sangue di Hope può generare ibridi. Dwayne, con una vita misera e braccato dai vampiri, si offre volontario, ma viene ucciso da Tyler poco dopo, poiché difende Hayley essendo asservito a Hope.

#### Henry Benoit
Henry Benoit, interpretato da Nicholas Alexander, è un licantropo che Hope trasforma in ibrido vendendogli il suo sangue. Studia alla Salvatore Boarding School, dove subisce vessazioni dai vampiri, e viene ucciso da Greta e Roman.

### Personaggi del passato
Sono personaggi morti prima dell'inizio della serie, visibili nei flashback o in visioni. Alcuni hanno avuto ruoli rilevanti nel passato e influenzano ancora gli eventi presenti.

#### Henrik Mikaelson
Henrik Mikaelson, interpretato da Devon Allowitz, è il figlio minore di Esther e Mikael, fratello di Freya, Elijah, Rebekah, Finn e Kol, e fratellastro di Klaus. Muore ucciso da un licantropo durante una notte di luna piena. La sua morte è una delle cause che portano sua madre a creare i vampiri ed è uno dei motivi per cui Mikael odia Klaus, poiché quella notte di luna piena Klaus e lui uscirono di nascosto per vedere i lupi trasformarsi. Henrik viene ucciso da un lupo del branco di Ansel, il padre biologico di Klaus. Dopo la trasformazione in vampiri e aver scoperto l'identità reale di Klaus, Mikael uccide Ansel e la sua famiglia per vendetta, dando inizio alla guerra tra vampiri e licantropi.

#### Tatia
Tatia, interpretata da Nina Dobrev, doppiata da Alessia Amendola, è la doppelgänger il cui sangue Esther usa come base per l'incantesimo che trasforma suo marito e i suoi figli nei Vampiri Originali. Grazie al sangue di Tatia, Esther impone a Klaus la maledizione dell'ibrido, sopprimendo i suoi poteri di lupo. Tatia ha avuto un figlio dal defunto marito, portando avanti la sua discendenza. Sia Klaus che Elijah erano innamorati di lei, ma solo Elijah era ricambiato. Elijah, appena trasformato in vampiro, la uccide involontariamente, incapace di controllare le nuove pulsioni omicide.

#### Conte de Martel
Il Conte de Martel, interpretato da William Neenan, è il padre di Tristan e Aurora. Lucien, che lavorava alla sua corte come servo, lo odia perché suo padre fu vittima delle sue crudeltà. Secondo Lucien, il conte era così crudele da divertirsi a tormentare i deboli e gli indifesi, e anche gli Originali, pur essendo assassini, erano persone migliori rispetto a lui e agli altri ospiti della sua corte.

#### Sean O'Connell
Sean O'Connell, interpretato da Matt Kabus, è il nipote di Padre Kieran e fratello gemello di Camille. Maledetto da Agnes, ha ucciso alcuni ragazzi nella chiesa di St. Anne e si è suicidato.

#### Emil
Emil, interpretato da John Redlinger, è il figlio legittimo del Governatore e fratellastro maggiore di Marcel. A differenza di Marcel, Emil è il figlio legittimo del padre. Rebekah è innamorata di lui e lo trasforma in vampiro. Emil sfida Klaus dopo che l'ibrido offende Rebekah; per punirlo, Klaus lo uccide gettandolo dall'ultimo piano della residenza del Governatore.

#### Mary-Alice Claire
Mary-Alice Claire, interpretata da Keri Lynn Pratt, è una strega alleata di Kol Mikaelson nel 1914. Antenata di Davina, crea oggetti magici che Kol usa contro Klaus. Oltre a comparire nei flashback di The Originals, è protagonista della webserie The Originals: The Awakening. Viene imprigionata nella villa di un'anziana strega uccisa da Kol, come punizione per aver tramato contro Klaus. La villa diventa un manicomio per streghe considerate pericolose, da cui nessuna può uscire. Mary-Alice muore lì.

#### Astrid Malchance
Astrid Malchance, interpretata da Aleeah Rogers, è una strega alleata di Kol Mikaelson nel 1914. Insieme a Mary-Alice Claire, crea oggetti magici che Kol usa contro Klaus. Oltre a comparire nei flashback di The Originals, Astrid è uno dei personaggi principali della webserie The Originals: The Awakening. Viene imprigionata assieme a Mary-Alice nella villa della vedova Pauline da una strega al servizio di Klaus, come punizione per aver tramato contro di lui. Anche Astrid muore lì.

#### Lana
Lana, interpretata da Morgan Alexandria, è stata capo della fazione dei licantropi appartenente allo stesso branco di Hayley. Era amante di Klaus e collaborava con lui per garantire la pace tra lupi mannari e vampiri. Viene uccisa da Mikael nel 1919.

#### Xavier Dumas
Xavier Dumas, interpretato da Alan Heckner, è il marito di Mary e membro della fazione opposta alla Mezzaluna. A causa del Vuoto, uccide i genitori di Hayley ed è nonno di Jackson.

#### August Müller
August Müller, interpretato da Jamie Thomas King, doppiato da Nanni Baldini, era il marito di Greta e padre adottivo di Antoinette e Roman. Artista, Klaus lo incontra a Rostock nel 1933. Sostenitore della supremazia dei vampiri, massacra numerosi licantropi, considerandoli una razza inferiore. Ciò lo rende nemico di Klaus, che, essendo metà licantropo, prende l'offesa sul personale e uccide August strappandogli il cuore.

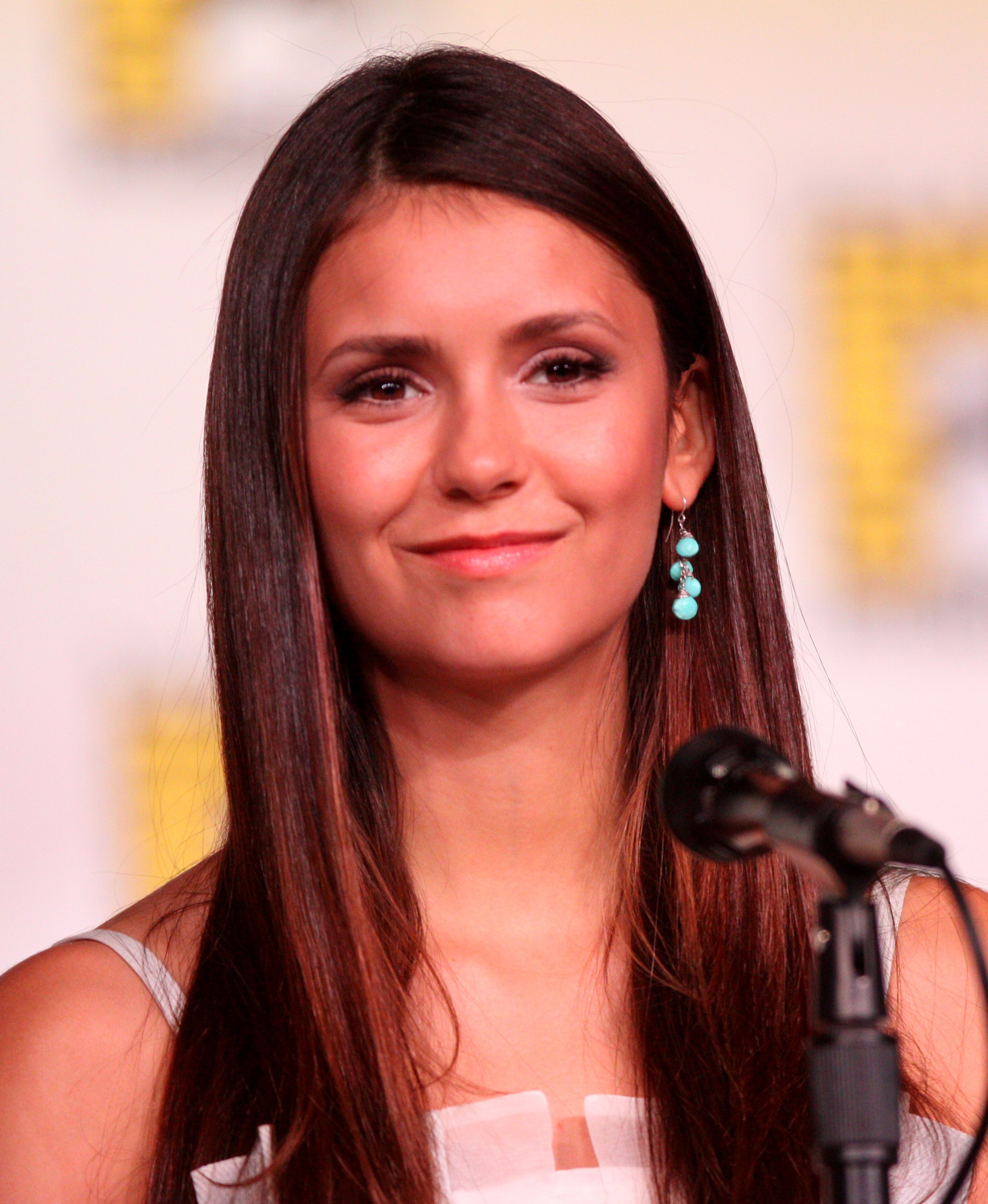
Nina Dobrev interpreta Tatia
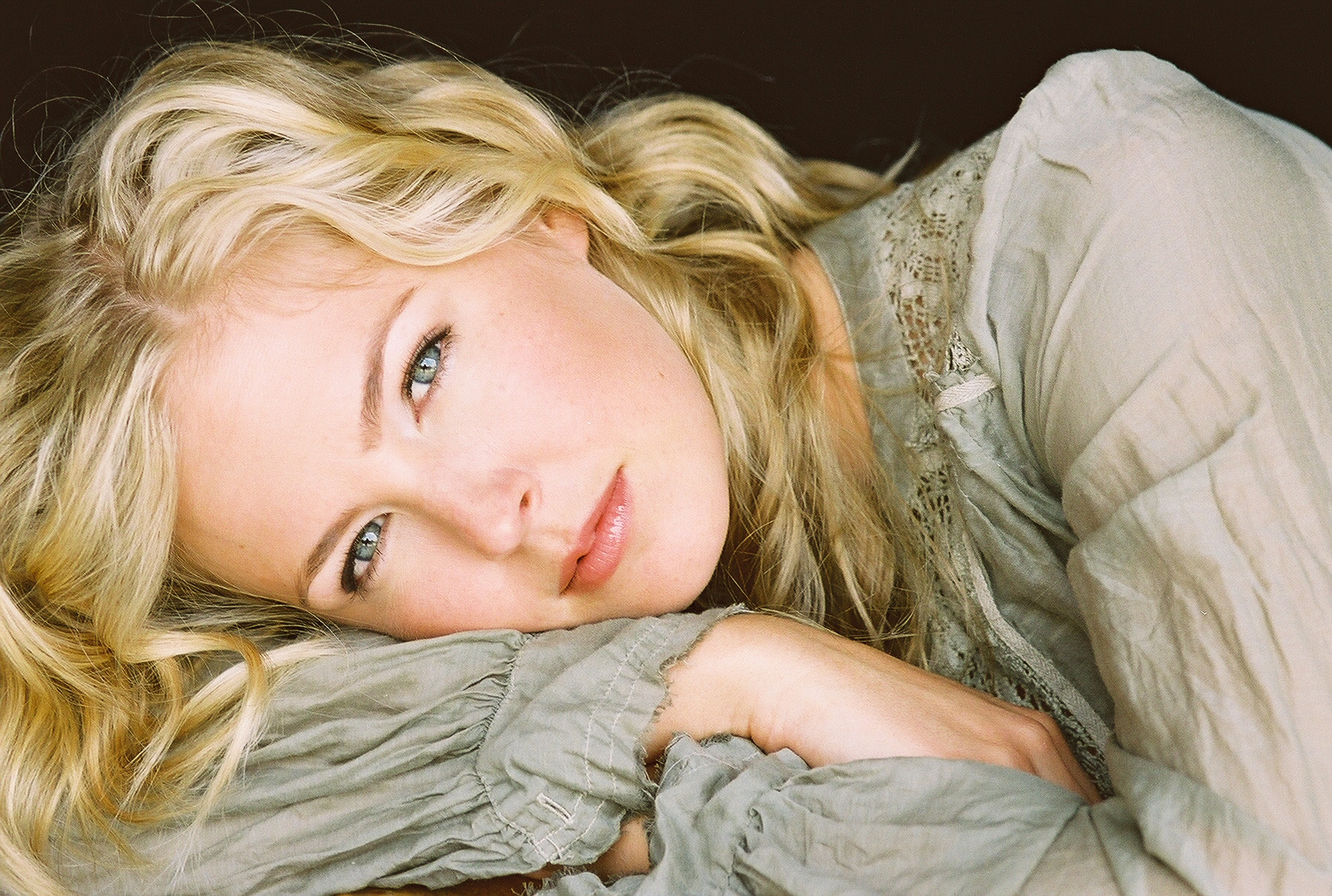
Keri Lynn Pratt interpreta Mary-Alice Claire